# عراق
عِراق با نام رسمی جمهوری عِراق (عربی: جُمْهُوريَّة العِرَاق، کردی: کۆماری عێراق)، کشوری در غرب آسیا است. این کشور از جنوب با عربستان سعودی، از شمال با ترکیه، از شرق با ایران، از جنوب شرقی با خلیج فارس و کویت، از جنوب غربی با اردن و از غرب با سوریه هم‌مرز است. مساحت این کشور ۴۳۸٬۳۱۷ کیلومتر مربع (۱۶۹٬۲۳۵ مایل مربع) است و جمعیتی بالغ بر ۴۶ میلیون نفر دارد که آن را به پنجاه و هشتمین کشور بزرگ از نظر مساحت و سی و یکمین کشور پرجمعیت جهان تبدیل می‌کند. بغداد، با بیش از ۸ میلیون نفر جمعیت، پایتخت و بزرگترین شهر این کشور است. 
عراق یک جمهوری پارلمانی فدرال است و از ١٩ استان تشکیل شده است. عراق از شمال با ترکیه، از جنوب با عربستان سعودی، از شرق با ایران، از جنوب شرقی با کویت، از جنوب غربی با اردن و از غرب با سوریه همسایه است. این کشور همچنین از جنوب شرق به دریای پارس راه دارد.
پایتخت و بزرگ‌ترین شهر این کشور بغداد است. مردم عراق از لحاظ قومی متنوع هستند و عمدتاً شامل عرب‌ها، و همچنین کردها، ترکمان‌ها، آشوری‌ها، ارمنی‌ها، مندایی‌ها، لرها و فارسی‌زبانان می‌باشند. عراق جغرافیا و حیات وحش متفاوتی دارد. اکثر عراقی‌ها مسلمان هستند - ادیان اقلیت شامل مسیحیت، ایزدی، شبک، زرتشتی، مندایی، یارسان و یهودیت نیز در این کشور وجود دارد. 
زبان رسمی عراق عربی و کردی است. دیگر زبان‌ها همانند ترکی، آرامی نو آشوری، لری و ارمنی نیز در مناطق به خصوصی به رسمیت شناخته می‌شوند.
از اوایل هزاره ششم قبل از میلاد، دشت‌های آبرفتی حاصلخیز بین رودهای دجله و فرات عراق که منطقه میان‌رودان نامیده می‌شود، باعث پیدایش برخی از نخستین شهرها، تمدن‌ها و امپراتوری‌های جهان در سومر، اکد و آشور شد. میان‌رودان به عنوان «گهواره تمدن» شناخته می‌شد که شاهد اختراعات سیستم نوشتاری، ریاضیات، زمان‌سنجی، گاه‌شماری، طالع بینی و قانون بود. پس از فتح میان‌رودان توسط مسلمانان، بغداد به پایتخت و بزرگ‌ترین شهر خلافت عباسی تبدیل شد و در دوره دوران طلایی اسلام، این شهر به یک مرکز فرهنگی و فکری مهم تبدیل شد و برای مؤسسات دانشگاهی خود از جمله بیت الحکمه شهرت جهانی پیدا کرد. این شهر در سال ۱۲۵۸ بواسطه حمله مغول‌ها به شدت آسیب دید و در نتیجه یک دوره طولانی از افول، با شیوع مکرر بیماری درگیر بود. در قرون بعدی، بغداد مرکز امپراتوری‌های متفاوتی بود که هر کدام اثر خود را در این شهر بر جای گذاشتند. از مهم‌ترین حکومت‌ها می‌توان امپراتوری عثمانی را نام برد که بر ایالت‌های موصل، بغداد و بصره (که عراق امروزی را تشکیل می‌دهند) حکومت کردند. عراق محل زندگی و خاکسپاری ۶ تن از امامان شیعه است و شهرهای نجف، کربلا، کاظمین و سامرا زیارتگاه شیعیان جهان است.
مساحت عراق ۴۳۷٬۰۷۲ کیلومتر مربع رتبه (۵۸ام) است. بیشتر سرزمین عراق، پست و هموار و گرمسیری است. غرب عراق کویر است و شرق آن جلگه‌های حاصلخیز؛ ولی بخشی از کردستان عراق (شمال شرق عراق) کوهستانی و سردسیر می‌باشد. همچنین عراق یکی از بزرگ‌ترین کشورهای دارای منابع نفت می‌باشد. این کشور دارای ۱۴۳ میلیارد بشکه ذخایر تاییدشدهٔ نفتی می‌باشد.
تاریخ عراق امروزی به سال ۱۹۲۰ برمی گردد، زمانی که یک پادشاهی تحت حمایت بریتانیا تحت رهبری فیصل تأسیس شد و به دنبال آن یک پادشاهی مستقل در سال ۱۹۳۲ ایجاد شد. در سال ۱۹۵۸ توسط ژنرال قاسم سرنگون شد. سپس برادران عبدالسلام عارف و عبدالرحمن عارف حکومت کردند. حزب بعث در سال ۱۹۶۸ با کودتای نخست به رهبری احمد حسن البکر و سپس صدام حسین قدرت را به دست گرفت. در زمان صدام، این کشور در جنگ ایران و عراق و جنگ خلیج فارس درگیر بود. در سال ۲۰۰۳ نیروهای ائتلاف به رهبری ایالات متحده به عراق حمله کردند و آن را اشغال کردند و رژیم صدام را سرنگون نمودند. این جنگ منتهی به یک شورش و جنگ داخلی فرقه‌ای شد و تا سال ۲۰۱۱ ادامه پیدا کرد.
اعتراضات ناشی از نارضایتی مداوم از دولت نوری مالکی، سرانجام به جنگی تمام عیار در عراق تبدیل شد که ائتلافی متشکل از شبه نظامیان بعثی و سنی، حمله به دولت را آغاز کردند. اوج این کارزار با حمله داعش در شمال عراق رخ داد که آغازگر گسترش سریع قلمرو و مداخله ایالات متحده بود. در پایان سال ۲۰۱۷، داعش دیگر هیچ سرزمینی در عراق نداشت. ایران علاوه بر این، با استفاده از گروه‌های مسلح مذهبی، مداخله و قدرت خود را افزایش داده است. درگیری‌های پس از جنگ حتی در حال حاضر نیز در سطح کمتری ادامه دارد.
عراق کشوری است که تحت نظام جمهوری پارلمانی فدرال عمل می‌کند. رئیس‌جمهور رهبر کشور است، نخست‌وزیر در راس دولت است و قانون اساسی دو نهاد قانونگذاری، شورای نمایندگان و شورای اتحادیه را پیش‌بینی کرده است. قوه قضائیه آزاد و مستقل از قوه مجریه و مقننه است. عراق یک قدرت متوسط در حال ظهور با موقعیت استراتژیک در نظر گرفته می‌شود. این کشور یکی از اعضای مؤسس سازمان ملل متحد، اوپک و همچنین اتحادیه عرب، سازمان همکاری اسلامی، جنبش غیرمتعهدها و صندوق بین‌المللی پول است. این کشور دارای پنجمین ذخایر بزرگ نفت در جهان است و مرکز پیشرو در صنعت نفت و گاز است. علاوه بر این، کشاورزی در عراق رونق دارد و بخش حیاتی اقتصاد این کشور است. پس از به دست آوردن استقلال، عراق دوره‌هایی از توسعه اقتصادی و نظامی قابل توجه و همچنین دوره‌های کوتاه‌تر بی‌ثباتی مانند جنگ‌ها را شاهد بوده است. گردشگری در عراق بخش بزرگی از رشد است، از جمله گردشگری باستان‌شناسی و گردشگری مذهبی، در حالی که این در حالی است که این کشور به عنوان یک مکان بالقوه برای اکوتوریسم در نظر گرفته می‌شود. این کشور در حال انجام تلاش برای بازسازی پس از جنگ با حمایت خارجی است.

## واژه‌شناسی
نام عراق از سده ۶ میلادی کاربرد داشته است. خاستگاه‌های گوناگونی برای این نام آورده شده که یکی از آن‌ها به نام شهرِ سومری اوروک بازمی‌گردد. اوروک نام اکدی شهر سومری اوروگ بوده است. امروزه می‌دانیم که اور نامی بوده که سومریان برای اشاره به «شهر» استفاده می‌کردند. بر پایهٔ ریشه‌شناسی مردمی، این واژه در معانی همچون «ریشه‌دار، سیراب و حاصلخیز» ریشه دارد. در قرون وسطی به منطقهٔ پایین بین‌النهرین، «عراق عرب» و به مناطقی که در شرق عراق (شامل بخش‌های مرکزی و غربی ایران) جای داشتند «عراق عجم» (عراق خارجی) می‌گفتند و به این دو با هم عراقین گفته می‌شد. این نقطه از دید مورخان شامل بخش‌های مسطح جنوب رشته‌کوه حمرین بوده است و بخش‌های منتهی‌الیه شمالی و منتهی‌الیه غربی عراق مدرن را به این نام نمی‌خوانده‌اند. اصطلاح «سواد» (زمین سیاه‌رنگ) نیز در دوره‌های نخستین بعد از اسلام برای دشت‌های آبرفتی دجله و فرات به کار می‌رفته تا از مناطق بایر صحرای عرب قابل تفکیک باشند. در عربی واژهٔ عراق را «لبه»، «کرانه»، «سد» یا «کناره» معنی می‌کنند به‌طوری‌که بعدها با اتکا به ریشه‌شناسی مردمی، اصطلاح زمین‌شناسی «دیواره» از این واژه تفسیر شد؛ دیواره‌ای که در جنوب و شرق فلات جزیره است و لبهٔ شمالی و غربی منطقهٔ «عراق عرب» را شکل می‌دهد.
عراق به معنی صخره‌های کنار دریا و به معنی ساحل نیز آمده ولی معلوم نیست اصل این کلمه چه بوده، شاید از اسم کهنه‌ای مأخوذ شده باشد که اکنون آن اسم از میان رفته یا از اسمی که معنی دیگری داشته است پیدا شده باشد. اساساً سرزمین رسوبی را اعراب سواد یعنی خاک سیاه می‌نامیدند و کلمه سواد رفته رفته به‌طور ی استعمال شد که مفهوم آن با کلمه عراق یکی گردید، یعنی سواد و عراقی یک معنی داشت و عبارت بود از تمام سرزمین بابِل.
تلفظ عربی این واژه به صورت عِراق می‌باشد. در فارسی بیشتر با فتح عین و در زبان رسانه‌ای فارسی با کسره آن تلفظ می‌شود.
پیشنهاد دیگر ریشه‌شناختی برای این نام، ریشه‌ای ایرانی از زبان پهلوی است که به دیسه «ایراگ» یا «اِراگ» (به پارسی میانه: 𐭠𐭣𐭫𐭠𐭪𐭥، آوانگاری: ērāg) به معنای «سرزمین پست» بوده، [بسنجید با واژه اراک و عراق عجم] که از واژه «اِر» یا «ایر» (به پارسی میانه: 𐭠𐭣𐭫، آوانگاری: ēr) به معنای «پایین» و پسوند «ـاگ» (به پارسی میانه: -𐭠𐭪𐭥، آوانگاری: -āg) [بسنجید با پسوند ـا در واژگان دانا (به پارسی میانه: 𐭣𐭠𐭭𐭠𐭪𐭥، آوانگاری: dānāg) و سوزا (به پارسی میانه: 𐭮𐭥𐭰𐭠𐭪𐭥، آوانگاری: sōzāg)] ساخته شده است.

دربارهٔ عراق و نام آن، از لغت شناسان قدیم، چون ابن درید (د۳۲۱ق) در جمهره اللغه (۳/۱۳۲۵) و ازهری (د۳۷۰ق) در تهذیب اللغه (۱/۱۴۹) و ابن سیده در المخصّص (۳/۷)، ابن بریّ (د ۵۸۲ق) در کتاب فی التعریب و المعرّب (ص۱۲۴)، نووی (د ۶۷۶ق) در تهذیب الاسماء(۲/۱۲۳، ۴/۵۵) ابن منظور (د ۷۱۱ق) در لسان العرب (۱۰/۲۴۷) هم عراق را از ولایات ایران و خودِ نام را معرَّب ایران دانسته‌اند

## جمعیت استان‌ها

کشور عراق از ۱۹ استان (محافظة) تشکیل شده و بر اساس سرشماری سال ۲۰۲۱جمعیت این کشور ۴۰٫۱۵۰٫۲۰۰نفر می‌باشد.
| استان           | مرکز                 | مساحت km2 | جمعیت     | تراکم جمعیت | منطقه خودمختار |
| --------------- | -------------------- | --------- | --------- | ----------- | -------------- |
| استان اربیل     | اربیل                | ۱۵٬۰۷۴    | ۳٬۱۰۸٬۶۸۱ | ۲۰۶٫۲       | کردستان عراق   |
| استان انبار     | رمادی                | ۱۳۷٬۸۰۸   | ۱٬۶۵۸٬۰۰۰ | ۱۲          | /              |
| استان بابل      | حله                  | ۵٬۶۰۳     | ۱٬۸۵۶٬۰۶۴ | ۳۳۱٫۳       | /              |
| استان بصره      | بصره                 | ۱۹٬۰۷۰    | ۳٬۰۰۰٬۰۰۰ | ۷۸٫۶۶       | /              |
| استان بغداد     | بغداد                | ۴٬۰۷۱     | ۹٬۴۰۰٬۶۹۹ | ۱۹۴۹٫۲      | /              |
| استان حلبچه     | حلبچه                |           | ۳۳۷٬۵۹۹   |             | کردستان عراق   |
| استان دهوک      | دهوک                 | ۶٬۵۵۳     | ۱٬۶۴۸٬۶۱۱ |             | کردستان عراق   |
| استان دیاله     | بعقوبه               | ۱۷٬۶۸۵    | ۱٬۲۲۴٬۰۰۰ | ۶۹٫۲        | بخشی           |
| استان ذی‌قار     | ناصریه               | ۱۲٬۹۰۰    | ۱٬۴۷۲٬۰۰۰ | ۱۱۴٫۱       | /              |
| استان سلیمانیه  | سلیمانیه             | ۱۷٬۰۲۳    | ۳٬۶۷۹٬۳۰۷ | ۰           | کردستان عراق   |
| استان صلاح‌الدین | تکریت                | ۲۴٬۳۶۳    | ۱٬۱۴۶٬۵۰۰ | ۴۷٫۰۶       | بخشی           |
| استان قادسیه    | دیوانیه، عراقدیوانیه | ۸٬۱۵۳     | ۹۰۸٬۲۰۰   | ۱۱۱٫۴       | /              |
| استان کربلا     | کربلا                | ۵۲٬۸۵۶    | ۶۰۰٬۰۲۶   | ۱۱٫۳۵       | /              |
| استان کرکوک     | کرکوک                | ۹٬۶۷۹     | ۱٬۷۱۹٬۰۰۰ | ۱۵۵         |                |
| استان مثنی      | سماوه                | ۵۱٬۷۴۰    | ۵۵۰٬۰۰۰   | ۱۰٫۶        | /              |
| استان میسان     | عماره                | ۱۶٬۰۷۲    | ۷۵۴٬۸۱۰   | ۴۷          | /              |
| استان نینوا     | موصل                 | ۳۷٬۳۲۳    | ۳٬۷۲۹٬۶۹۶ | ۸۶          | بخشی           |
| استان واسط      | کوت                  | ۱۷٬۱۵۳    | ۹۱۳٬۰۰۰   | ۵۳٫۲        | /              |
| استان نجف       | نجف                  | ۲۸٬۸۲۴    | ۱٬۲۰۰٬۶۰۰ | ۴۱٫۷        | /              |

## تاریخ

### دوران پیش از تاریخ

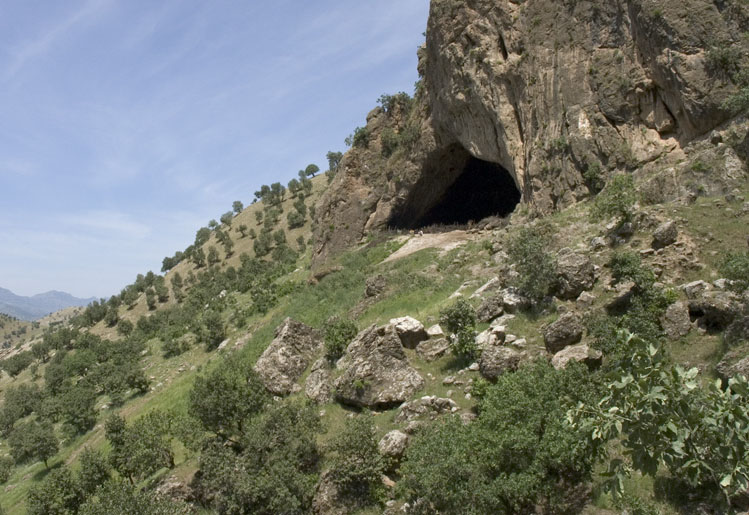
ورودی غار شانه‌در در کردستان عراق

شمال کشور عراق بین ۶۵٬۰۰۰ تا ۳۵٬۰۰۰ سال پیش از میلاد، میزبان فرهنگ نئاندرتال بوده است. بقایای زندگی این مردم در اکتشافات باستانشناسی غار شانه‌در به‌دست آمده است. در همین ناحیه گورهایی مربوط به عصر پیش‌نوسنگی کشف شده که به ۱۱٬۰۰۰ پیش از میلاد بازمی‌گردد.
عراق از حدود ۱۰٬۰۰۰ سال پیش از میلاد (به همراه آسیای کوچک و سرزمین شام) یکی از مراکز فرهنگ پیش‌نوسنگی نژاد قفقازی (نوسنگی پیش‌ازسفال آ) شناخته می‌شود که در آن برای نخستین بار کشاورزی و گله‌داری پدید آمد. دورهٔ نوسنگی بعدی (نوسنگی پیش‌ازسفال ب) در این منطقه با خانه‌های مستطیلی قابل تشخیص است. مردم در زمان نوسنگی پیش‌ازسفال از ظروف سنگی، سنگ گچ و آهک استفاده می‌کردند. در این منطقه ابزارهای ساخته‌شده از مواد آتشفشانی مربوط به آناتولی یافت شده که مدرکی دال بر وجود روابط تجاری ابتدایی می‌باشد.
از دیگر مکان‌های باستانی که نشان از پیشرفت انسانی در این نواحی دارد می‌توان به قلعهٔ جرمو (در حدود ۷۱۰۰ سال پیش از میلاد)، فرهنگ حلف و دورهٔ عبید (بین ۶۵۰۰ و ۳۸۰۰ پیش از میلاد) اشاره کرد. در این دوران سطح کشاورزی، ابزارسازی و معماری پیشرفت کرد.

### دورهٔ باستان

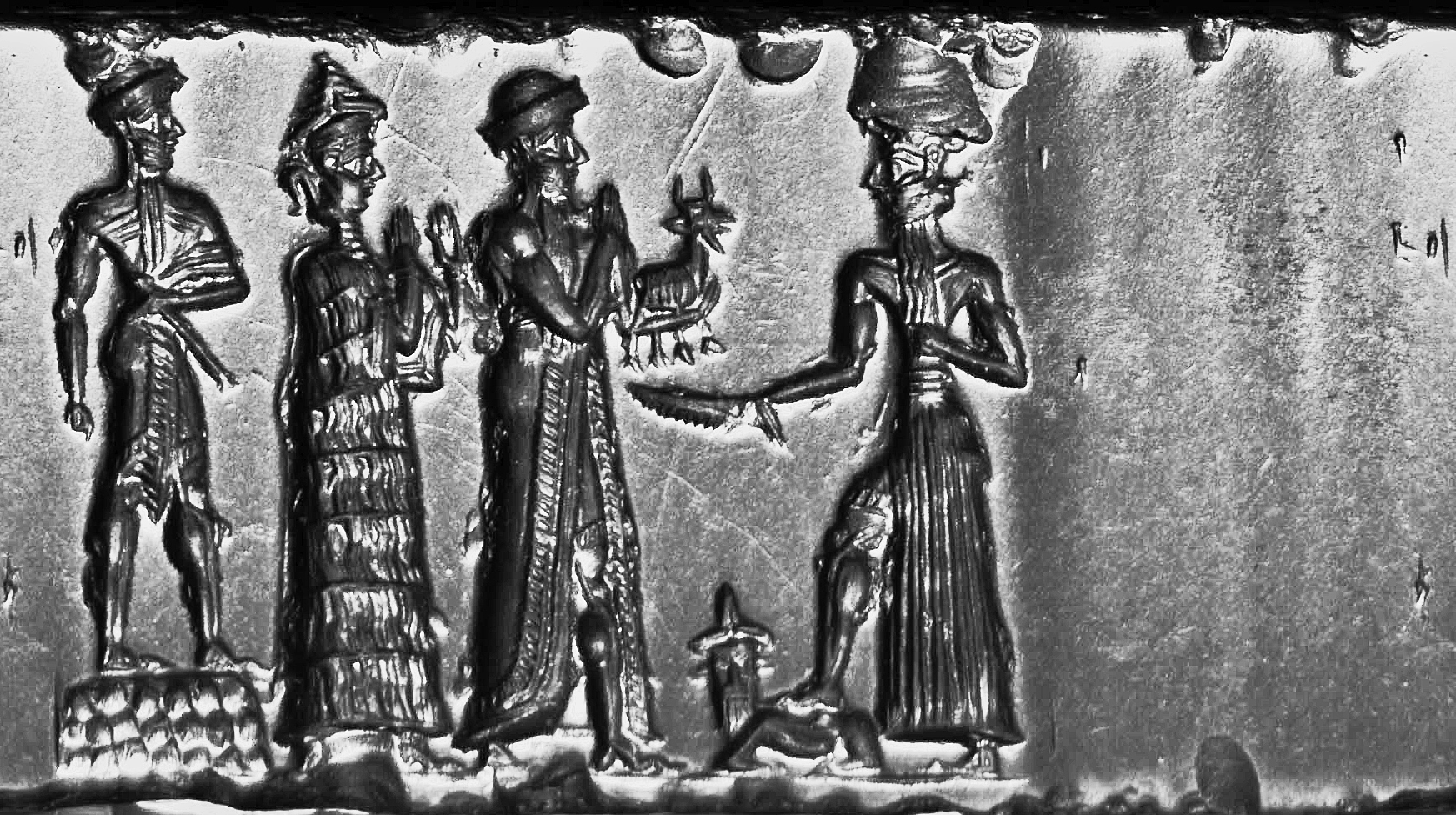
مهر استوانه‌ای مربوط به دورهٔ بابل کهن در حدود ۱۸۰۰ پیش از میلاد از جنس هماتیت. شاه یک حیوان به شمش هدیه می‌دهد. این مهر احتمالاً در کارگاهی در شهر سیپار ساخته شده است.

دورهٔ تاریخی عراق در واقع از دورهٔ اوروک (۴۰۰۰ تا ۳۱۰۰ سال پیش از میلاد) با تأسیس شهرهای سومری و به‌کارگیری تصویرنگاشت، مهرهای استوانه‌ای و تولید انبوه کالا آغاز می‌شود.
امروزه به عراق لقب «گهوارهٔ تمدن» می‌دهند زیرا این ناحیه از جهان زادگاه نخستین تمدن شناخته‌شده یعنی تمدن سومر بوده است که در میان رودهای دجله و فرات در جنوب عراق امروزی و در دورهٔ مس‌سنگی (دورهٔ عبید) شکل گرفته است.
در این نقطه از جهان در هزارهٔ چهارم پیش از میلاد بود که نخستین سامانهٔ نگارشی تولد یافت و تاریخ به رشتهٔ تحریر درآمد. سومری‌ها نخستین مردمانی بودند که چرخ را بکار گرفتند و دولت‌شهرها را به وجود آوردند. در نوشته‌های این مردم می‌توان نخستین نشانه‌های ریاضیات، اخترشناسی، اختربینی، قانون مکتوب، پزشکی و دین سازمان‌یافته را ردیابی کرد.
سومری‌ها از زبانی تک‌خانواده استفاده می‌کردند. به بیان دیگر زبان آن‌ها هیچ ربطی به زبان‌های سامی، هندواروپایی و آفروآسیایی یا حتی زبان‌های تک‌خانوادهٔ دیگر ندارد. دولت‌شهرهای اصلی دورهٔ سومر نخستین عبارتند از: اریدو، بادتیبیرا، لارسا، سیپار، شوروپاک، اوروک، کیش، اور، نیپور، لاگاش، گیرسو، اوما، خمازی، آداب، ماری، ایسن، کوثا، دیر، اکشاک.
شهرهایی چون آشور، اربلا (اربیل) و آراپخا (کرکوک) که بعدها در سدهٔ ۲۵ پیش از میلاد شالودهٔ سرزمین آشور را بنا نهادند در این زمان توسط سومریان اداره می‌شدند.

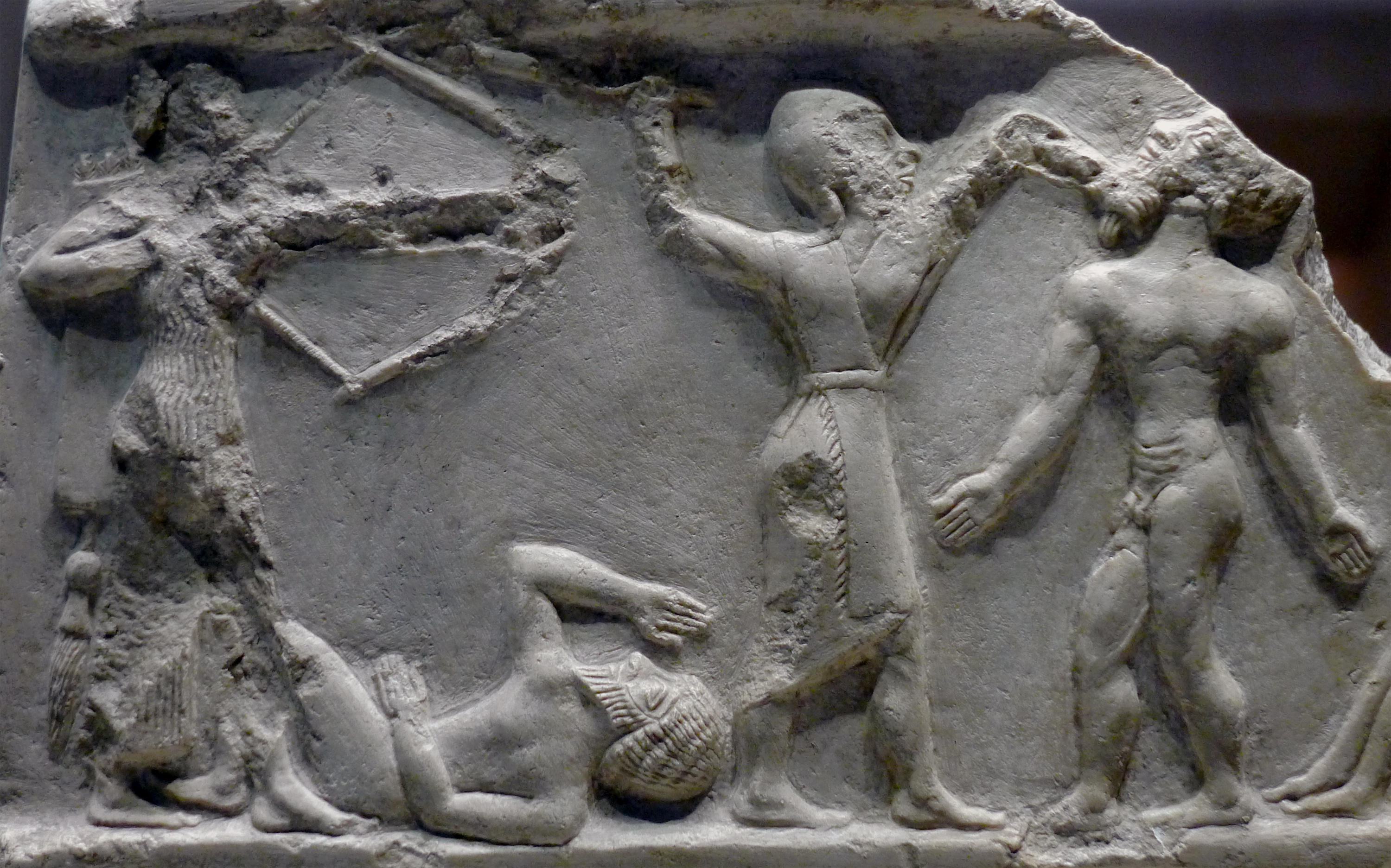
سنگ یادبود پیروزی نارام‌سین اکدی

در سدهٔ ۲۶ پیش از میلاد ایاناتوم لاگاش به وجود آمد که علی‌رغم عمر محدودش آن را به‌طور احتمالی نخستین امپراتوری جهان می‌دانند. بعدها، لوگال زاگیسی، شاه و کاهن اوما، به برتری دودمان لاگاش در این منطقه پایان داد و اوروک را تسخیر کرده آن را پایتخت خود نامید. او یک امپراتوری از خلیج فارس تا مدیترانه تشکیل داد. حماسهٔ گیلگمش که در آن یادی از توفان بزرگ شده است مربوط به همین زمان است.
حدوداً از ۳۰۰۰ پیش از میلاد قومی سامی از غرب عراق وارد این سرزمین شدند و میان سومریان سکنی گزیدند. آن‌ها به زبانی از ریشهٔ زبان‌های سامی شرقی که بعدها با نام اکدی شناخته شد سخن می‌گفتند. از سدهٔ ۲۹ پیش از میلاد نام‌های اکدی در میان فهرست نام‌های شاهان و اسناد اداری دولت‌شهرهای گوناگون دیده شد.
در هزارهٔ سوم پیش از میلاد نوعی همزیستی فرهنگی میان سومری‌ها و اکدی‌ها نمودار گشت و باعث دوزبانه شدن مردم این منطقه گردید. تأثیر و تأثر میان زبان‌های سومری و اکدی در تمام بخش‌های زبانی مشهود است به‌طوری‌که وام‌واژه‌های بسیار زیادی میان آن‌ها رد و بدل شده و همگرایی دستور زبانی، تکواژشناختی و آواشناختی پیدا کردند. این تأثیر دوسویه پژوهشگران را بر آن داشته تا جایگاه سومریان و اکدی‌های هزارهٔ سوم پیش از میلاد را ناحیه همگرایی زبانی بنامند. از این دوره به بعد را در تاریخ عراق به نام دورهٔ سومری-اکدی می‌شناسند.

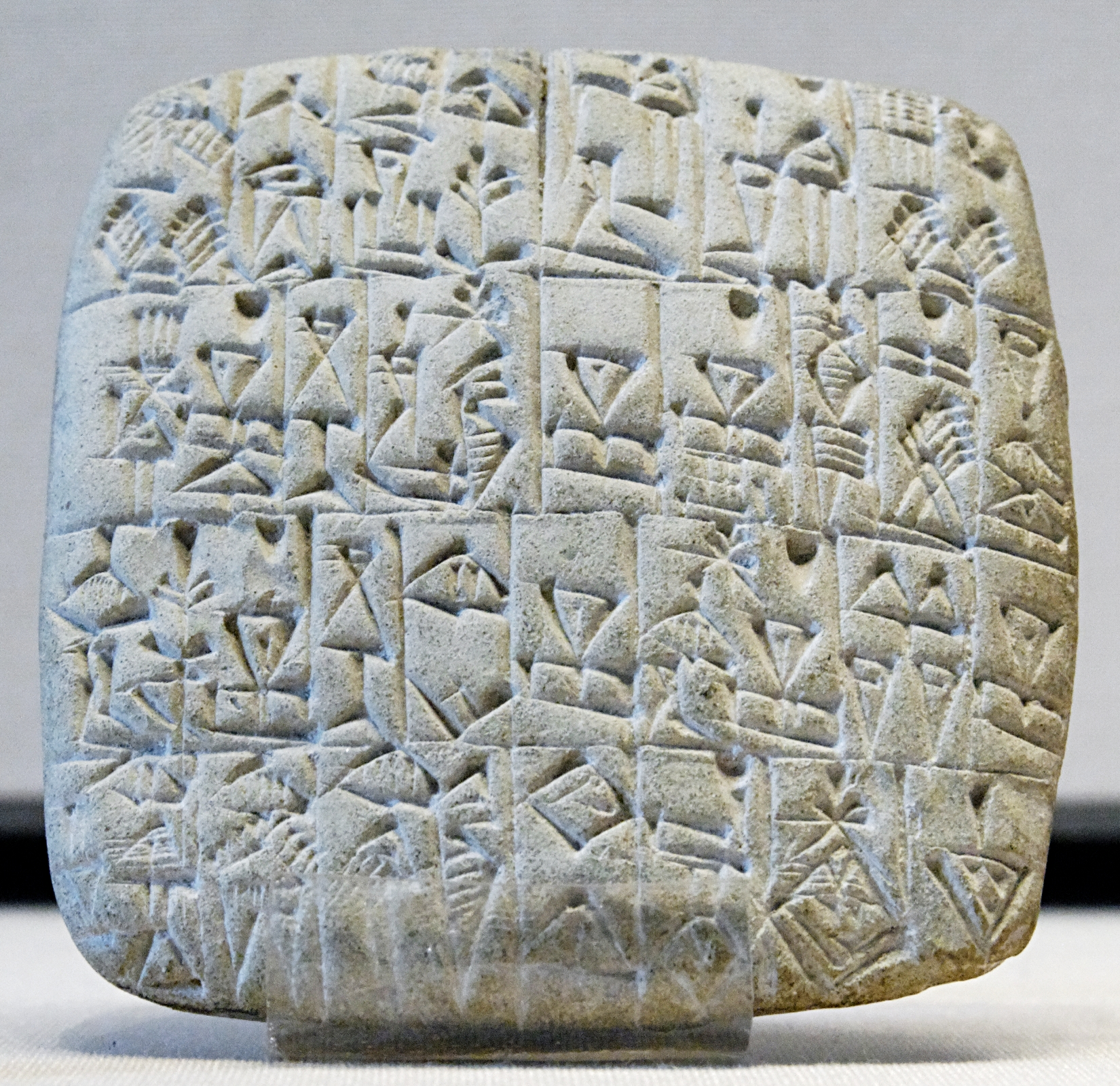
سند فروش یک برده و یک ساختمان در شوروپاک، لوح سومری حدوداً مربوط به ۲۶۰۰ پیش از میلاد

میان سده‌های ۲۹ و ۲۴ پیش از میلاد شماری از پادشاهی‌ها و دولت‌شهرها درون عراق دودمان‌های اکدی‌زبان داشتند که می‌توان به آشور، اکالاتوم، ایسن و لارسا اشاره کرد.
با این همه، سومری‌ها در تمام این مدت بر دیگران چیرگی داشتند تا این که امپراتوری اکد (۲۱۲۴–۲۳۳۵ پیش از میلاد) با مرکزیت شهر اکد در مرکز عراق پدیدار گشت. سارگون بزرگ که خود رابشاکه (یا وزیر) شاه سومر بود، امپراتوری اکد را بنا نهاد، تمام دولت‌شهرهای جنوب و مرکز عراق را تسخیر کرد، شاه آشور را فرمانبر خود ساخت و بدینسان تمام سومریان و اکدیان را درون یک کشور متحد کرد. پس از آن بود که تصمیم به گسترش قلمرو خود گرفت و در نتیجه سرزمین‌های گوتی‌ها، ایلام، شوش و توروکو از ایران باستان، هوری‌ها، لووی‌ها و حتیان از آناتولی و اموری‌ها و ابلا در سوریهٔ باستان را تصرف کرد.
بعد از سقوط امپراتوری اکد در اواخر سدهٔ ۲۲ پیش از میلاد، گوتی‌ها چندین دهه جنوب این امپراتوری را اشغال کردند و آشوری‌ها دوباره استقلال خود را به دست آوردند. این تحولات با رنسانس سومری‌ها که به شکل امپراتوری نوسومری پدیدار شد ادامه یافت. سومری‌ها توانستند با رهبری شاه خود به نام شولگی تقریباً تمام عراق به جز سرزمین‌های شمالی یعنی آشور را به دست آورده و قدرت خود را بارها به رخ ایلامی‌ها، گوتی‌ها و اموری‌ها بکشند.
حملهٔ ایلامی‌ها در سال ۲۰۰۴ پیش از میلاد باعث شد تا دوران احیای مجدد سومری‌ها پایان یابد. پادشاهی اکدی‌زبان آشور در میانه‌های سدهٔ ۲۱ پیش از میلاد توانسته بود شمال عراق را کاملاً به چنگ آورد و سرزمین خود را به سمت شمال شرقی شام، مرکز عراق و شرق آناتولی گسترش دهد و پادشاهی قدیم آشور (حدوداً ۲۰۳۵ تا ۱۷۵۰ پیش از میلاد) تحت فرامین پوزور-آشور یکم ایلو-شوما، اریشوم یکم، ایکونوم، سارگون یکم و پوزور-آشور دوم را تأسیس نماید. اریشوم یکم به دلیل نگارش یکی از جزئی‌ترین مجموعه قوانین دنیا شناخته می‌شود. جنوب به چندین دولت اکدی‌زبان تقسیم شد که مشهورترین آن‌ها ایسن، لارسا و اشنونا بودند.
در طول سدهٔ ۲۰ پیش از میلاد اموری‌های کنعانی‌زبان (از شاخه‌های زبان‌های سامی شمال غربی) شروع به مهاجرت به جنوب بین‌النهرین کردند. به تدریج این اموری‌ها دست به تشکیل پادشاهی‌های کوچک در جنوب زدند و تخت‌های پادشاهان دولت‌شهرهایی نظیر ایسن، لارسا و اشنونا را تصاحب کردند.
یکی از این پادشاهی‌های کوچک که در ۱۸۹۴ پیش از میلاد تأسیس شده بود شهر اداری کوچکی به نام بابل را در محدودهٔ مرزهای خود داشت. این شهر تا یک سده بعد نیز شهرت خاصی پیدا نکرد زیرا زیر سایهٔ دولت‌شهرهای کهن‌تر و نیرومندتری مثل آشور
، ایلام، ایسن، اشنونا و لارسا قرار داشت.

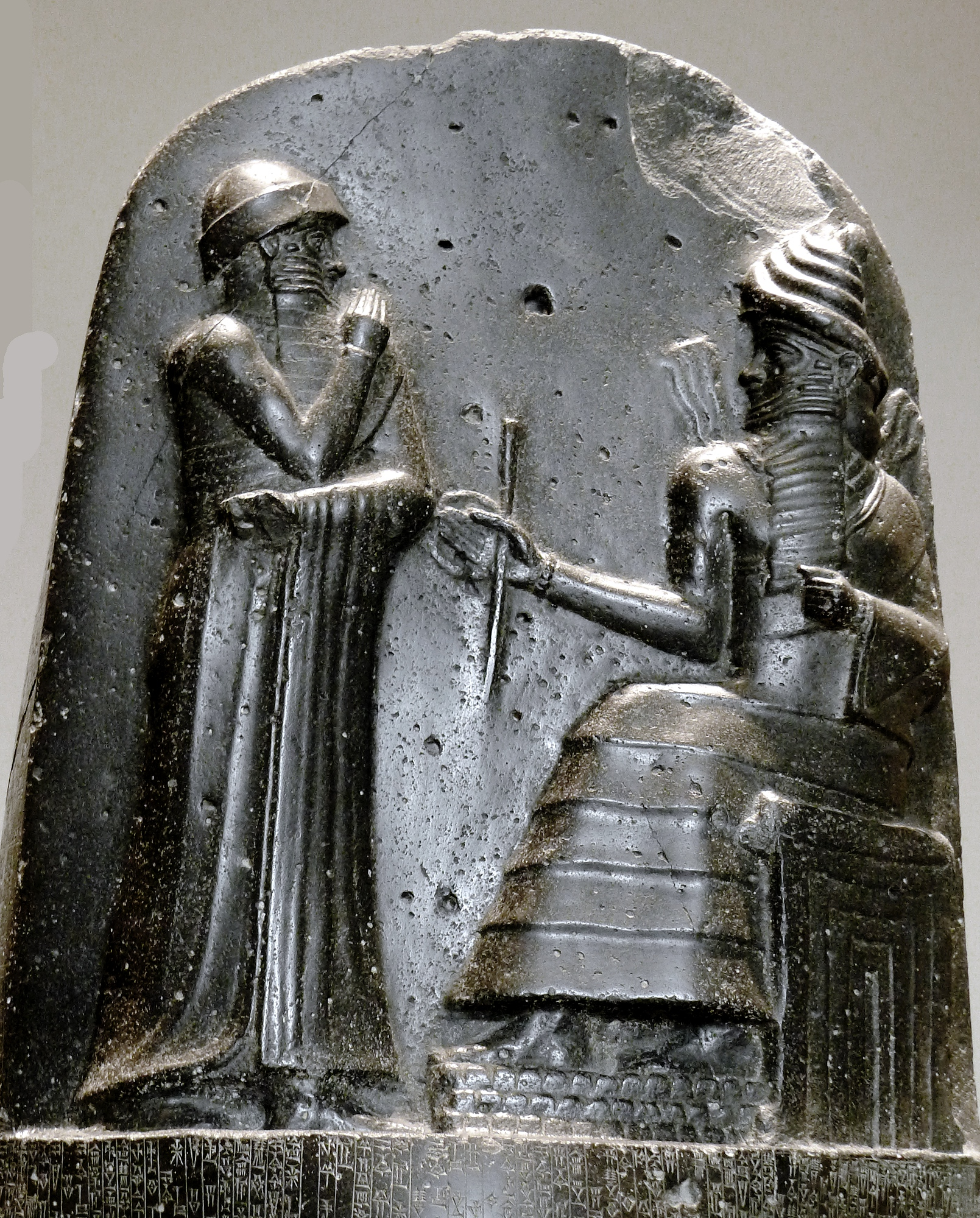
حمورابی در حال دریافت نشان پادشاهی از شمش. این برجسته‌کاری روی بخش بالایی قانون حمورابی قرار دارد.

در سال ۱۷۹۲ پیش از میلاد حاکم اموری به نام حمورابی در این خطه به قدرت رسید و به سرعت دستور تبدیل بابل از یک شهر کوچک به شهری بزرگ را صادر کرد و خود را شاه نامید. حمورابی تمام جنوب و مرکز عراق، ایلام در شرق و ماری در غرب را تصرف کرد و کمی بعد به منظور تسخیر کل منطقه درگیر جنگی درازمدت با شاه آشوری به نام ایشمه‌داگان شد و بدین ترتیب امپراتوری بابل را که مدت کوتاهی ادامه داشت بنا نهاد. سرانجام او توانست بر جانشین ایشمه‌داگان پیروز شود و آشور و مستعمرات آناتولی آن را فرمانبر خویش سازد.
از زمان حمورابی بود که جنوب عراق را با نام بابل شناختند در حالی که شمال آن صدها سال پیش‌تر با نام آشور گره خورده بود. اما امپراتوری وی دیری نپایید و با مرگ او با سرعت فرو ریخت. آشور و عراق جنوبی در قالب دودمان Sealand دوباره به دست اکدی‌های بومی افتاد. اموری‌های خارجی بار دیگر توانستند در قالب بابل کوچک‌تر و ضعیف‌تری به قدرت برسند تا این که امپراتوری هندواروپایی‌زبان هیتی‌ها که مرکزشان در آناتولی بود در سال ۱۵۹۵ پیش از میلاد این شهر را غارت کردند. پس از آن مردمان خارجی دیگری به نام کاسیان که به زبانی تک‌خانواده سخن می‌گفتند و از کوه‌های زاگرس در ایران باستان آمده بودند بابل را به دست آوردند و تقریباً ششصد سال بر آن حکم راندند؛ طولانی‌ترین زمانی که یک دودمان توانسته بر بابل حکومت کند.
عراق از همین زمان به سه حکومت تقسیم شد؛ آشور در شمال، بابل کاسی‌ها در منطقهٔ مرکزی و جنوبی و دودمان Sealand در منتهی‌الیه جنوب. دودمان Sealand نهایتاً در حدود سال ۱۳۸۰ پیش از میلاد توسط کاسی‌های بابل پایان یافتند.
حکومت آشور در زمان امپراتوری آشور میانه (۱۰۲۰–۱۳۶۵ پیش از میلاد) به اندازه‌ای قدرت گرفت که با هیچ ملتی پیش از خود قابل قیاس نبود. لشکرکشی‌های آشور که با آشوراوبالیت یکم آغاز گشت باعث نابودی رقیب آن‌ها یعنی امپراتوری هوری-میتانی شد، علفزارهای امپراتوری هیتی‌ها را ضمیمه خود ساخت، شمال بابل را تصرف کرد، پادشاهی میانه مصر را از منطقه بیرون کرد و ایلامی‌ها، فریگی‌ها، کنعانی‌ها، فنیقی‌ها، کیلیکی‌ها، گوتی‌ها، دیلمونها و آرامی‌ها را شکست داد. امپراتوری آشور میانه در اوج قدرت توانست از قفقاز تا دیلمون (بحرین امروزی)، از سواحل مدیترانه‌ای فنیقیه تا کوهستان زاگرس در ایران گسترده شود. در سال ۱۲۳۵ پیش از میلاد، امپراتور توکولتی نینورتای یکم توانست بر تخت پادشاهی بابل هم تکیه بزند و در نتیجه ملقب به نخستین بین‌النهرینی بومی‌شود که توانست بر این قلمرو حکم راند.
بابل در زمان فروپاشی عصر برنز (۹۰۰–۱۲۰۰ پیش از میلاد) در آشوب به سر می‌برد و بیشتر در اختیار آشور یا ایلام بود. کاسیان توسط آشوریان و ایلامیان از قدرت دور شده بودند تا برای نخستین بار شاهان بین‌النهرینی جنوبی بومی بر بابل حاکم شوند. با این حال این شاهان اکدی سامی شرقی توانایی جلوگیری از ورود امواج مهاجران سامی غربی به جنوب عراق را نداشتند. از این رو در طول سدهٔ ۱۱ پیش از میلاد آرامی‌ها و سوتانی‌ها از راه شام وارد بابل شدند. این حرکت در سده‌های ۱۰ و اوایل سدهٔ ۹ پیش از میلاد نیز ادامه یافت و طی آن کلدانی‌ها که با آرامی‌ها قرابت داشتند به این منطقه مهاجرت کردند.

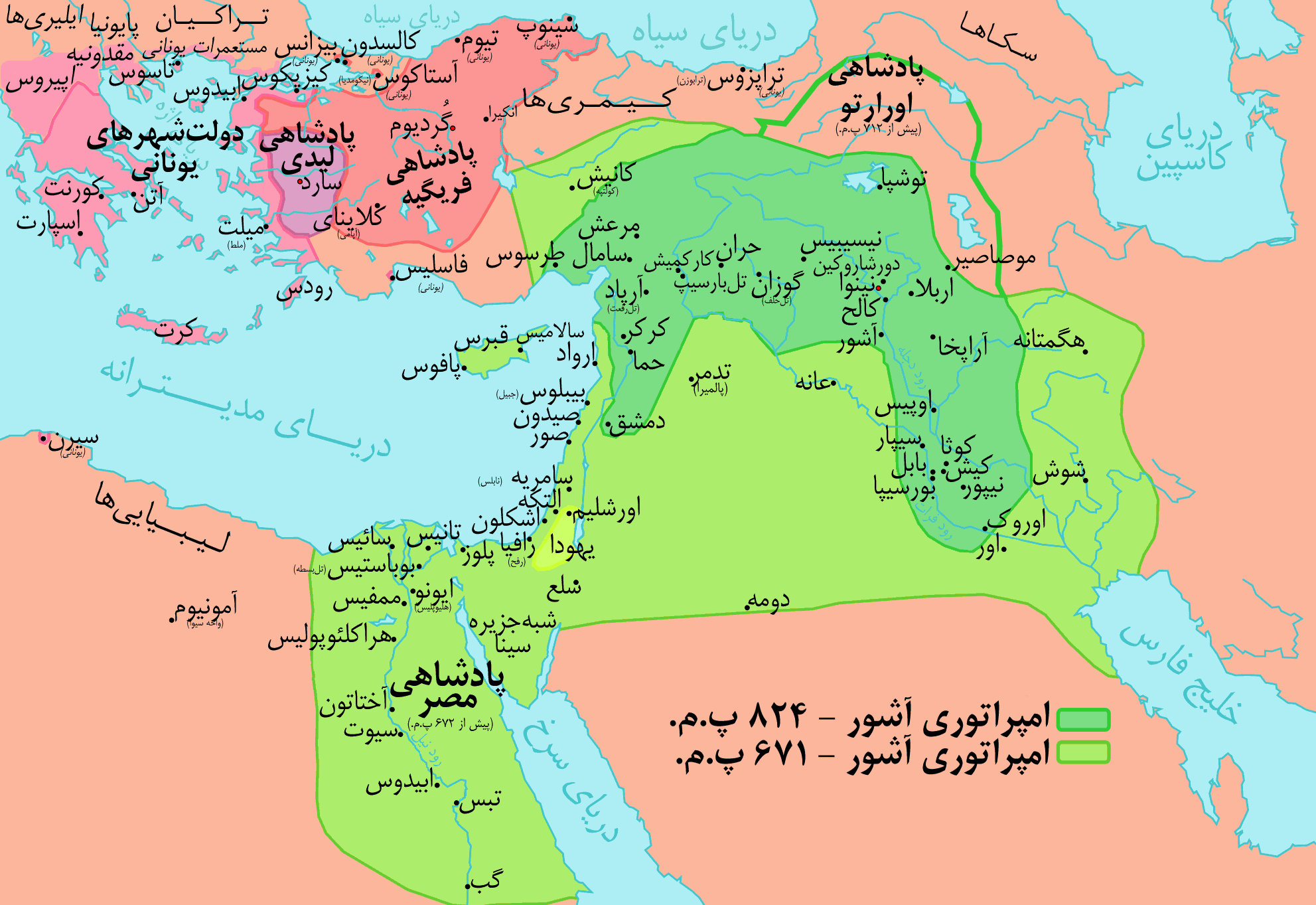
نقشهٔ امپراتوری آشور میانه در اوج اقتدار

پس از آنکه مجدداً آشور دچار ضعف شد بار دیگر توانست در دوره‌ای که ما آن را با نام امپراتوری آشوری نو (۶۰۵–۹۳۵ پیش از میلاد) می‌شناسیم شروع به گسترش نماید. این حکومت تبدیل به بزرگ‌ترین و نیرومندترین امپراتوری شد که جهان تا آن زمان به خود دیده بود. عراق تحت حکمرانی پادشاهانی چون آداد-نراری دوم، آشور-ناصیر-پال دوم، شلمنسر سوم، سمیرامیس، تیگلات-پیلسر سوم، سارگون دوم، سناخریب، اسرحدون و آشوربانی‌پال تبدیل به مرکز امپراتوری‌ای شد که از پارس، پارت و ایلام در شرق، به قبرس و انطاکیه در غرب و از قفقاز در شمال به مصر، نوبه و شبه‌جزیرهٔ عربستان در جنوب امتداد داشت.
نام اعراب نخستین بار در تاریخ مکتوب (حدود ۸۵۰ پیش از میلاد) به عنوان مردمی که در شبه‌جزیرهٔ عربستان زندگی می‌کردند و سرسپردهٔ شلمنسر سوم بودند آمده است. نام کلدانی‌ها نیز در همین زمان در تاریخ وارد شده است.
در همین دوره است که نوعی زبان آرامی شرقی که متأثر از اکدی بود توسط آشوری‌ها به عنوان زبان میانجی برای امپراتوری وسیعشان معرفی شد. زبان آرامی بین‌النهرینی به‌تدریج زبان اکدی که زبان غالب مردم آشور و بابل بود را ریشه‌کن کرد. گویش‌های باقی‌مانده از این زبان هنوز میان آشوری‌های شمال عراق استفاده می‌شود.
امپراتوری آشور اواخر سدهٔ هفتم پیش از میلاد با جنگ‌های داخلی وحشیانه پاره‌پاره شد و به حدی ضعیف گشت که ائتلافی از مردمان تحت تسلطش شامل بابلی‌ها، کلدانی‌ها، مادها، پارس‌ها، پارت‌ها، سکاها و کیمری‌ها توانست به آشور حمله کند و بالاخره آن را در سال ۶۰۵ پیش از میلاد به زانو درآورد.
امپراتوری بابل نو (۵۳۹–۶۲۰ پیش از میلاد) از خاکستر آشور برآمد اما نتوانست اندازه، نیرو و طول عمر اسلاف خود را به دست آورد اما در عوض توانست شام، کنعان، شبه‌جزیره عربستان، اسرائیل و یهودیه را تصرف کند و مصر را شکست دهد. بابل در ابتدا توسط یک دودمان خارجی که کلدانی بودند و در سده‌های ۱۰ و ۹ پیش از میلاد به این منطقه مهاجرت کرده بودند اداره می‌شد. بزرگ‌ترین شاه آن به نام بخت نصر هم‌آورد یک شاه غیربومی دیگر شد که از نژاد غیرمرتبط اموری بود و حمورابی نام داشت و بزرگ‌ترین شاه بابل به‌شمار می‌رفت. با این حال در سال ۵۵۶ پیش از میلاد کلدانی‌ها توسط نبونعید آشوری‌الاصل و پسر و نایب‌السلطنه‌اش بلشاصر از قدرت پایین کشیده شدند.

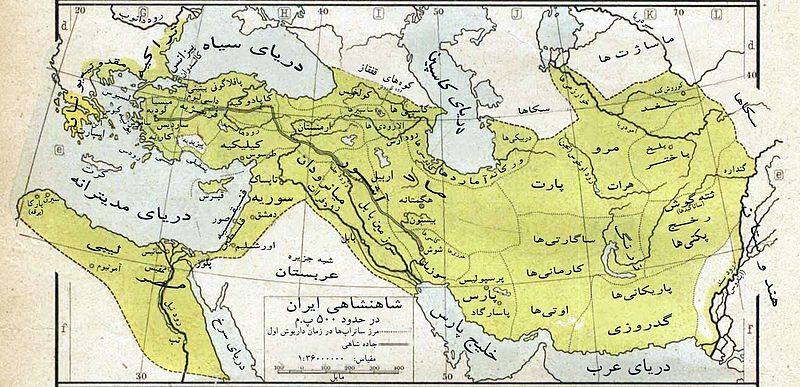
هخامنشیان دو سده بر این قلمرو حکم راندند.

کوروش بزرگ در سدهٔ ششم پیش از میلاد، از سرزمین پارس به سمت بابل آمد و در نبرد اوپیس امپراتوری بابل نو را شکست داد و بدین ترتیب عراق به مدت تقریباً دو سده جزو قلمرو امپراتوری هخامنشیان گردید. کلدانی‌ها و کلده در همین زمان از صحنهٔ روزگار محو شدند اما سرزمین آشور و بابل تاب آوردند و تحت حکومت هخامنشیان پیشرفت کردند. حکومت پارسیان تغییر چندانی در این منطقه ایجاد نکرد زیرا آن‌ها به مدت سه سده تحت حکمرانی آشور زندگی کرده بودند و شاهان آن‌ها خود را جانشینان آشوربانی‌پال می‌دانستند. آن‌ها زبان آرامی را به عنوان زبان میانجی امپراتوری خود حفظ کردند، زیربنای شاهنشاهی آشوری را نگه داشتند و سبک هنر و معماری آشوری را باقی گذاشتند. پس از مرگ کوروش و تضعیف امپراطوری پارس این خاک از امپراطوری پارس جدا گشت.
در سدهٔ چهارم پیش از میلاد، اسکندر کبیر بر این منطقه دست یافت و عراق به مدت بیش از دو سده تحت فرمان سلوکی‌های هلنی درآمد. سلوکی‌ها اصطلاح هندوآناتولی و یونانی سیریا (سوریه) را برای این منطقه انتخاب کردند. این نام سده‌های زیادی بود که توسط هندواروپایی‌زبان‌ها برای آشور به کار می‌رفت و تنها معنای آن سرزمین آشور بود اما سلوکی‌ها آن را برای سرزمین شام هم انتخاب کردند و باعث شدند که آشور و آشوریان عراق و آرامی‌ها و شامی‌ها در دنیای یونانی-رومی با نام سیریا/سوریه شناخته شوند.

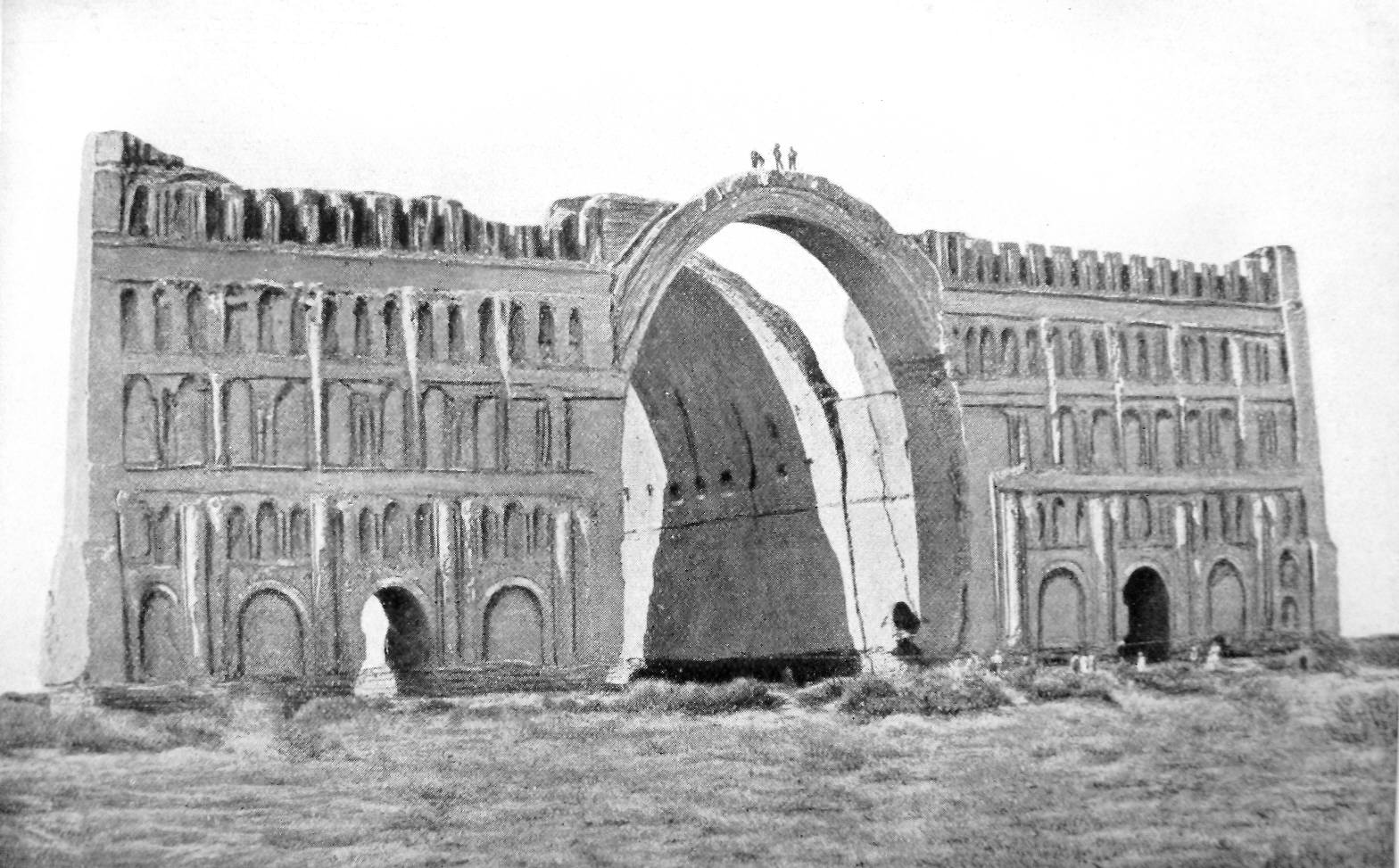
طاق کسری یا ایوانِ مداین در ۳۷ کیلومتری جنوب بغداد از مهم‌ترین سازه‌های دوران ساسانیان در عراق است.

پارت‌ها (اشکانیان) (۲۴۷ پیش از میلاد-۲۲۴ میلادی) از سرزمین ایران توانستند در زمان حکومت مهرداد یکم (۱۷۱–۱۳۸ پیش از میلاد) بر این منطقه تسلط یابند. رومیان از سوریه بارها به مناطق غربی این ناحیه حمله کردند و توانستند به مدت کمی ایالت آشور را تأسیس کنند. مسیحیت توانست در عراق (به‌ویژه در آشور) میان سده‌های اول و سوم میلادی رشد یابد. آشور مرکز مسیحیت سریانی، کلیسای نستوری و ادبیات سریانی شد. در زمان پارت‌ها چند دولت‌شهر مستقل نو آشوری در شمال این ناحیه رشد پیدا کردند که می‌توان به آدیابن، آشور، اسروئن و هترا اشاره کرد.
برخی از آشوری‌های بین‌النهرین در ارتش روم به خدمت گرفته شده بودند و از این روست که می‌توان دست‌نوشته‌هایی به زبان آرامی آشوری و بین‌النهرینی را حتی روی دیوار هادریان در شمال بریتانیای باستان یافت.
ساسانیان ایران تحت فرمان اردشیر یکم توانستند امپراتوری اشکانی را نابود کنند و عراق را در سال ۲۲۴ میلادی تسخیر درآورند. ساسانیان میان دهه‌های ۲۴۰ و ۲۵۰ میلادی به تدریج شهرهای نو آشوری کوچک را نیز مطیع خود ساختند. در نتیجه این منطقه به مدت چهار سده در اختیار کامل امپراتوری ساسانیان بود و تبدیل به مرز و آوردگاه نبرد میان ارتش‌های ساسانی و امپراتوری روم شرقی گردید. جنگ‌های طولانی بین این دو امپراتوری ضعف آن‌ها را به دنبال داشت و در نتیجه زمینه برای تسخیر ایران توسط اعراب مسلمان آماده شد.

### خلافت اسلامی

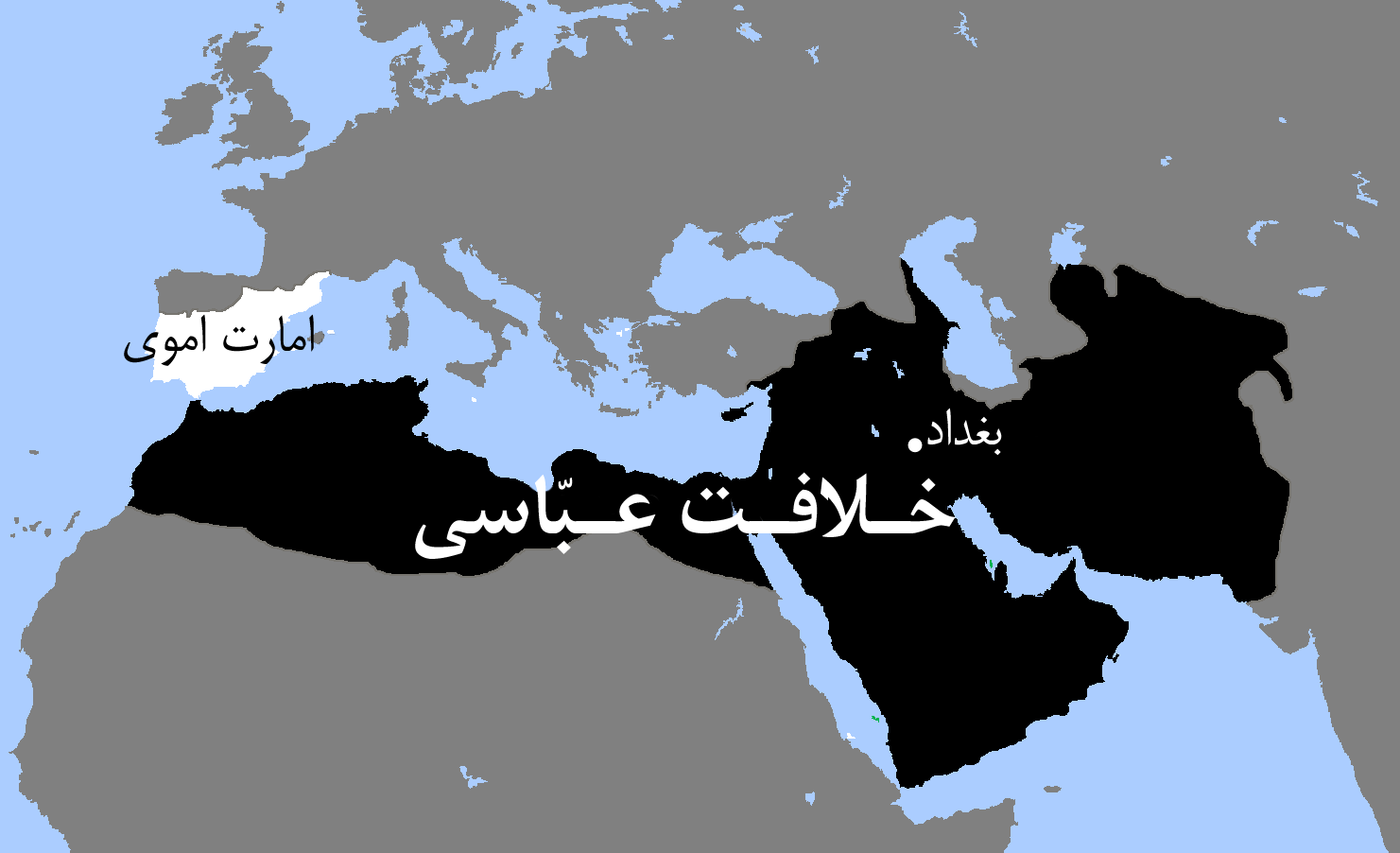
خلافت عباسی

پیروزی اعراب بر ساسانیان در میانه‌های سدهٔ ۷ میلادی موجب شد تا اسلام دین ساکنان عراق شود. در این زمان اعراب در دسته‌های بزرگ به این منطقه مهاجرت کردند. بعدها هنگامی که علی بن ابی‌طالب، پسرعمو و داماد پیامبر اسلام به عنوان چهارمین خلیفه از میان خلفای راشدین به خلافت رسید، پایتخت خود را به کوفه انتقال داد. خلفای اموی در سدهٔ ۷ میلادی استان عراق را از دمشق اداره می‌کردند.
خلفای عباسی شهر بغداد را در سدهٔ ۸ میلادی ساختند و آن را پایتخت خود کردند. این شهر به مدت پنج سده کلان‌شهر جهان اسلام قلمداد می‌شد. بغداد بزرگ‌ترین شهر چندفرهنگی در قرون وسطی بود و جمعیتش به بیش از یک میلیون نفر می‌رسید. این شهر در دوران طلایی اسلام مرکز آموزش و یادگیری علوم گوناگون بود. مغول‌ها در سدهٔ ۱۳ میلادی بغداد را محاصره و نابود کردند.

### ایلخانان مغول
هولاکوخان در سال ۱۲۵۷ به منظور تسخیر بغداد ارتشی عظیم از نیروهای مغول گرد آورد. هنگامی که این ارتش به بغداد رسید، هولاکو خواستار تسلیم خلیفه شد اما مستعصم، آخرین خلیفهٔ عباسی، موافقت نکرد. هولاکو خشمگین شد و راهبرد همیشگی مغولان مبنی بر مقابله با هر گونه مقاومت را در پیش گرفت و بغداد را محاصره کرد. در نهایت نیروهای او شهر را تاراج کردند و بسیاری از مردم را از دم تیغ گذراندند.

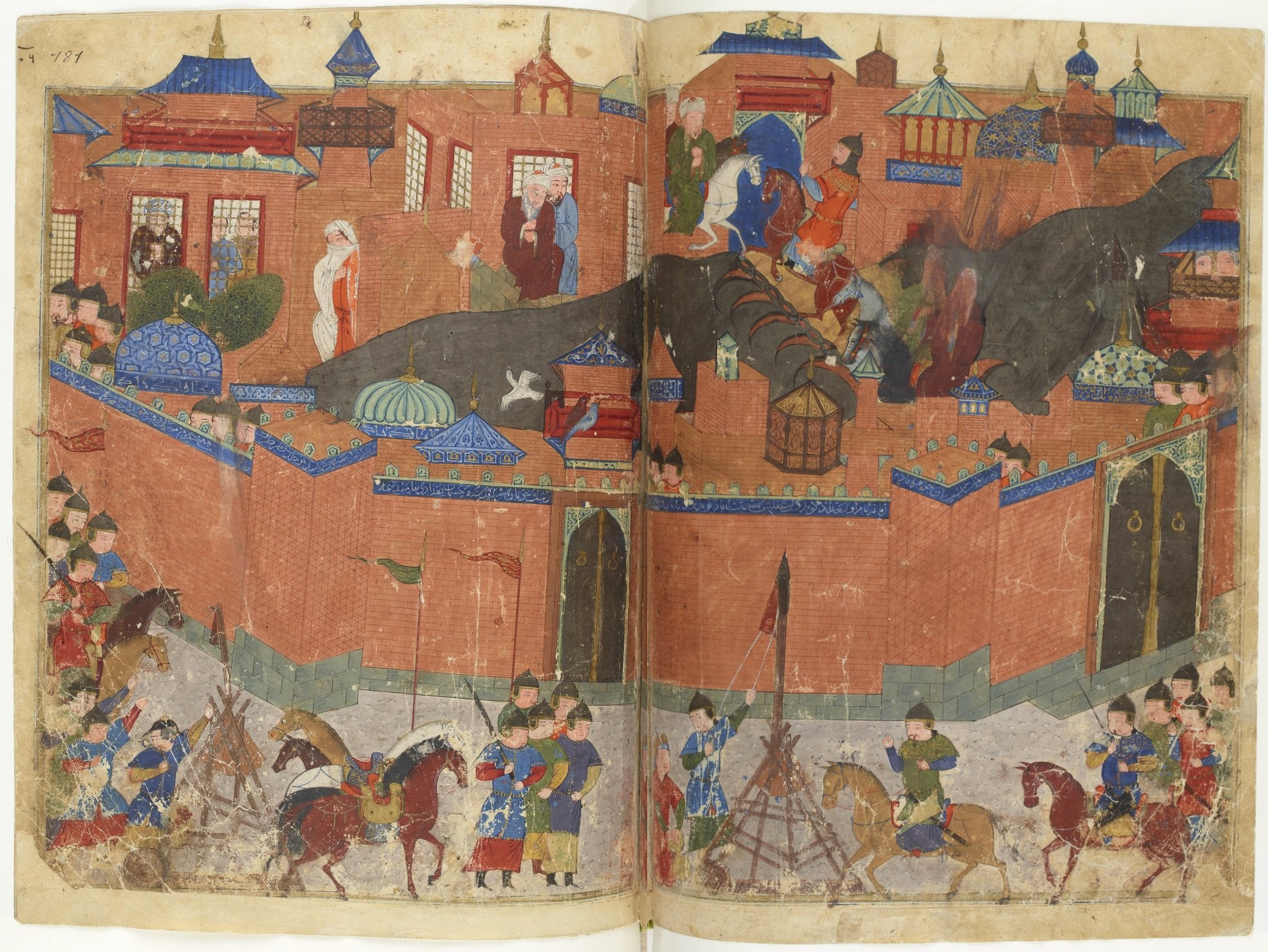
محاصرهٔ بغداد توسط هولاکوخان مغول در ۱۲۵۸ میلادی

مغولان خلافت عباسی و دانشگاه بیت‌الحکمه که حاوی هزاران سند تاریخی باارزش بود را نابود کردند. این شهر هیچ‌گاه نتوانست بار دیگر اعتبار سابق را در عرصهٔ فرهنگ به دست آورد. برخی از تاریخ‌نگاران بر این باورند که هجوم مغولان بخش اعظم سامانهٔ آبیاری عراق را نابود کرد. این سامانه در حفظ بین‌النهرین در طول هزارهٔ پیش از آن نقش داشت. برخی دیگر از مورخان شوری خاک را در نابودی کشاورزی این ناحیه مقصر می‌دانند.
در میانه‌های سدهٔ ۱۴ میلادی بیماری طاعون دنیای اسلام را درنوردید. بهترین تخمین‌ها از مرگ یک سوم جمعیت خاورمیانه خبر می‌دهند.
در سال ۱۴۰۱ میلادی تیمور لنگ به عراق حمله کرد. او پس از تسخیر بغداد ۲۰٬۰۰۰ نفر از ساکنان را به قتل رساند. تیمور دستور داد هر سرباز سر دو نفر از ساکنان را بریده و در دست داشته باشد (بسیاری از سربازان به حدی ترسیده بودند که سر زندانیانی را که در لشکرکشی‌های پیشین اسیر شده بودند بریده و به پیشگاه تیمور بردند). تیمور به کشتار مردمان بومی آشوری مسیحی که هنوز هم در شمال عراق جمعیت زیادی دارند دست زد. در همین زمان است که شهر باستانی آشور خالی از سکنه شد.

### عراق صفوی و عثمانی
اواخر سدهٔ ۱۴ و اوایل سدهٔ ۱۵ میلادی، ترکمانان قراقویونلو بر گستره‌ای که امروزه با نام عراق شناخته می‌شود حکم راندند. در سال ۱۴۶۶ میلادی ترکمانان آق‌قویونلو، قراقویونلوها را شکست دادند و کنترل این منطقه را در دست گرفتند. در سدهٔ ۱۶ میلادی تمام سرزمین امروزی عراق تحت عنوان ایالت بغداد در اختیار امپراتوری صفوی قرار گرفت. در تمام دوران حکمرانی صفوی‌ها بر عراق این سرزمین آوردگاه امپراتوری‌های محلی و قبایل متحد آن‌ها بوده است. دودمان صفوی ایران پس از مدتی از سال ۱۶۴۰ به بعد در کشمکش با عثمانی بسیاری از مناطق این کشور را از دست داد.
در سدهٔ ۱۷ میلادی درگیری‌های مکرر امپراتوری عثمانی با صفویان باعث شد تا کنترل این امپراتوری بر این استان‌ها ضعیف شود. جمعیت قبایل چادرنشین با نفوذ بادیه‌نشینان عرب از نجد عربستان افزایش پیدا کرد. فرونشاندن حملات آن‌ها به مناطق مسکونی از دست حکومت‌های محلی برنمی‌آمد.
عراق میان سال‌های ۱۸۳۱–۱۷۴۷ میلادی توسط دودمان مملوک گرجی اداره شد. آن‌ها توانسته بودند از زیر یوغ عثمانی‌ها خارج شوند، شورش‌های قبایل را فرو بنشانند، نیروی ینی‌چریها را محدود کنند، نظم را بازگردانند و برنامه‌ای برای نوسازی اقتصاد و نیروهای نظامی پیاده کنند. عثمانی‌ها در سال ۱۸۳۱ توانستند رژیم مملوک‌ها را از قدرت کنار بزنند و کنترل کامل عراق را به دست گیرند. جمعیت عراق که در سال ۸۰۰ میلادی حدود ۳۰ میلیون تخمین زده می‌شد در آغاز سدهٔ ۲۰ میلادی تنها ۵ میلیون نفر بود.

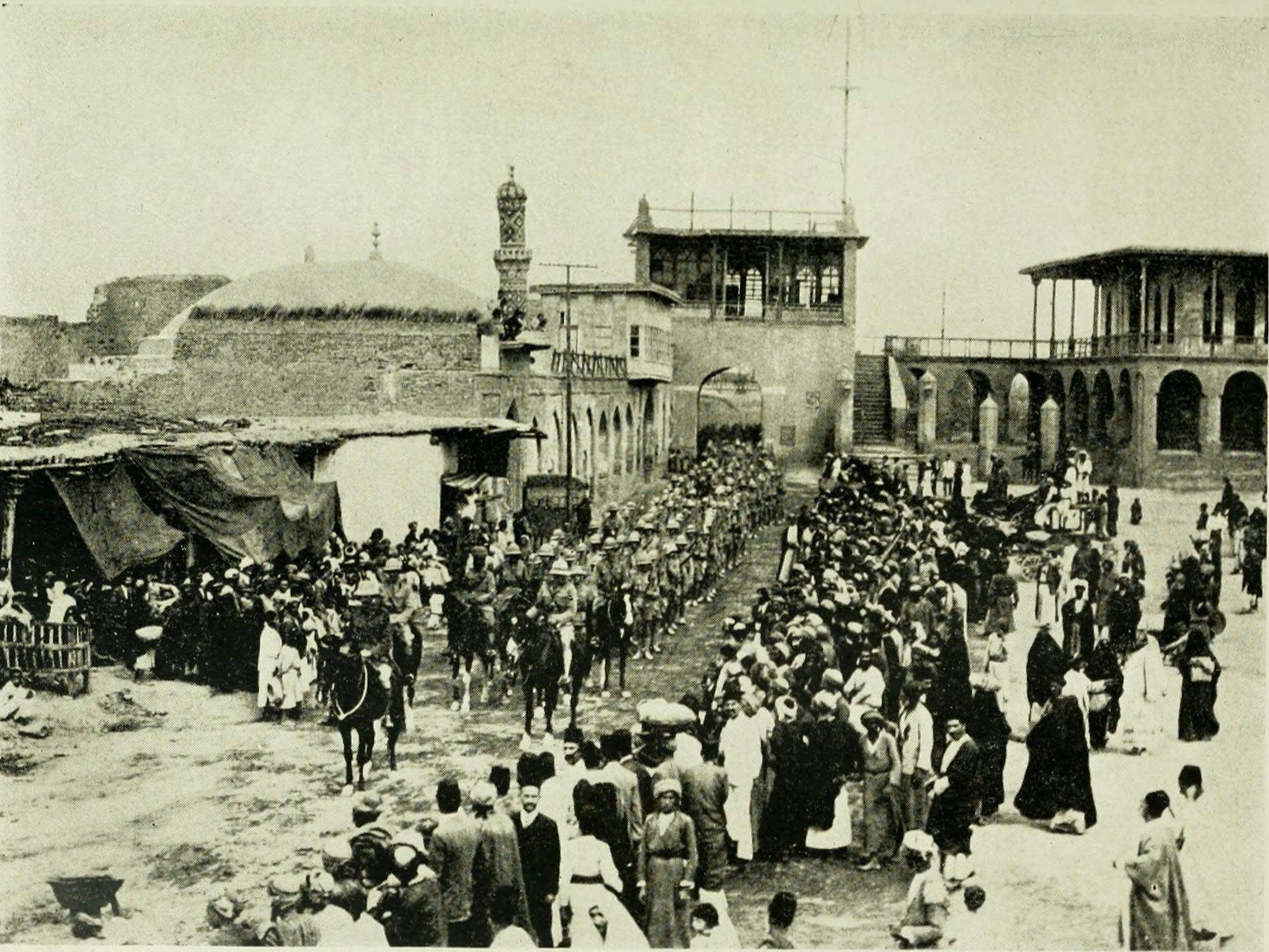
ورود نیروهای بریتانیا به بغداد در ۲۰ اسفند ۱۲۹۵

عثمانی‌ها در طول جنگ جهانی اول طرف آلمانها و قدرت‌های مرکز را گرفتند. نیروهای بریتانیا در عملیات بین‌النهرین علیه قدرت‌های مرکز به این کشور حمله کردند و در ابتدا در جریان محاصرهٔ کوت (۱۹۱۶–۱۹۱۵) از ارتش ترک‌ها شکست سختی خوردند. با این حال کمی بعد بریتانیایی‌ها دست برتر پیدا کردند و از کمک اعراب و آشوری‌ها نیز بهره‌مند شدند. در سال ۱۹۱۶ فرانسه و بریتانیا طی موافقت‌نامه سایکس–پیکو نقشه‌ای برای تقسیم غرب آسیا بعد از جنگ کشیدند. نیروهای بریتانیا یگان‌های خود را متمرکز نمودند و با سقوط بغداد آن را در سال ۱۹۱۷ تسخیر کردند و عثمانی‌ها را شکست دادند. قرارداد متارکهٔ جنگ در سال ۱۹۱۸ امضا شد.
امپراتوری عثمانی‌ها در طول جنگ جهانی اول توسط پادشاهی متحد بریتانیا شکست خورد و پس از خروج از بخش اعظم منطقه سقوط کرد. بریتانیا در عملیات بین‌النهرین ۹۲٬۰۰۰ سرباز خود را از دست داد. کشتگان عثمانی مشخص نیست اما بریتانیا ۴۵٬۰۰۰ نفر را اسیر کرد. تا پایان سال ۱۹۱۸ بریتانیایی‌ها ۴۱۰٬۰۰۰ نفر را به منطقه اعزام کرده بودند که از میان آن‌ها ۱۱۲٬۰۰۰ نفر نیروی رزمی بودند.

### حکومت بریتانیا و پادشاهی مستقل عراق
عراق در ۱۱ نوامبر ۱۹۲۰ با قیمومت جامعهٔ ملل و با عنوان «ایالت عراق» تحت کنترل بریتانیا درآمد. بریتانیایی‌ها فیصل یکم از دودمان هاشمی را که توسط فرانسوی‌ها از سوریه بیرون رانده شده بود به عنوان حاکم از طرف خود بر عراق گماردند. در این رابطه گرترود بل، جاسوس انگلیسی و معروف به «مادر عراق»، نقش چشم‌گیری داشت.
ایشان به همین ترتیب سمت‌های دولتی و وزارتخانه‌ها را به نخبگان اهل سنت سپردند.
هزینه‌های زیاد و مخالفت‌های عمومی قهرمان جنگی بریتانیا به نام توماس ادوارد لورنس مشهور به لورنس عربستان در روزنامهٔ تایمز، بریتانیا را به این نتیجه رساند تا آرنولد ویلسون را در مهر ۱۲۹۹ (اکتبر ۱۹۲۰) برکنار و سر پرسی کاکس را به جای وی در سمت حاکم عراق قرار دهد. کاکس توانست یک مورد شورش را خاموش کند. همچنین او مسئول اجرای سیاست سرنوشت‌ساز بریتانیا مبنی بر همکاری نزدیک با اقلیت سنی عراق بود. برده‌داری نیز در دهه ۱۹۲۰ لغو شد.

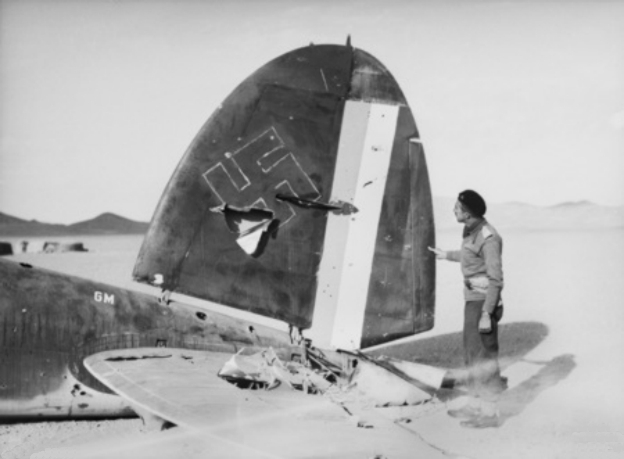
جنگنده بمب‌افکن هینکل آلمانی مدل اچ.ای. ۱۱۱ که بنابر ادعای بریتانیا برای کمک به کودتاچیان ملی‌گرای عراقی به کمک آن‌ها آمده بوده و نشان آلمان نازی روی آن توسط نشان کشور عراق پوشانده شده بوده است.

پادشاهی عراق در سال ۱۳۱۱ (۱۹۳۲) از بریتانیا مستقل شد اما بریتانیایی‌ها پادگان‌ها، نیروهای مزدور آشوری و حق ترانزیت را برای نیروهای خود در این کشور نگاه داشتند. غازی اول بعد از مرگ پدرش فیصل در ۱۹۳۳ در حالی حکومت کرد که کودتاهای نظامی متعددی علیه وی شکل گرفت. او تا زمان مرگش در سال ۱۹۳۹ پادشاه عراق بود. بعد از غازی، پسر نابالغش به نام فیصل دوم جانشین وی شد و به همین دلیل نیابت سلطنت بر عهدهٔ پسرعموی غازی به نام عبداله گذاشته شد.
رشید عالی گیلانی و اعضای مربع طلایی در ۱ آوریل ۱۹۴۱ کودتایی علیه عبداله انجام دادند و دولت او را ساقط کردند. بریتانیا که همچنان پایگاه‌های هوایی خود در عراق را در اختیار داشت از ترس این که دولت رشید عالی به دلیل ارتباطاتش با متحدین، جریان نفت را به سوی غرب قطع کند به عراق حمله کرد. جنگ در ۲ مه ۱۹۴۱ توسط نیروهای بریتانیایی و مزدوران آشوری آغاز شد و در نتیجه نیروهای گیلانی شکست خورده و در ۳۱ مه مجبور به ترک مخاصمه شدند.
عراق اشغال نظامی شد تا قدرت به دولت پیش از کودتا تحت دودمان هاشمی بازگردد. در ۲۶ اکتبر ۱۹۴۷ اشغال به پایان رسید اما بریتانیا پادگان‌های خود را تا سال ۱۹۵۴ بر پا نگاه داشت و پس از آن نیروی مزدوران آشوری را منحل اعلام کرد. حاکمان دوران کودتا و مدت پس از آن تا پایان دوران هاشمی‌ها در عراق عبارت بودند از نوری سعید که نخست‌وزیری مستبد بود و یک بار هم از سال ۱۹۳۲ تا ۱۹۳۰ در عراق قدرت داشت و عبداله که زمانی نایب‌السلطنه بود و حالا سمت مشاورت شاه فیصل دوم را بر عهده گرفته بود.

### جمهوری عراق و حزب بعث

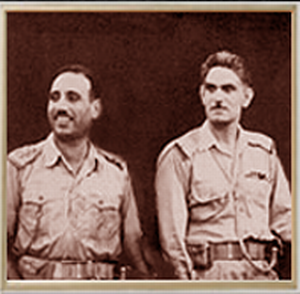
عبدالکریم قاسم (راست) به همراه عبدالسلام عارف

کودتای ۱۳۳۷ (۱۹۵۸) در عراق که آن را با نام انقلاب ۱۴ ژوئیه هم می‌شناسند باعث شد تا پادشاهی عراق سقوط کند. در جریان این رویداد سرتیپ عبدالکریم قاسم قدرت را به دست آورد اما در کودتای فوریه ۱۹۶۳ توسط سرهنگ عبدالسلام عارف از حکومت کنار زده شد. پس از مرگ عارف در سال ۱۹۶۶ برادرش عبدالرحمان عارف قدرت را در دست گرفت. او نیز در سال ۱۹۶۸ توسط حزب بعث سقوط کرد. احمد حسن البکر به عنوان نخستین رئیس‌جمهور عراق به قدرت رسید اما در زمان وی کنترل اوضاع کم‌کم از دست او خارج و در اختیار ژنرال صدام حسین قرار گرفت. او توانسته بود به مقام ریاست و کنترل شورای فرماندهی انقلاب دست یابد؛ شورایی که در ژوئیه ۱۹۷۹ به قوهٔ عالی اجرای عراق تبدیل شد.
صدام حسین انقلاب اسلامی ایران در سال ۱۳۵۷ را تهدیدی برای حکومت سکولار خود بر عراق تلقی می‌کرد؛ با توجه به اینکه چندین بار خمینی در نجف تلاش کرده بود با ایجاد ائتلاف شیعیان عراق علیه صدام حکومت سکولار و سنی اش حکومت بعثی‌ها را از بین ببرد و مناقشات مرزی که از زمان حکومت سابق ایران با این کشور پیدا کرده بود و همچنین با توجه به هرج و مرجی که به واسطهٔ بروز انقلاب در نیروهای مسلح ایران ایجاد شده بود به این کشور حمله کرد. این جنگ در سال ۱۳۵۹ آغاز در ۱۳۶۷ با بر جای گذاشتن بین نیم میلیون تا یک و نیم میلیون کشته پایان یافت. مرزهای دو کشور بر سر جای خود باقی ماند و سازمان ملل، عراق را به عنوان کشور مهاجم تشخیص داد. در این جنگ عراق از بمب‌های شیمیایی علیه سربازان ایرانی استفاده کرد. رژیم بعث در مقاطع پایانی جنگ طی عملیات انفال دست به کشتار کردهای عراق زد و حدود ۵۰٬۰۰۰ تا ۱۰۰٬۰۰۰ شهروند این کشور را کشت.
زمان زیادی از آتش‌بس بین ایران و عراق نگذشته بود که صدام حسین در مرداد ۱۳۶۹ (اوت ۱۹۹۰) به کویت حمله کرد و این کشور را به خاک خود ضمیمه ساخت. بعد از این حمله نیروهای ائتلاف به رهبری آمریکا به عراق حمله کردند. آن‌ها با بمباران اهداف نظامی کار خود را آغاز کردند و سپس با حملهٔ زمینی ۱۰۰ ساعته به نیروهای عراقی در کویت و جنوب عراق به اهداف خود رسیدند.

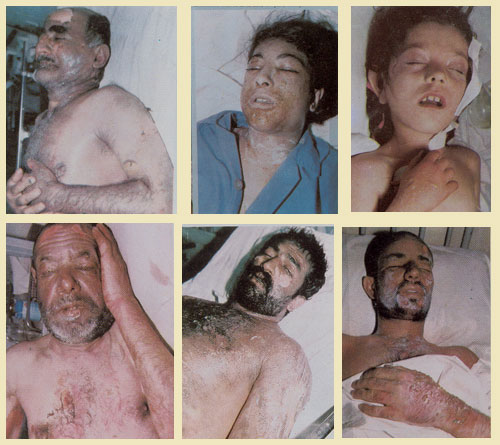
بمباران‌های شیمیایی ارتش بعث عراق باعث شد هزاران نفر کشته یا مسموم شوند. این تصویر مربوط به بمباران شیمیایی سردشت در سال ۱۳۶۶ می‌باشد.

در طول این دو جنگ نیروهای مسلح عراق متلاشی شدند. بعد از جنگ در ۱۹۹۱ شیعیان و کردهای عراق علیه رژیم صدام حسین خیزش کردند ولی صدام توانست با توسل به نیروهای امنیتی و سلاح‌های شیمیایی این انقلاب را نابود کند. تخمین‌ها حاکی از آن است که طی این درگیری‌ها ۱۰۰٬۰۰۰ عراقی کشته شدند. در طول این شورش‌ها آمریکا، انگلستان، فرانسه و ترکیه تحت قطعنامهٔ ۶۸۸ شورای امنیت، منطقهٔ پرواز ممنوع در عراق اعلام کردند تا از کردها و شیعیان محافظت کنند. اما این محدودیت تنها مربوط به پرنده‌های بال-ثابت بود و شامل بالگردها نمی‌شد.
سازمان ملل به عراق دستور داد تا سلاح‌های شیمیایی و بیولوژیکی خود را نابود کند. این سازمان همچنین تلاش کرد با اعمال تحریم‌های بیشتر دولت صدام حسین را مجبور به خلع سلاح و آتش‌بس نماید. این تحریم‌ها به تحریم‌های قبلی که بعد از حملهٔ عراق به کویت تصویب شده بودند اضافه شد. عدم توافق صدام با این شروط باعث شد تحریم‌های جدید علیه این کشور تا سال ۲۰۰۳ باقی بمانند. مطالعات انجام‌شده از مرگ صدها هزار عراقی به دلیل این تحریم‌ها حکایت دارند. هنگامی که خبرنگاران از مادلین آلبرایت وزیر امور خارجه آمریکا در مورد تحریم‌ها و مرگ بیش از نیم میلیون کودک عراقی بر اثر این تحریم‌ها پرسیدند، خانم آلبرایت با خونسردی تمام جواب داد: «انتخاب سختی بود ولی ارزشش را داشت.» در دوران تحریم حدود ۱ میلیون عراقی جان خود را از دست دادند. عراقی‌ها از واردات کالاهایی مانند حوله، کتری، یخچال و تقریباً هر کالایی که به نوعی به ساخت تسلیحات ربط داشت محروم بودند. دولت سهمیه بندی ۱۰۰۰ کالری برای هر شهروند را به اجرا گذاشت و هنگامی که تحریم‌ها به سمت تبدیل شدن به فاجعه بشری پیش می‌رفت سازمان ملل برنامه نفت در برابر غذا را به اجرا گذاشت. طی این برنامه حدود ۶۵ میلیارد دلار نفت عراق با بشکه‌ای به میانگین ۲۰ دلار به فروش می‌رسید. هرچند عراق دست از بسیاری از برنامه‌های تسلیحاتی خود برداشت اما در سال ۱۹۹۸ آمریکا لغو تحریم‌ها را مشروط به کنار رفتن صدام کرد شرطی که برای دیکتاتوری مانند صدام مسخره می‌نمود. صدام حسین نه تنها کنار نرفت بلکه راحت‌تر مخالفان داخلی را سرکوب کرد.
در طول دههٔ ۹۰ میلادی سازمان ملل تصمیم گرفت به دلیل فشاری که تحریم‌ها بر مردم عادی عراق آورده بود بخشی از آن را بردارد. در آذرماه ۱۳۷۷ آمریکا حمله‌ای چهار روزه به عراق کرد.
دولت جرج بوش پس از حملات ۱۱ سپتامبر در سال ۲۰۰۱ شروع به برنامه‌ریزی برای سرنگونی صدام حسین کرد. در ماه مهر ۱۳۸۱ کنگره طرح مشترک مجوز استفاده از نیروهای مسلح علیه عراق را تصویب کرد. در آبان ۱۳۸۱ شورای امنیت سازمان ملل قطعنامهٔ ۱۴۴۱ را تصویب کرد و آمریکا و متحدانش در اسفند ۱۳۸۱ به عراق حمله کردند.

### ۱۳۸۲–۱۳۸۶

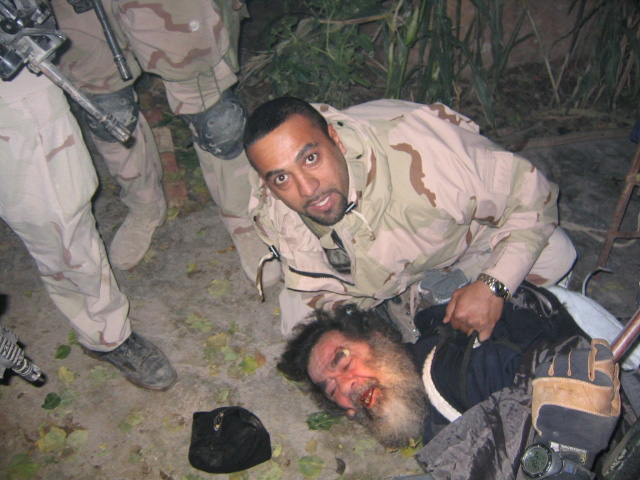
دستگیری صدام حسین در ۳ مرداد ۱۳۸۳ در تکریت. او را از چاله‌ای که در آن پنهان شده بود خارج کردند.

یک روز بیشتر به نوروز ۱۳۸۲ (۲۰ مارس ۲۰۰۳) نمانده بود که ایالات متحده با تشکیل یک ائتلاف به عراق حمله کرد. این کشور دست نکشیدن عراق از برنامهٔ سلاح‌های کشتار جمعی که خلاف قطعنامهٔ ۶۸۷ شورای امنیت بود را به عنوان دلیل این تهاجم اعلام کرد. این ادعا بر اساس مدارکی بود که سازمان اطلاعات آمریکا و دولت بریتانیا تهیه کرده بودند. بعدها این مدارک غیرقابل اعتماد دانسته شدند.
دولت آمریکا به دنبال حمله به عراق حکومت ائتلاف موقت عراق (CPA) را برای ادارهٔ این کشور تشکیل داد. پل برمر، حاکم ائتلاف موقت، در اردیبهشت ماه ۱۳۸۲ دستورهایی مبنی بر انحلال حزب بعث و محرومیت اعضای آن در دولت جدید عراق (دستور ۱) و انحلال ارتش عراق (دستور ۲) صادر کرد. این تصمیم باعث شد تا ارتش عراق که اکثراً از سران سنی تشکیل شده بود از بین برود و سران سابق حکومت اجازهٔ دخالت در ادارهٔ کشور را نداشته باشند. این مسئله باعث شد تا پس از اشغال عراق وضعیت آشفته‌ای ایجاد شود.
مخالفت مسلحانه با اشغال عراق از تابستان ۱۳۸۲ توسط عناصر سابق پلیس مخفی عراق و ارتش در قالب واحدهای چریکی آغاز شود. از پاییز همان سال گروه‌های جهادی آغاز به حمله به نیروهای ائتلاف کردند. در سال ۱۳۸۲ گروه‌های شبه‌نظامی متعددی به وجود آمدند که برای نمونه می‌توان به جماعت توحید و جهاد به رهبری ابومصعب الزرقاوی اشاره کرد. شورش‌های نظامی این گروه‌ها محدود به حمله به نیروهای ائتلاف نماند و کمی بعد به خشونت‌های مذهبی علیه شیعیان و سنی‌ها نیز کشید.
سازمان عفو بین‌الملل و خبرگزاری آسوشیتدپرس در اواخر سال ۲۰۰۳ اقدام به انتشار گزارش‌هایی دربارهٔ شکنجه و آزار زندانیان ابوغریب کردند.
در تابستان ۱۳۸۲ گروه شبه‌نظامی شیعی جیش المهدی توسط مقتدی صدر تشکیل شد و در فروردین ۱۳۸۳ شروع به مقابله با نیروهای ائتلاف کرد. در این سال نیروهای شبه‌نظامی سنی و شیعی به جنگ با یکدیگر، علیه نیروهای ائتلاف و علیه دولت موقت عراق که در خرداد ۱۳۸۳ به قدرت رسیده بود پرداختند. نبرد اول فلوجه در فروردین و نبرد دوم فلوجه در آبان ۱۳۸۳ نیز جزو همان درگیری‌ها به‌شمار می‌رود. گروه سنی‌مذهب جماعت توحید و جهاد که در مهر ۱۳۸۳ تبدیل به القاعدهٔ عراق شد نیروهای ائتلاف و شهروندان عادی به ویژه شیعیان را هدف قرار می‌داد و بدینوسیله به آتش اختلافات مذهبی دامن می‌زد.
عراق در بهمن ۱۳۸۳ شاهد اولین انتخابات پس از اشغال بود. در مهر همان سال قانون اساسی جدید این کشور تصویب شد و دو ماه بعد انتخابات پارلمانی برگزار گردید. در این هنگام حملات پیکارجویان همچنان ادامه داشت و از ۲۶٬۴۹۶ حمله در ۲۰۰۴ به ۳۴٬۱۳۱ حمله در ۲۰۰۵ رسید.
درگیری‌ها در طول سال ۲۰۰۶ ادامه یافت و به بالاترین حد از خشونت رسید و رسوایی‌های جنگی بیشتری برملا شدند. ابومصعب الزرقاوی توسط نیروهای آمریکایی کشته شد و صدام حسین دیکتاتور سابق عراق به اتهام جنایت علیه بشریت اعدام شد. در پایان همان سال گروه مطالعهٔ عراق به سران آمریکایی توصیه کرد که روی آموزش افراد نظامی عراق تمرکز کنند. در دی ماه ۱۳۸۵ جرج بوش رئیس‌جمهور آمریکا دستور به افزایش نیروهای اعزامی به عراق داد.
مجلس عراق در اردیبهشت ماه ۱۳۸۶ از ایالات متحده خواست یک جدول زمانی برای خروج نیروهای خود ارائه دهد. شرکای آمریکا در جنگ مانند بریتانیا و دانمارک نیز شروع به خروج از این کشور کردند.

### از ۱۳۸۶ تاکنون
درگیری‌ها در سال ۲۰۰۸ در عراق ادامه پیدا کردند و نیروهای مسلح تازه‌آموزش‌دیدهٔ عراقی با شبه‌نظامیان درگیر شدند. دولت عراق توافقی را با آمریکا امضا کرد که نیروهای مسلح آمریکا را ملزم به خروج از شهرهای عراق تا ۹ تیرماه ۱۳۸۸ و خروج از کل خاک عراق تا ۱۰ دی‌ماه ۱۳۹۰ می‌کرد.

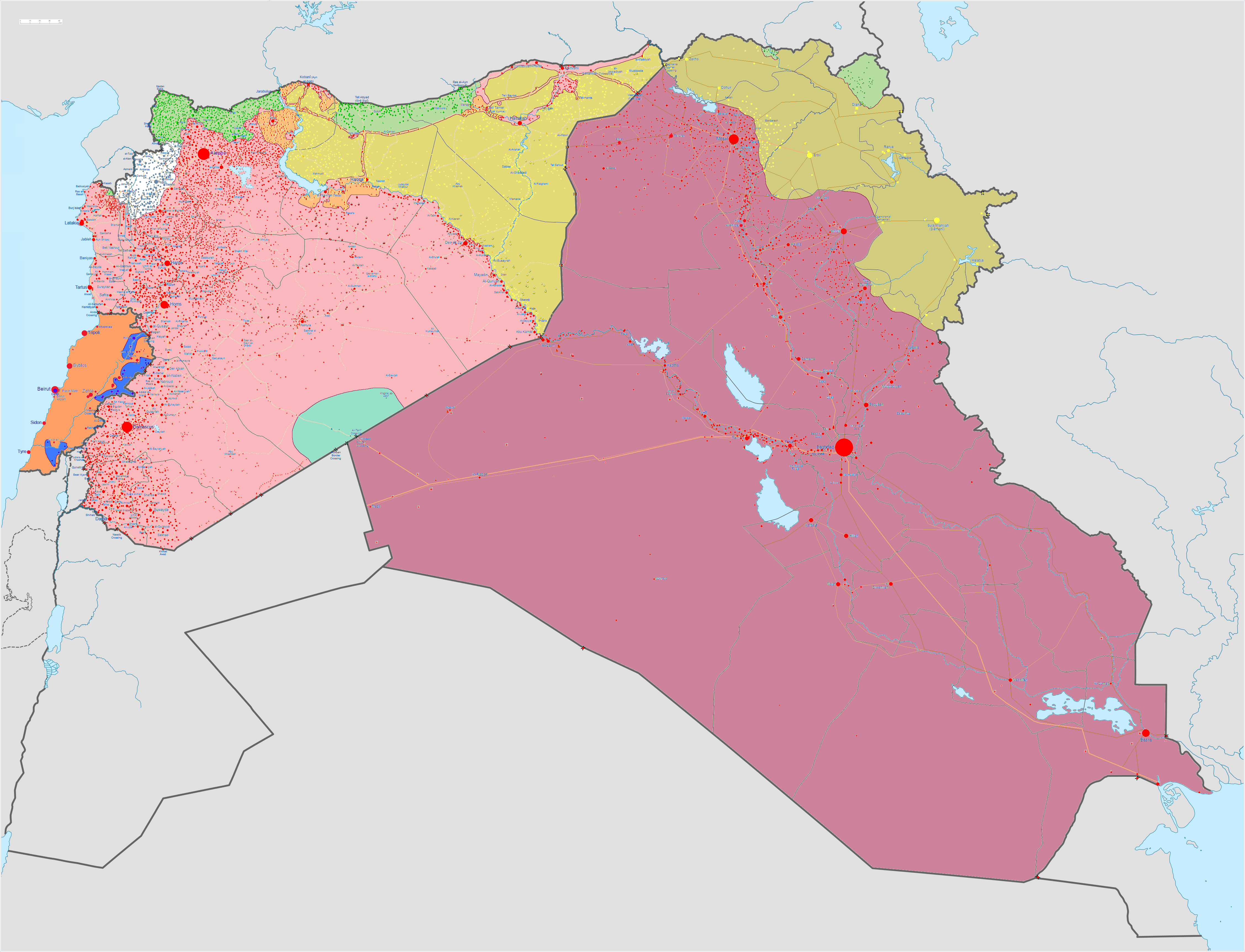
نقشهٔ جنگ داخلی سوریه و شورش عراق
در دست معارضان سوری
در دست دولت سوریه
در دست دولت عراق
در دست داعش
در دست جبههٔ نصرت
در دست کردهای سوریه
در دست کردهای عراق
مناطق مورد مناقشه

نیروهای ایالات متحده وظایف امنیتی را در تیرماه ۱۳۸۸ به نیروهای عراقی واگذار کردند اما همکاری خود با این نیروها را حفظ نمودند. صبح روز ۲۷ آذر ۱۳۹۰ آخرین نیروهای آمریکایی با تشریفات از طریق مرز کویت خارج شدند. با خروج اولین نیروهای آمریکایی از شهرها در سال ۱۳۸۸ آمار جرم و خشونت در ماه‌های آتی افزایش پیدا کرد. با این حال مسئولان وزارت کشور عراق در آبان ۱۳۸۸ اعلام کردند که آمار کشتگان عراقی به کمترین میزان پس از اشغال عراق در سال ۱۳۸۲ رسیده است.
با خروج نیروهای آمریکایی در سال ۱۳۹۰ ناآرامی‌ها ادامه یافت و عراق دچار بی‌ثباتی سیاسی شد. بهار عربی در بهمن ۱۳۸۹ به عراق رسید و مخالفت‌ها در شهرها گسترش یافت اما مخالفت‌های ابتدایی نتوانستند دولت را ساقط کنند. ائتلاف میهنی عراق که گفته می‌شود بزرگ‌ترین مجموعهٔ سنیان عراق است به دلیل آنکه دولت عراق را تحت سیطرهٔ شیعیانی می‌دانست که می‌خواهند سنی‌ها را کنار بزنند، مجلس عراق را به مدت چند هفته در ماه‌های پایانی ۱۳۹۰ تحریم کرد.
خشونت‌ها در سال‌های ۱۳۹۱ و ۱۳۹۲ افزایش پیدا کرد و گروه‌های مسلح به‌طور روزافزون به‌واسطهٔ جنگ داخلی سوریه تقویت شدند. شیعیان و سنی‌ها برای جنگ به سوریه می‌رفتند. جمعیت‌هایی از اعراب سنی در آذر ۱۳۹۱ با ادعای این که دولت آن‌ها را به حاشیه رانده دست به مخالفت علنی زدند.
گروه‌های شبه‌نظامی سنی در سال ۲۰۱۳ حملات زیادی را علیه اکثریت شیعهٔ عراق انجام دادند تا اعتماد عمومی نسبت به دولت نوری المالکی را زیر سؤال ببرند. پیکارجویان سنی‌مذهب عضو دولت اسلامی عراق و شام در سال ۱۳۹۳ کنترل بخش‌های وسیعی از عراق از جمله شهرهای بزرگی چون تکریت، فلوجه و موصل را به دست آوردند و باعث شدند صدها هزار نفر از خانه و کاشانهٔ خود فرار کنند.
بعد از انتخابات بی‌نتیجه در فروردین ۱۳۹۳ نوری المالکی به عنوان نخست‌وزیر سرپرست خدمت کرد.
در ۲۰ مرداد ۱۳۹۳ عالی‌ترین دادگاه عراق بلوک مالکی را به عنوان اکثریت مجلس تشخیص داد. این حکم به این معنا بود که مالکی می‌توانست به عنوان نخست‌وزیر در قدرت بماند. با این حال در ۲۲ مرداد رئیس‌جمهور به حیدر العبادی مأموریت تشکیل دولت جدید را داد. سازمان ملل، ایالات متحده، اتحادیه اروپا، عربستان سعودی، ایران و چند تن از سیاستمداران عراقی از روی کار آمدن رهبران جدید در عراق حمایت کردند. مالکی در ۲۳ مرداد از قدرت کنار رفت تا از عبادی پشتیبانی کند و «مصلحت عالی کشور را پاس بدارد». حیدر العبادی در ۱۸ آبان ۱۳۹۳ دولت جدیدی را تشکیل داد و خود به عنوان نخست‌وزیر جدید قدرت را در اختیار گرفت. درگیری‌های متناوب بین گروه‌های سنی، شیعه و کرد بحث‌ها پیرامون تقسیم عراق به سه منطقهٔ خودمختار را افزایش داده است.

## پرچم‌های عراق
پرچم‌های عراق بعد از استقلال از امپراتوری عثمانی تاکنون:

پرچم عراق در سال‌های (۱۹۲۱–۱۹۵۹)
پرچم عراق در سال‌های (۱۹۵۹–۱۹۶۳)
پرچم عراق در سال‌های (۱۹۶۳–۱۹۹۱)
پرچم عراق در سال‌های (۱۹۹۱–۲۰۰۴)
پرچم عراق در سال‌های (۲۰۰۴–۲۰۰۸)
پرچم عراق در سال‌های (۲۰۰۸ و تا امروز)

## جغرافیا

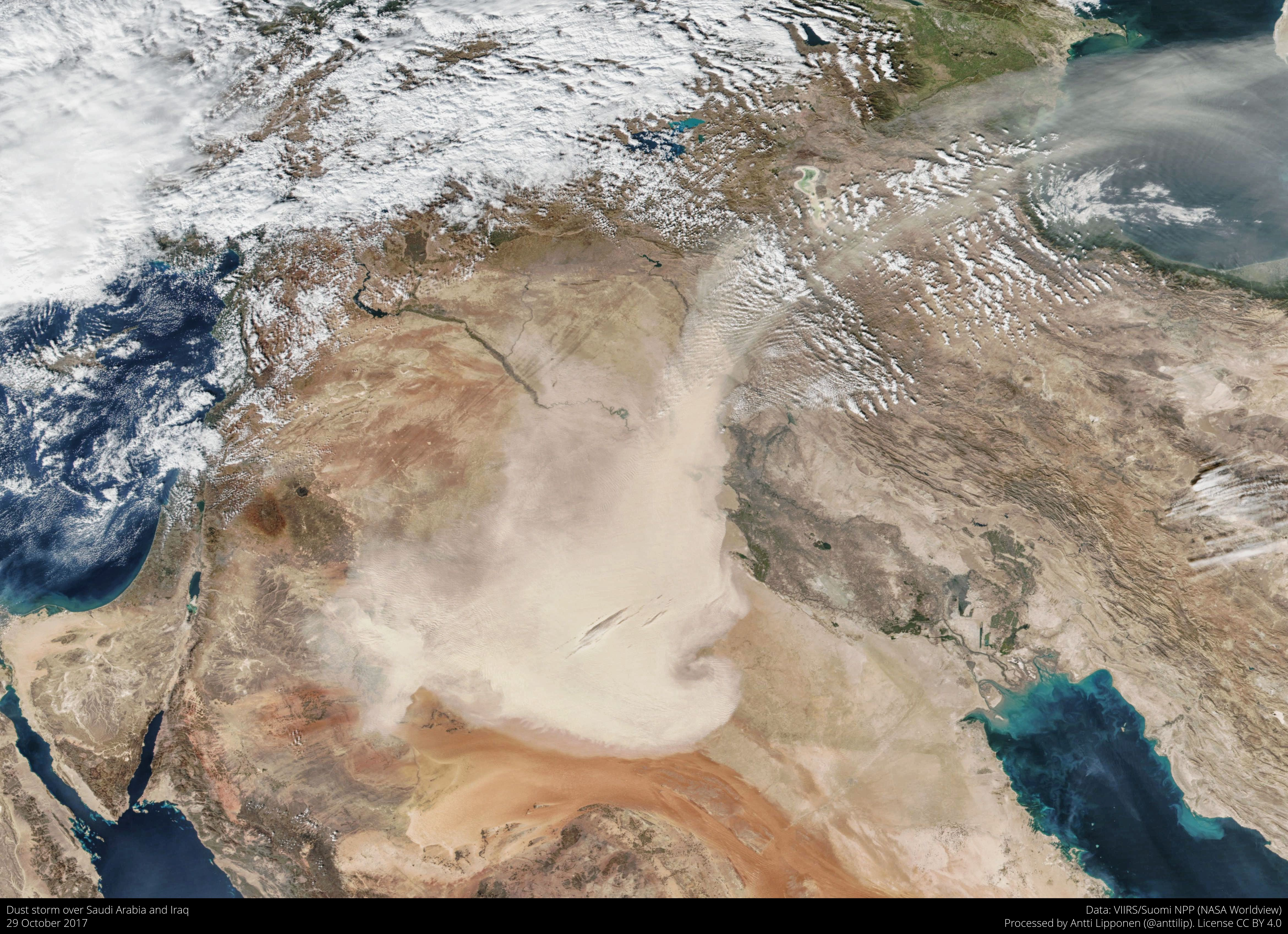
تصویربرداری ماهورای از جغرافیای عراق

عراق مابین مدار ۲۹ و ۳۸ درجهٔ شمالی و مدار ۳۹ و ۴۹ درجهٔ شرقی قرار گرفته است (بخش کوچکی از آن در غرب مدار ۳۹ درجه شرقی واقع شده). این کشور با ۴۳۷٬۰۷۲ کیلومتر مربع ۵۸امین کشور از حیث بزرگی است. اندازهٔ آن را می‌توان با ایالت کالیفرنیا در ایالات متحده مقایسه کرد. همچنین این کشور کمی از پاراگوئه بزرگتر است.
بخش بزرگ عراق صحرا است اما مناطق مابین دو رود دجله و فرات حاصلخیز است. این رودها سالانه ۶۰ میلیون متر مکعب لای را به دلتا حمل می‌کنند. قسمت‌های شمالی کشور عمدتاً کوهستانی است و بلندترین قلهٔ آن حاجی عمران (شیخا دار) (هم‌مرز با بلندی‌های پیرانشهر ایران) با ارتفاع ۳۶۱۱ متر است. عراق مرز ساحلی کوچکی به طول ۵۸ کیلومتر با خلیج فارس دارد. در مجاورت شط العرب که نزد ایرانیان با نام اروندرود شناخته می‌شود، مرداب‌هایی قرار داشتند که بیشترشان طی دههٔ ۱۳۷۰ خشکانده شدند.

### آب و هوا

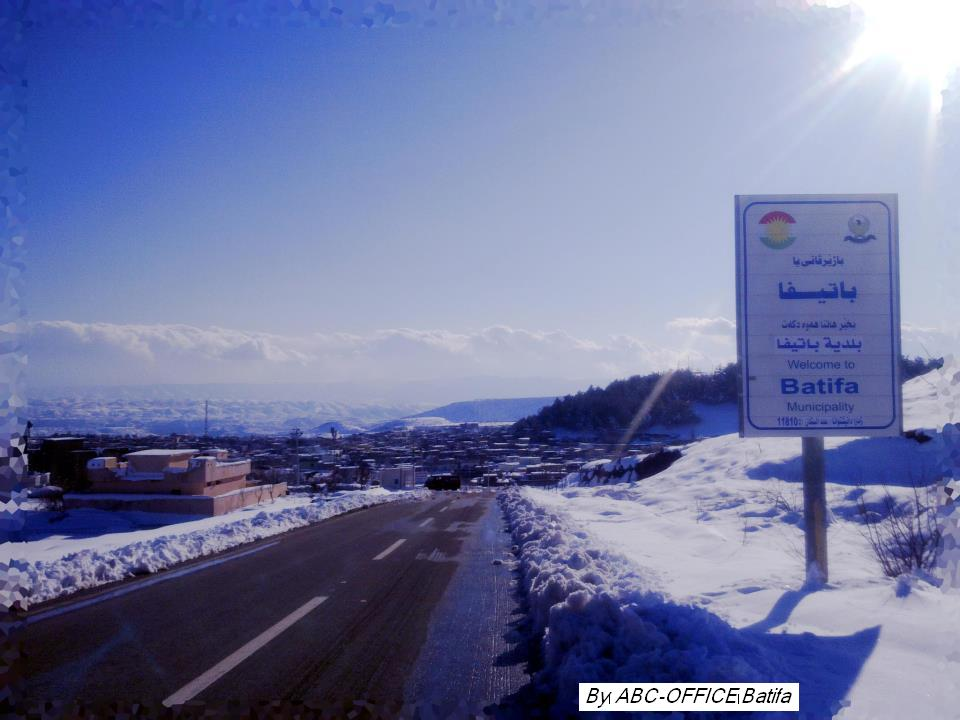
بارش برف در اقلیم کردستان عراق

آب و هوای کشور (به جز شمال) عمدتاً صحرایی است با زمستان‌های خنک و گاه سرد و تابستان‌های خشک و گرم و آفتابی. دمای هوا در تابستان در بیشتر جاهای این کشور به ۴۰ درجه سانتیگراد و در برخی مناطق به ۴۸ درجه می‌رسد. دمای هوا به ندرت در زمستان بالای ۲۱ درجه می‌رود و در شرایط سخت بین ۱۵ تا ۱۹ درجه و در شب‌ها تا حد ۲ تا ۵ درجه قرار می‌گیرد. مناطق کوهستانی شمال اغلب از زمستان‌های سرد با بارش برف و باران برخوردار است که گاهی موجب طغیان رودخانه‌ها می‌شود. به‌طور معمول بارندگی در این کشور کم است. در بیشتر مناطق سالانه کمتر از ۲۱۵ میلی‌لیتر بارش وجود دارد. این بارش‌ها هم بیشتر در زمستان رخ می‌دهد. باران‌های تابستانی به جز در شمال بسیار به ندرت اتفاق می‌افتند.

## حکومت و سیاست

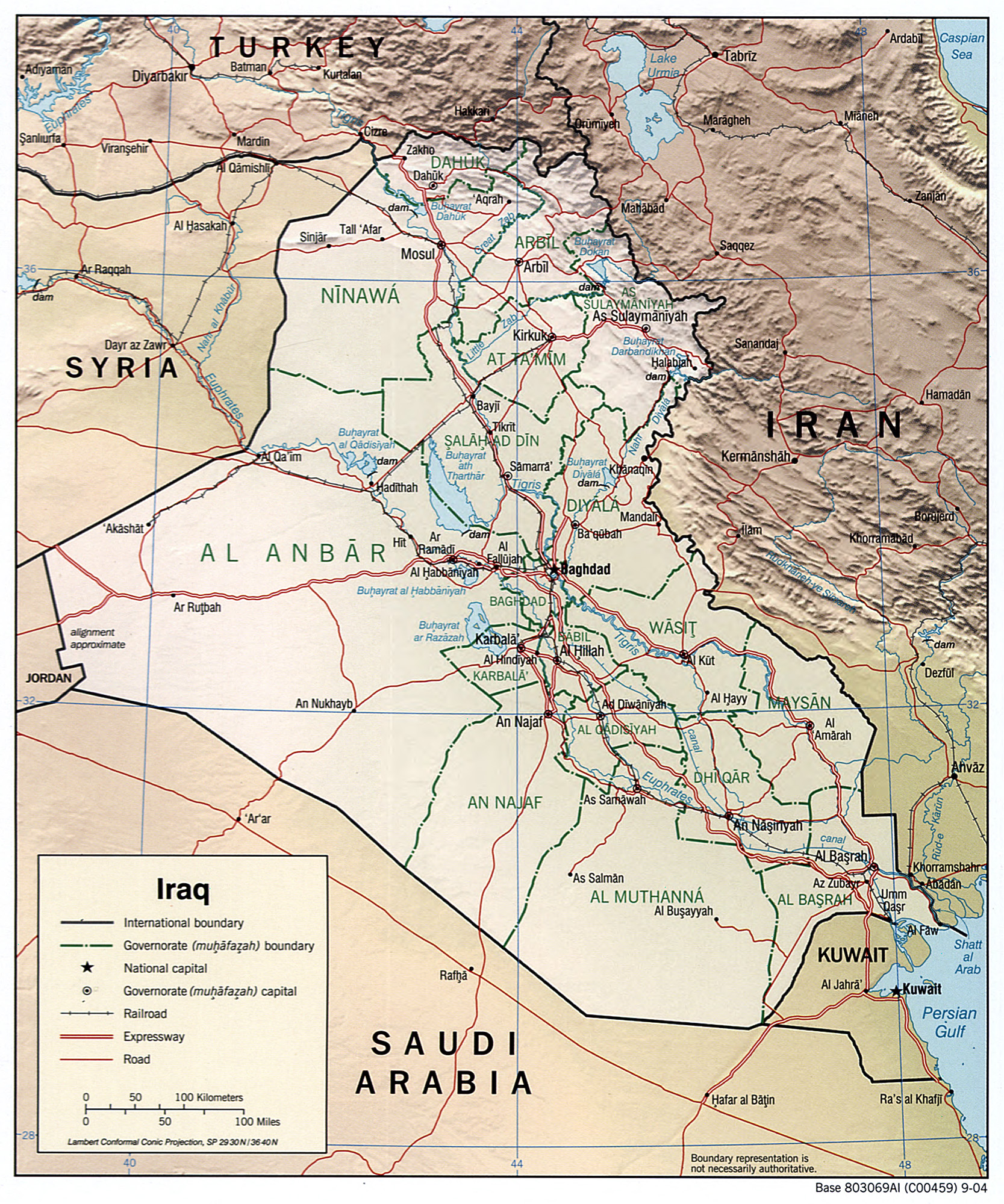
نقشه سیاسی عراق

دولت فدرال عراق تحت قانون اساسی فعلی به شکل یک جمهوری فدرالی دموکراتیک پارلمانی اسلامی تعریف می‌شود. دولت فدرال مشتمل بر قوای مجریه، مقننه و قضاییه و کمیسیون‌های مستقل متعدد دیگر است. جدای از دولت فدرال مناطق (مشتمل بر چند استان)، استان‌ها و بخش‌هایی وجود دارند که طبق قانون دارای اختیاراتی هستند.
ائتلاف ملی عراق بزرگ‌ترین گروه شیعهٔ مجلس این کشور است که با ادغام ائتلاف دولت قانون تحت رهبری نخست‌وزیر نوری المالکی و ائتلاف ملی عراق ایجاد شد. ائتلاف میهنی عراق توسط ایاد علاوی رهبری می‌شود؛ فردی سکولار شیعه که مورد حمایت گستردهٔ سنی‌ها قرار دارد. این حزب رویکردهای ضد جدایی طلبانهٔ استوارتری نسبت به رقبای خود دارد. در لیست کردستان دو حزب دموکرات کردستان عراق به رهبری مسعود بارزانی و اتحادیه میهنی کردستان به رهبری جلال طالبانی غلبه دارند. هر دو حزب سکولار هستند و دارای روابط نزدیک با غرب می‌باشند.
بنابر شاخص شکنندگی کشورها، عراق در سال ۲۰۱۰ هفتمین کشور بی‌ثبات از لحاظ سیاسی بوده است. تمرکز قدرت در دست نخست‌وزیر نوری المالکی و افزایش فشار روی اپوزیسیون باعث بروز نگرانی‌هایی پیرامون آیندهٔ حقوق سیاسی در این کشور شد. با این وجود این کشور در سال ۲۰۱۳ پیشرفت کرده و به رتبهٔ ۱۱ام رسید. در مرداد ۱۳۹۳ مالکی از قدرت کناره گرفت. او در ۲۳ مرداد ۱۳۹۳ اعلام کرد که کنار می‌ایستد تا حیدر العبادی که چند روز قبل توسط رئیس‌جمهور فؤاد معصوم نامزد شده بود قدرت را در دست گیرد. تا آن زمان مالکی به قدرت تکیه زده بود و از دادگاه فدرال خواسته بود تا نامزدی رئیس‌جمهور را وتو کند زیرا خلاف قانون اساسی است.
از زمان تشکیل منطقهٔ پرواز ممنوع بعد از جنگ خلیج فارس کردها برای خود منطقهٔ خودمختار به وجود آوردند. این مسئله تا به حال باعث بروز تنش‌هایی با ترکیه شده است.

### قانون

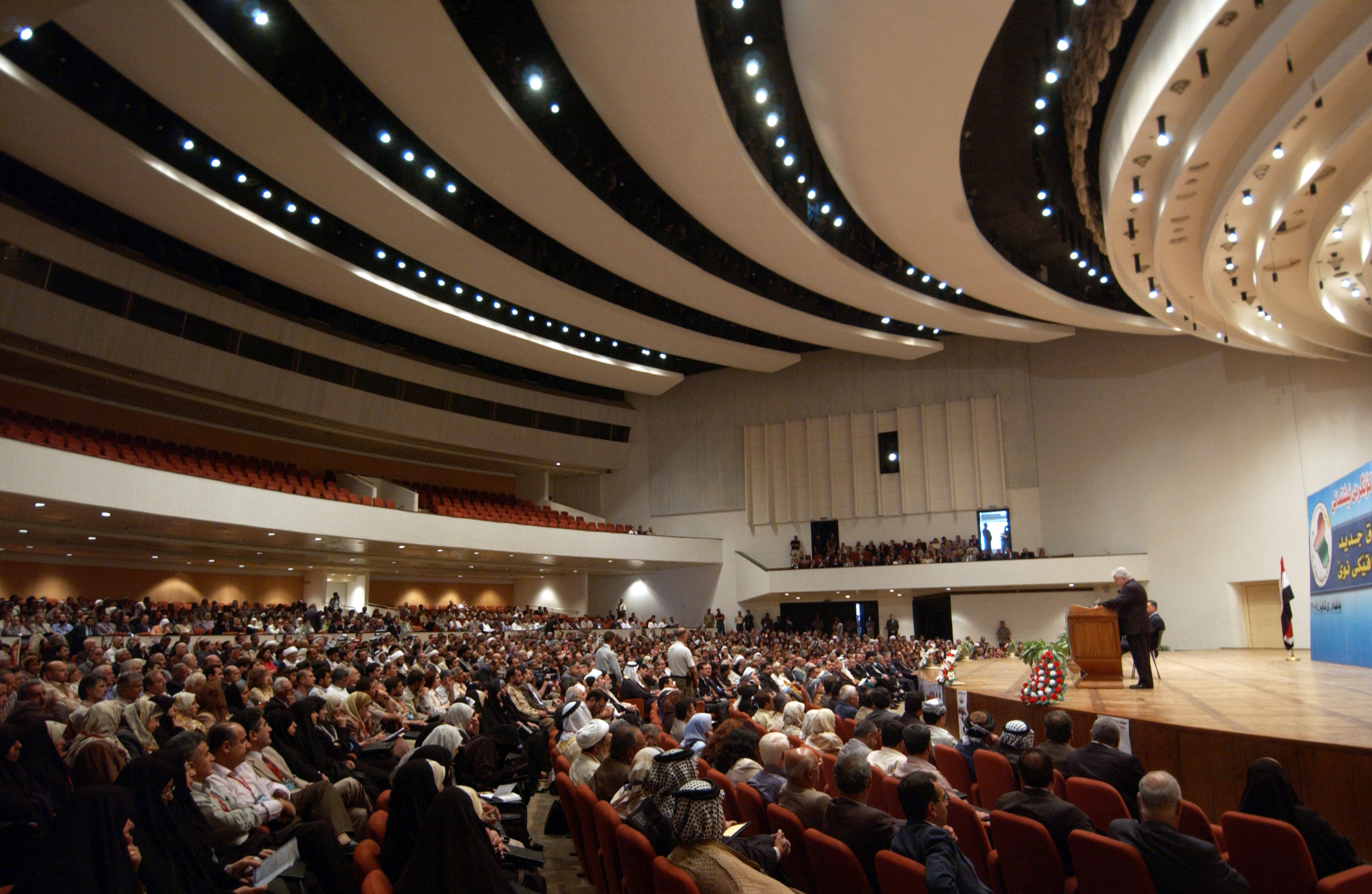
مجلس نمایندگان عراق

قانون اساسی عراق در مهرماه ۱۳۸۴ طی یک رفراندوم با اکثریت ۷۸ درصدی به تصویب رسید. این درصد در مناطق مختلف اختلاف فاحشی داشت. شیعیان و کردها از قانون اساسی جدید حمایت می‌کردند اما اعراب سنی آن را رد کردند. نخستین انتخابات سراسری پارلمانی طبق این قانون اساسی در ۲۴ آذر ۱۳۸۴ برگزار شد. تمام گروه‌های قومیتی از جمله اقلیت‌های آشوری و ترکمن در این انتخابات شرکت کردند.
قانون شمارهٔ ۱۸۸ مصوب ۱۳۳۸ (قانون احوال شخصیه) اختیار چند همسر را بسیار سخت کرده، حضانت کودک را بعد از طلاق به مادر داده و ازدواج زیر ۱۶ سال را ممنوع کرده است. اسلام به عنوان منبعی رسمی برای قانونگذاری در ماده اول قانون مدنی مورد اشاره قرار گرفته است. عراق دادگاه‌های اسلامی ندارد اما دادگاه‌های مدنی از فقه اسلامی برای رسیدگی به احوالات شخصیه نظیر ازدواج و طلاق استفاده می‌کنند. از سال ۱۳۷۴ عراق از شریعت اسلام برای جزای بزه‌های جنایی استفاده کرد. این قانون بنابر قانون مدنی فرانسه و تفاسیر سنی و شیعی (جعفری) از اسلام می‌باشد.
پل برمر حاکم موقت عراق در سال ۱۳۸۳ اعلام کرد که هر گونه پیش‌نویس قانون اساسی که مبتنی بر اسلام باشد را رد خواهد کرد. این سخن بسیاری از روحانیون شیعی را خشمگین ساخت. در نتیجه ایالات متحده در ۱۳۸۴ از موضع خود دست کشید و با نقش دین اسلام در قانون اساسی موافقت کرد تا بن‌بستی که در نگارش متن پیش‌نویس ایجاد شده بود پایان گیرد.
قانون جزای عراق، قانون حقوقی این کشور است.

### نیروهای مسلح

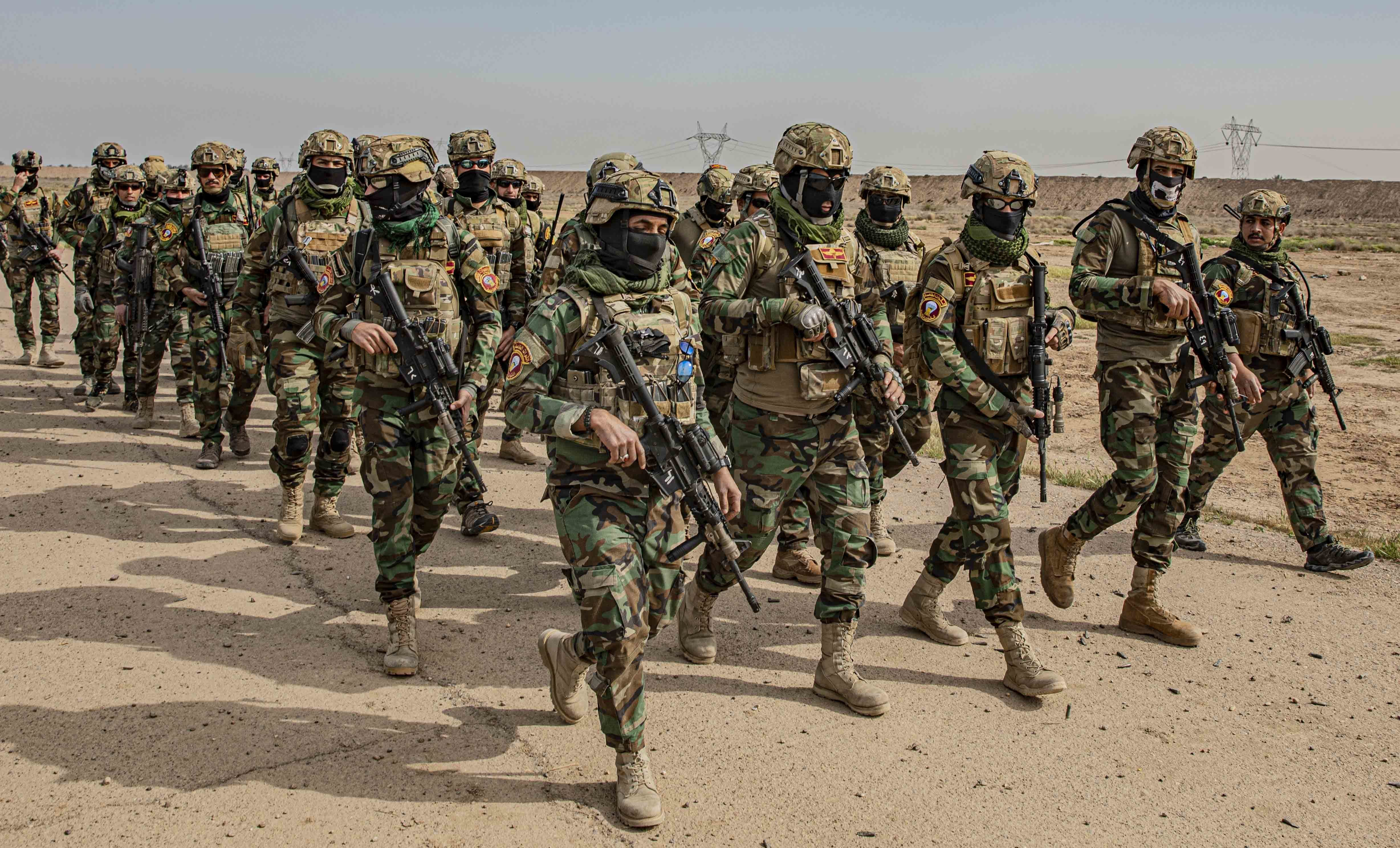
ارتش عراق

نیروهای مسلح عراق تحت فرمان وزارت کشور و وزارت دفاع کار می‌کنند. همچنین بخشی از این نیروها با عنوان نیروی عملیات‌های ویژه با هدایت دفتر مقابله با تروریسم تحت نظر مستقیم نخست‌وزیر فعالیت دارند. نیروهای وزارت دفاع عبارتند از نیروی زمینی، نیروی هوایی و نیروی دریایی. پیشمرگه نیروی مسلح دیگری است که تحت فرمان حکومت اقلیم کردستان عراق است. دولت محلی و دولت مرکزی بر سر میزان فرمانبری این نیرو از بغداد اختلاف نظر دارند.
نیروی زمینی عراق نیرویی ضدشورش است که تا آبان ۱۳۸۸ دارای ۱۴ لشکر بود و هر لشکر از ۴ تیپ تشکیل یافته‌بود. این نیرو را مهم‌ترین عنصر در درگیری‌های ضدشورشی توصیف می‌کنند. تیپ‌های پیادهٔ سبک دارای سلاح‌های کوچک، مسلسل، آرپی‌جی، لباس ضدگلوله و خودروهای زرهی سبک هستند. تیپ‌های پیادهٔ مکانیزه مسلح به تانک‌های اصلی میدان نبرد تی ۵۴/۵۵ و خودرو جنگی پیاده‌نظام مدل بی‌ام‌پی-۱ می‌باشند. در میانه‌های سال ۱۳۸۷ مشکلات مربوط به نگهداری و تأمین تجهیزات در این نیروها بروز کرد.
آماج نیروی هوایی عراق پشتیبانی از نیروهای زمینی، شناسایی و ترابری یگان‌ها است. دو اسکادران شناسایی از هواپیماهای سبک استفاده می‌کنند. سه اسکادران بالگرد برای انتقال نیروها و یک اسکادران ترابری از هواپیمای سی-۱۳۰ برای انتقال نیرو، تجهیزات و آماد استفاده می‌کند. پرسنل این نیرو هم‌اکنون حدود ۳۰۰۰ نفر است. طبق برنامه قرار است تعداد این نیروها تا سال ۱۳۹۷ به ۱۸۰۰۰ نفر و ۵۵۰ پرنده برسد.
نیروی دریایی عراق نیرویی کوچک است و از ۵۰۰۰ افسر و ملوان که از میان آن‌ها ۸۰۰ نفر تفنگدار دریایی هستند تشکیل یافته. آماج این نیروها حفاظت از خط ساحلی و راه‌آب‌های سرزمینی در مقابل نفوذ شورشیان است. همچنین این نیرو موظف به مراقبت از سکوهای نفتی فراساحل عراق است.

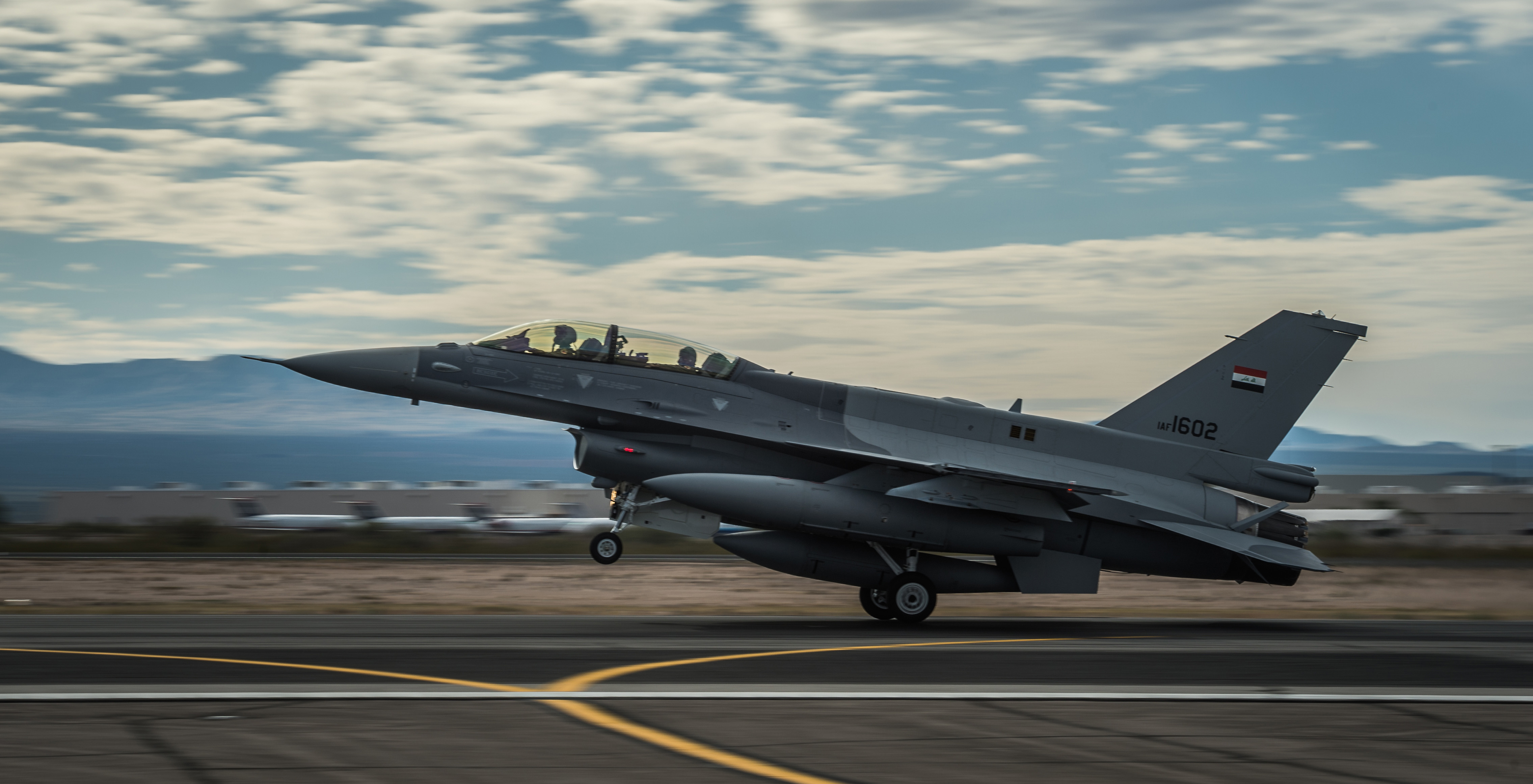
جنگنده جنرال داینامیکس اف-۱۶ فایتینگ فالکنارتش عراق
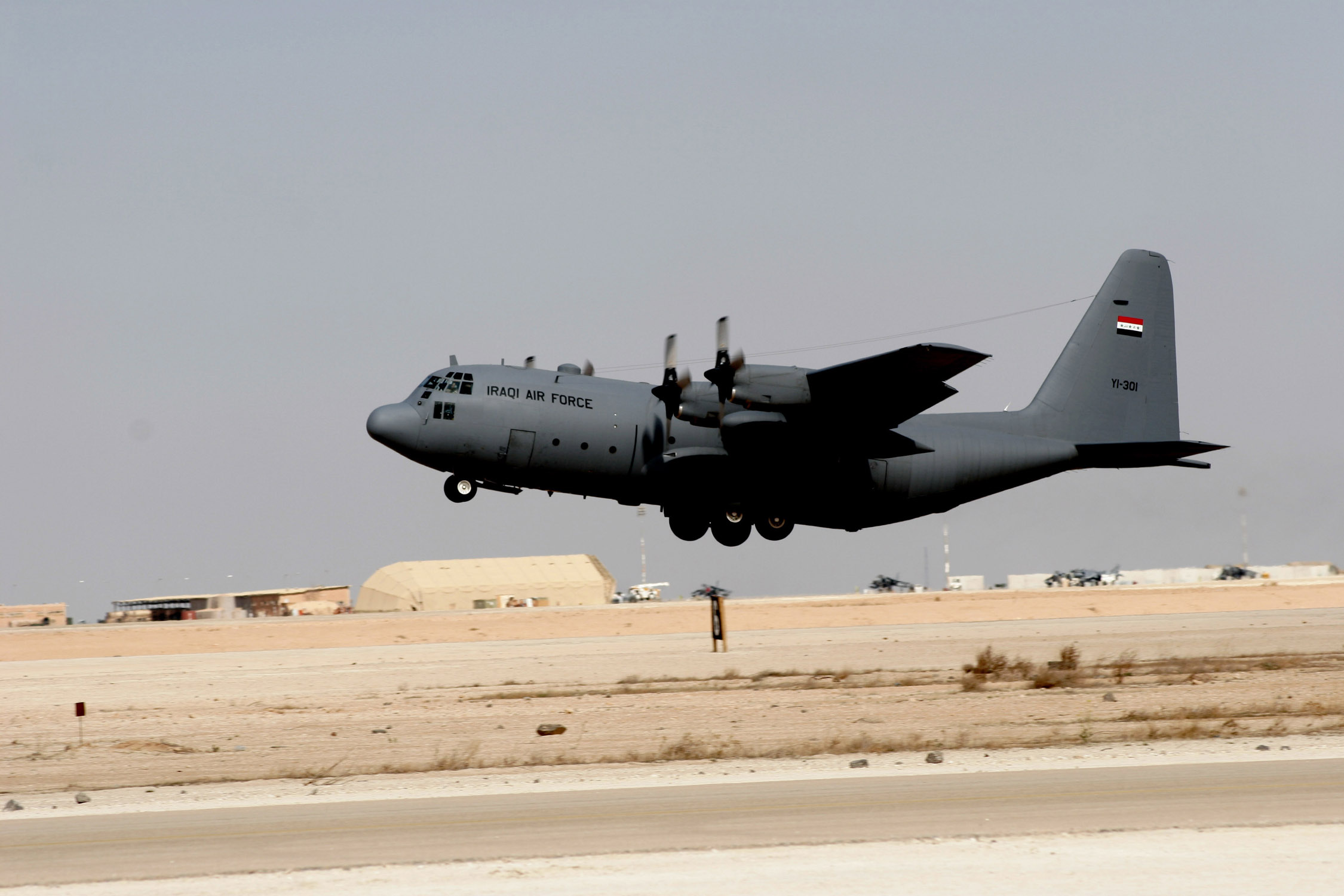
هواپیمای لاکهید سی-۱۳۰ هرکولس ارتش عراق
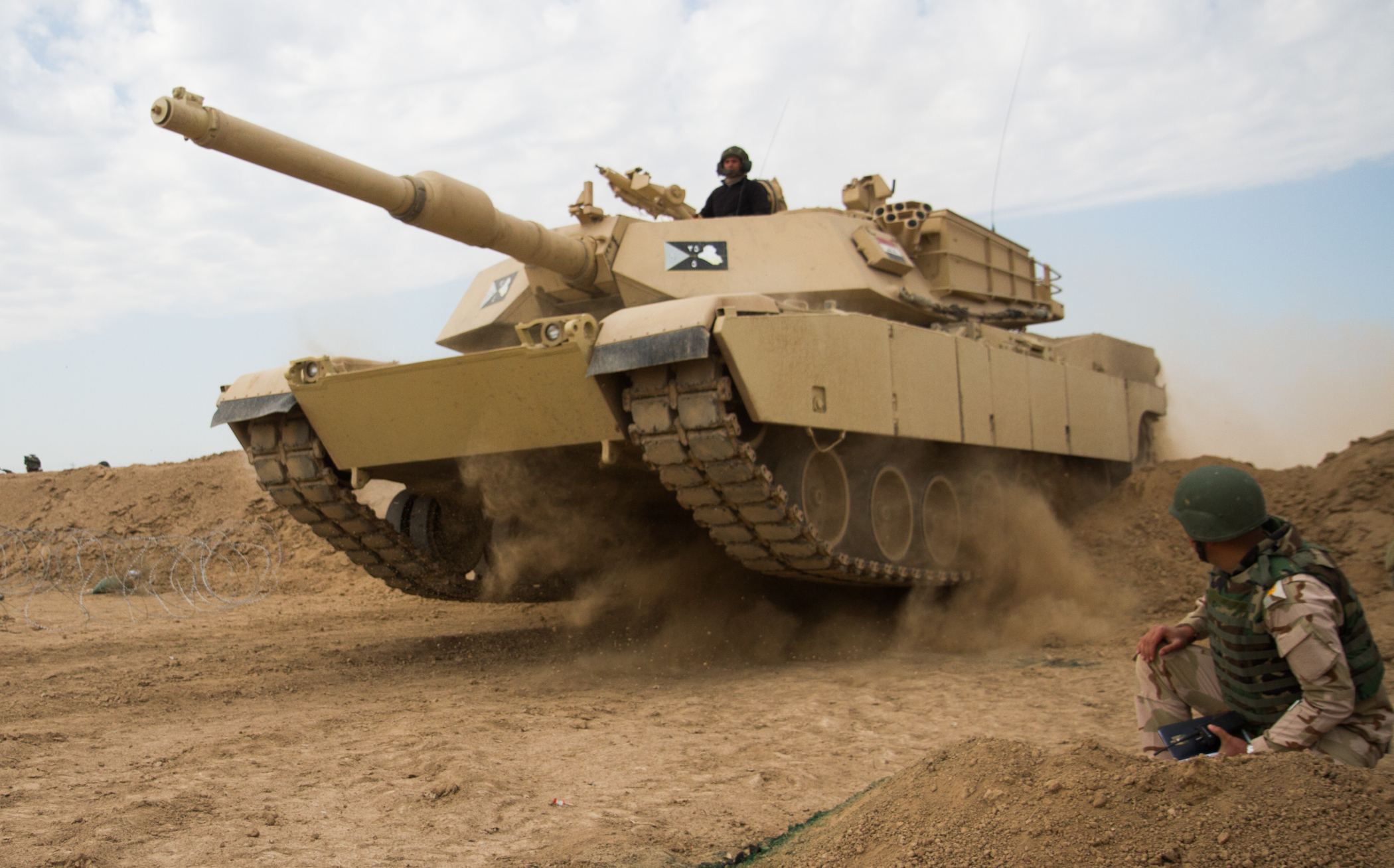
تانک ام۱ آبرامز ارتش عراق از سال ۲۰۱۵
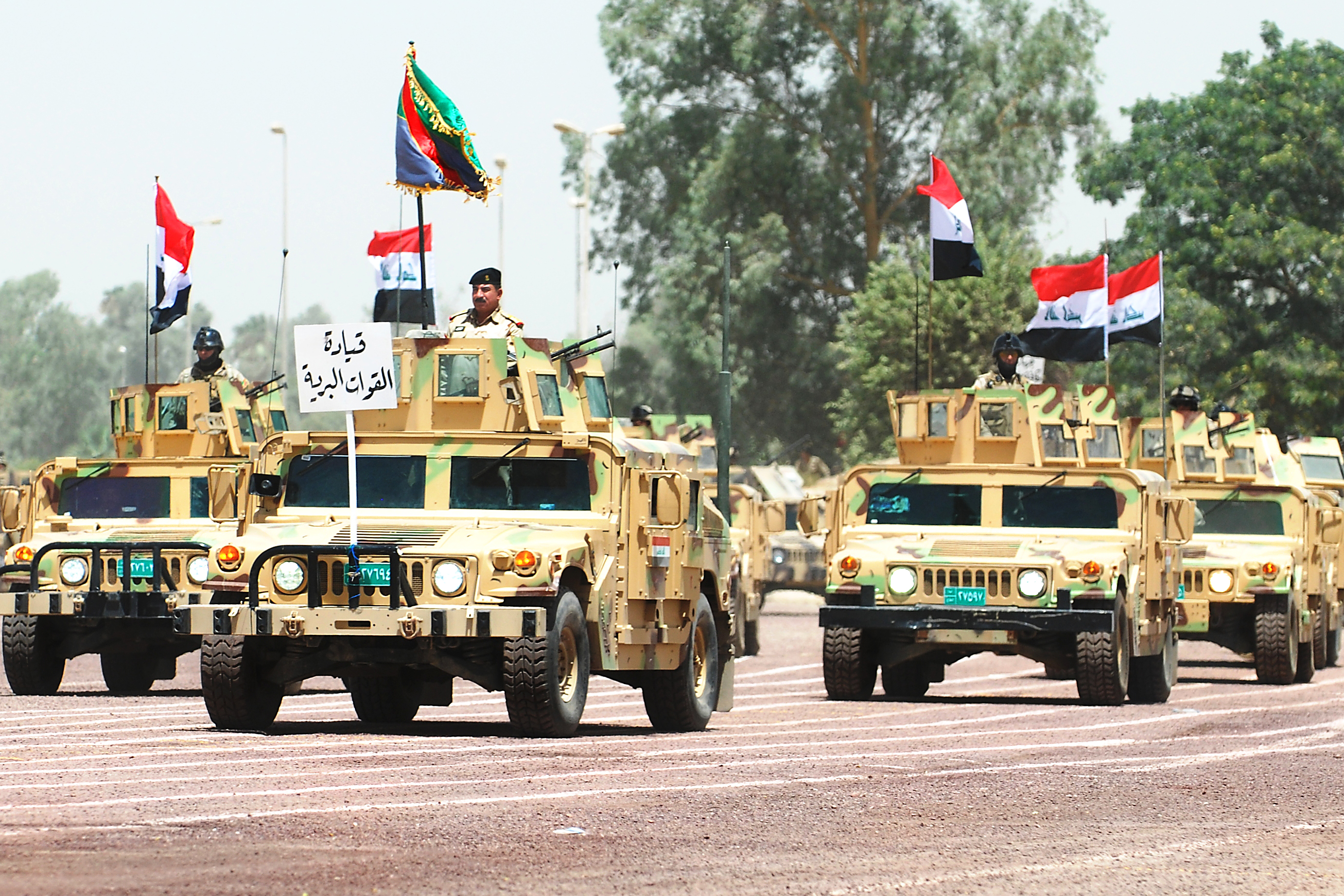
هاموی رژه ارتش عراق در بغداد
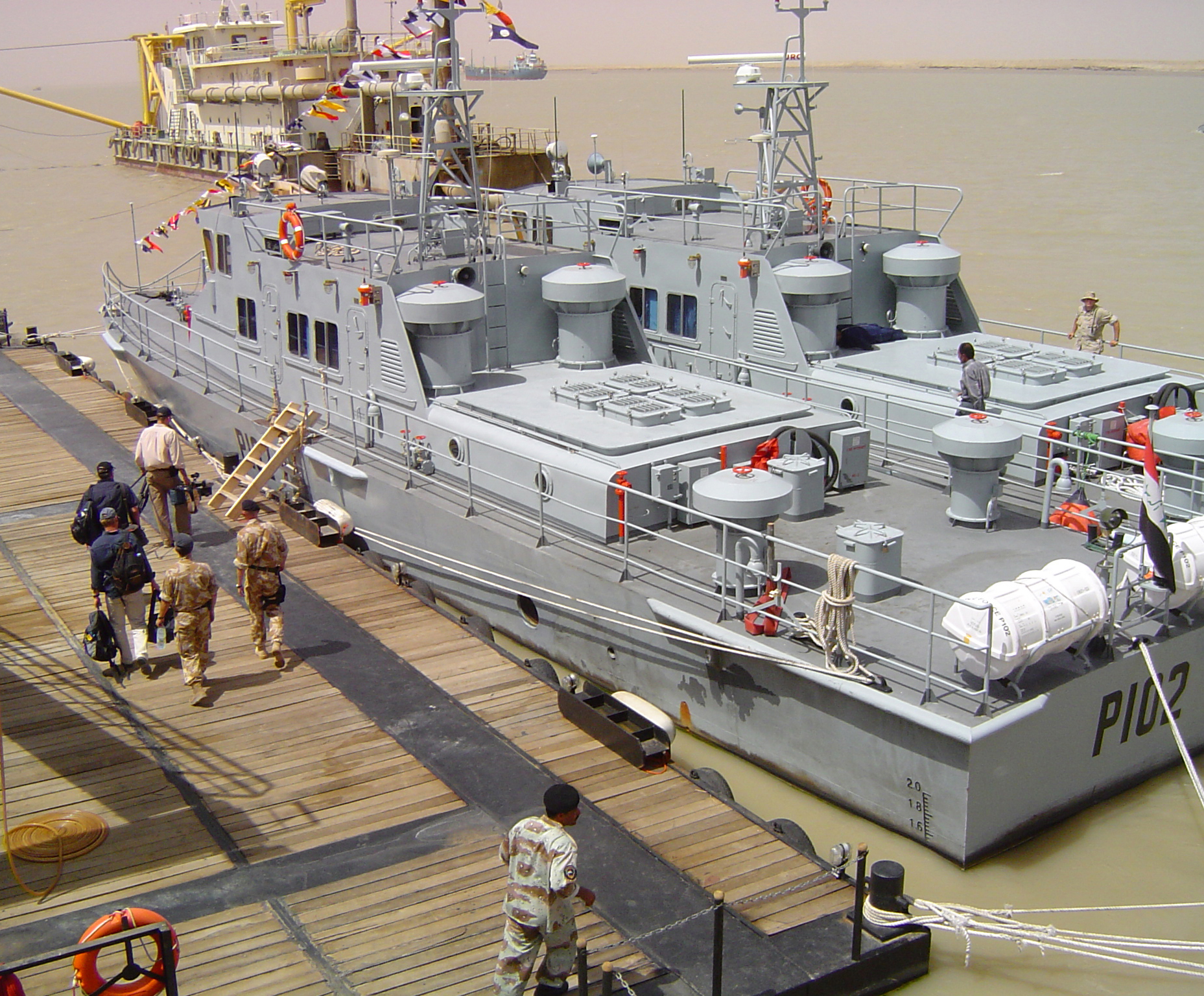
قایق گشتی عراقی

### روابط خارجی

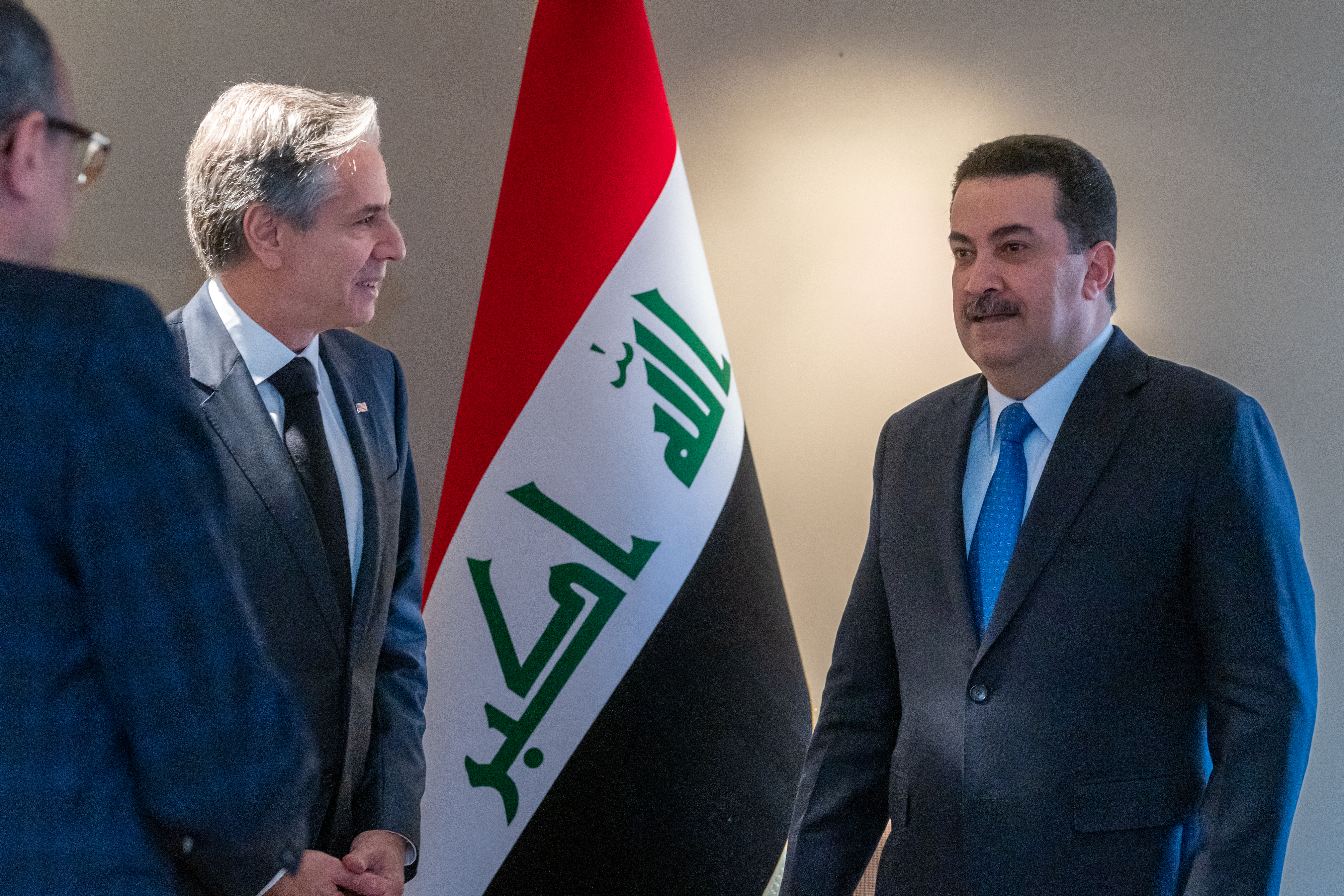
محمد شیاع السودانی نخست‌وزیر عراق و آنتونی بلینکن وزیر امورخارجه آمریکا

عراق و ایالات متحده در ۲۷ آبان ۱۳۸۷ اقدام به امضای موافقت‌نامه وضعیت نیروها کردند. این موافقت‌نامه بخشی از موافقت‌نامهٔ وسیع‌ترِ چارچوب راهبردی تلقی می‌شود. در بخشی از این موافقت‌نامه آمده است «دولت عراق خواستار آن است» که نیروهای ایالات متحده به‌طور موقت در عراق بمانند تا «امنیت و ثبات را حفظ کنند». نیروهای آمریکایی طبق این موافقت‌نامه هنگامی که در پایگاه‌های خود نیستند یا به مأموریت رفته‌اند تحت حوزهٔ قضایی عراق قرار می‌گیرند.
عراق در ۲۴ بهمن ۱۳۸۷ رسماً ۱۸۶مین به عضویت کنوانسیون بین‌المللی منع جنگ‌افزارهای شیمیایی درآمد. این کشور بر اساس مفاد این پیمان، به عنوان عضوی تلقی می‌شود که میزان سلاح‌های شیمیایی خود را اعلام کرده است. از آن جا که عراق خیلی دیر به این کنوانسیون پیوسته است، از شمول کشورهایی که در جدول زمانی نابودی سلاح‌های شیمیایی قرار دارند خارج است.
روابط ایران و عراق با تشکیل دولت جدید عراق در سال ۱۳۸۴ تا بالاترین حد افزایش پیدا کرد. نخست‌وزیر نوری المالکی و جلال طالبانی بارها از ایران دیدن کردند تا همکاری‌های دوجانبه در تمام زمینه‌ها بین دو کشور افزایش یابد. روابط بعد از مالکی نیز همچنان خوب تلقی می‌شود.
روابط عراق و ترکیه پرتنش است که دلیل اصلی آن حکومت اقلیم کردستان می‌باشد. در مهر ۱۳۹۰ پارلمان ترکیه قانونی را تصحیح کرد که طبق آن نیروهای ترکیه می‌توانند برای تعقیب شورشیان کرد وارد عراق شوند.

### حقوق بشر

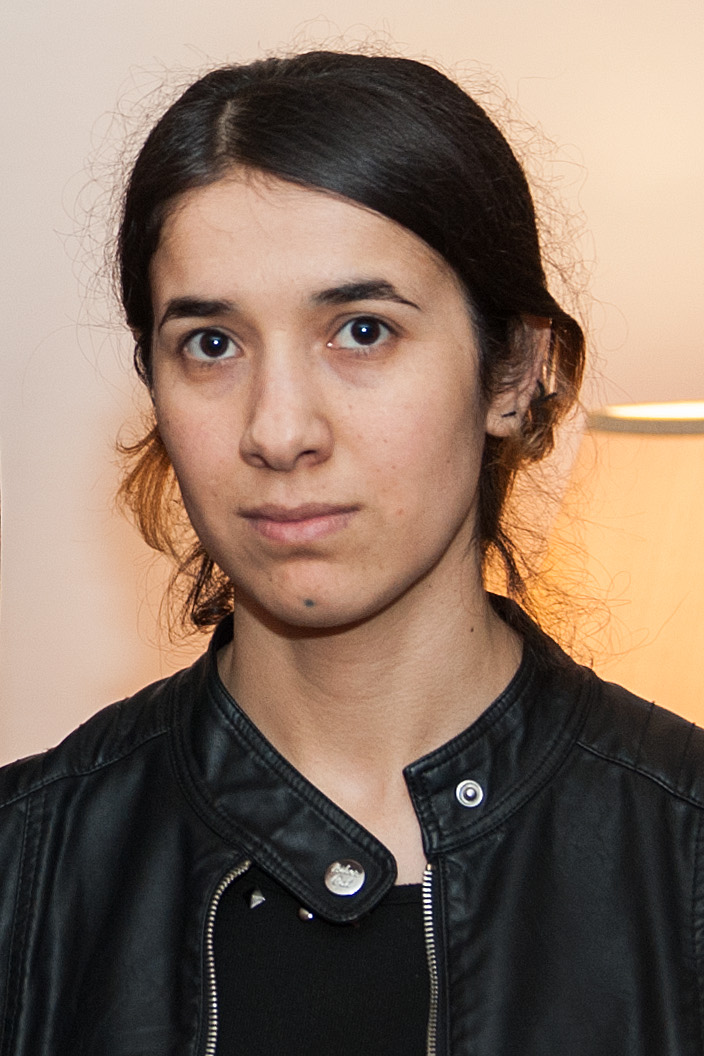
نادیه مراد کنشگر عراقی و یکی از قربانیان داعش

روابط بین حکومت عراق و جمعیت کُرد این کشور در دهه‌های گذشته تلخ بوده است به ویژه آنکه کشتارهای صدام حسین در دهه ۱۹۸۰ ضربات سنگینی به این مردم وارد آورد. پس از قیام‌هایی که در دههٔ ۹۰ میلادی در عراق رخ داد بسیاری از کردها از سکونت‌گاه‌های خود فرار کردند و سازمان ملل منطقهٔ پرواز ممنوع در شمال عراق تشکیل داد تا از ادامهٔ درگیری‌ها ممانعت به عمل آورد. با این وجود بعد از سقوط رژیم بعث و استقرار نظام جدید پیشرفت زیادی در این روابط ایجاد شد به‌طوری‌که نخستین رئیس‌جمهور کرد به نام جلال طالبانی در سال ۱۳۸۴ در عراق به قدرت رسید. همچنین بر اساس مادهٔ ۴ قانون اساسی جدید عراق زبان کردی در کنار زبان عربی یکی از زبان‌های رسمی این کشور به‌شمار می‌رود.
حقوق دگرباشان جنسی در عراق محدود مانده است. هر چند از این عمل جرم‌زدایی شده اما هم‌جنس‌گرایی همچنان در فرهنگ عراق قبیح تلقی می‌شود. مضروب کردن افراد به دلیل هویت و میل جنسی در این کشور امری غیرعادی نیست و معمولاً تحت عنوان دفاع از ناموس خانواده توجیه می‌شود. افرادی که لباس و مدل موی بارز غربی داشته باشند ممکن است دچار سرنوشت مشابه هم‌جنسگرایان شوند. مقاله‌ای که در وبگاه بی‌بی‌سی همراه با مصاحبه با هم‌جنس‌گرایان و تغییر جنس داده‌ها در سال ۱۳۸۸ منتشر شد مدعی است دگرباشان جنسی در زمان حکومت صدام حسین با خشونت کمتری مواجه بودند.

### تقسیمات کشوری
عراق دارای هجده استان (به عربی: محافظة) (به کردی: پارێزگا) می‌باشد. هر استان به چند شهرستان (به عربی: قضاء) تقسیم شده است. اقلیم کردستان عراق تنها ناحیهٔ تعریف‌شده در قانون عراق است که برای خود دولت و ارتش نیمه‌رسمی به نام پیشمرگه دارد.
1. بغداد
2. صلاح‌الدین
3. دیاله
4. واسط
5. میسان
6. بصره
7. ذی‌قار
8. مثنی
9. قادسیه
10. بابل
11. کربلا
12. نجف
13. انبار
14. نینوا
15. دهوک
16. اربیل
17. کرکوک
18. سلیمانیه
19. حلبچه

در ۲۵ اسفند ۱۳۹۲ مسعود بارزانی بخشنامه‌ای برای تبدیل شهرستان حلبچه به استان ابلاغ کرد و حلبچه نوزدهمین استان عراق شد.

#### شهرهای بزرگ عراق
| شهر      | جمعیت     |
| -------- | --------- |
| بغداد    | ۷٬۲۱۶٬۰۰۰ |
| بصره     | ۲٬۶۰۰٬۰۰۰ |
| اربیل    | ۲٬۲۹۳٬۸۳۹ |
| موصل     | ۱٬۷۳۳٬۰۰۰ |
| سلیمانیه | ۸۷۸٬۱۴۶   |
| کرکوک    | ۶۰۲٬۰۰۰   |
| نجف      | ۴۸۳٬۰۰۰   |
| کربلا    | ۴۳۵٬۰۰۰   |
| ناصریه   | ۴۰۱٬۰۰۰   |
| حله      | ۲۹۰٬۰۰۰   |

## اقتصاد

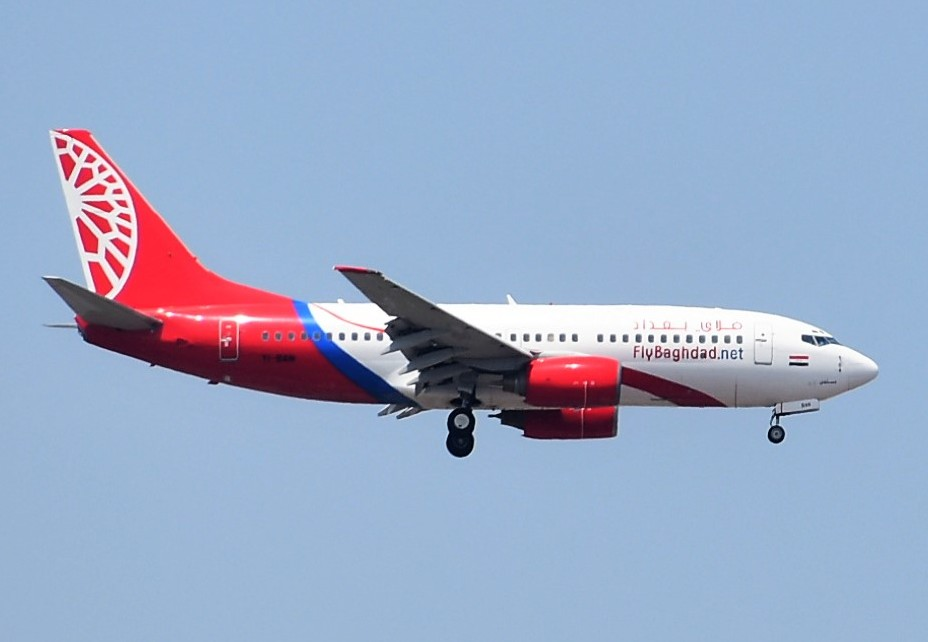
بوئینگ ۷۳۷ فلای بغداد

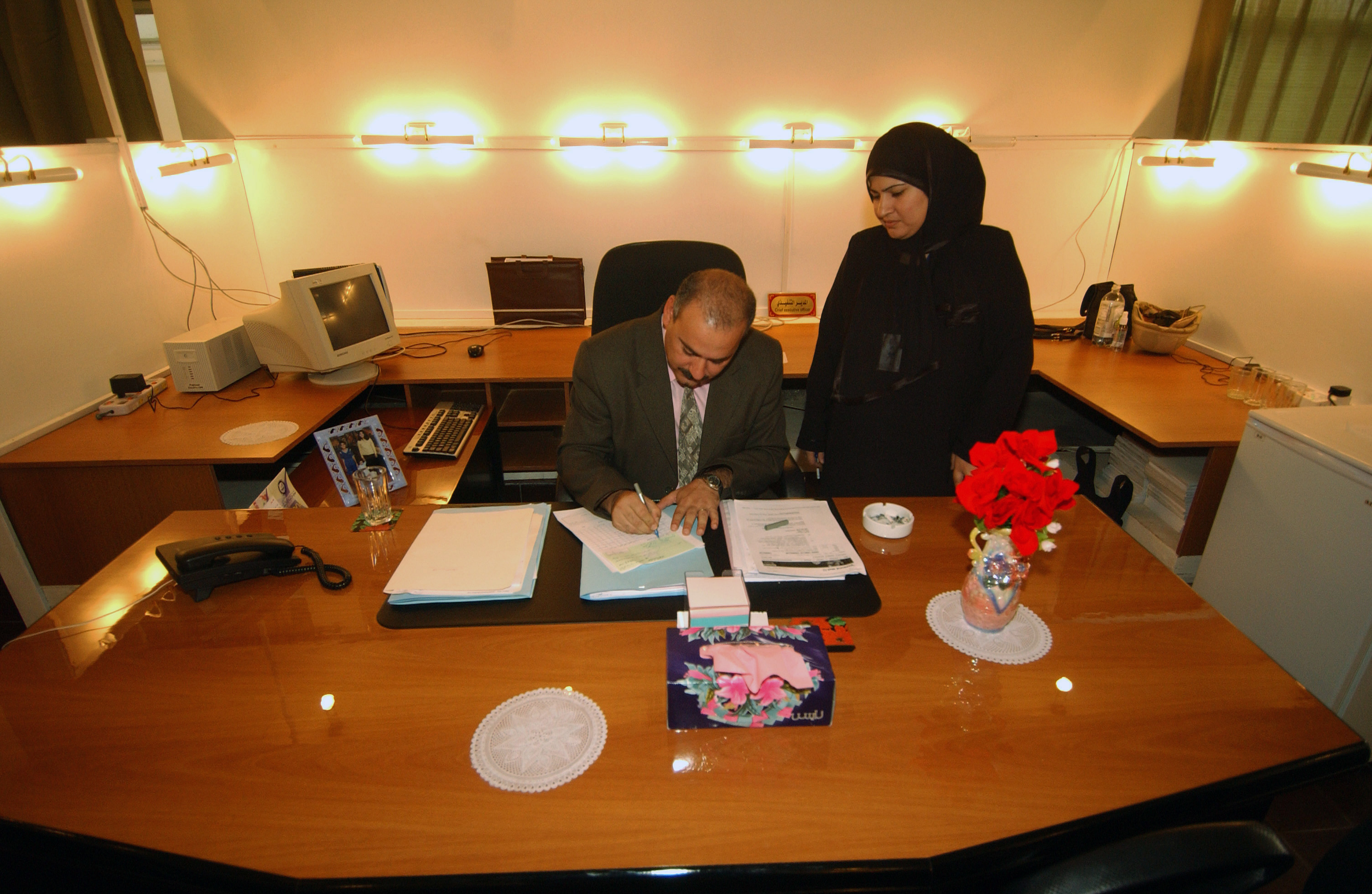
بورس اوراق بهادار عراق

صادرات نفت از گذشته نقش اصلی را در اقتصاد عراق بر عهده داشته به‌طوری‌که ۹۵٪ از درآمد خارجی این کشور را تشکیل می‌دهد. عدم توسعه در سایر زمینه‌ها باعث بروز بیکاری ۱۸ تا ۳۰ درصدی و درآمد سرانهٔ ۴۰۰۰ دلاری شده است.

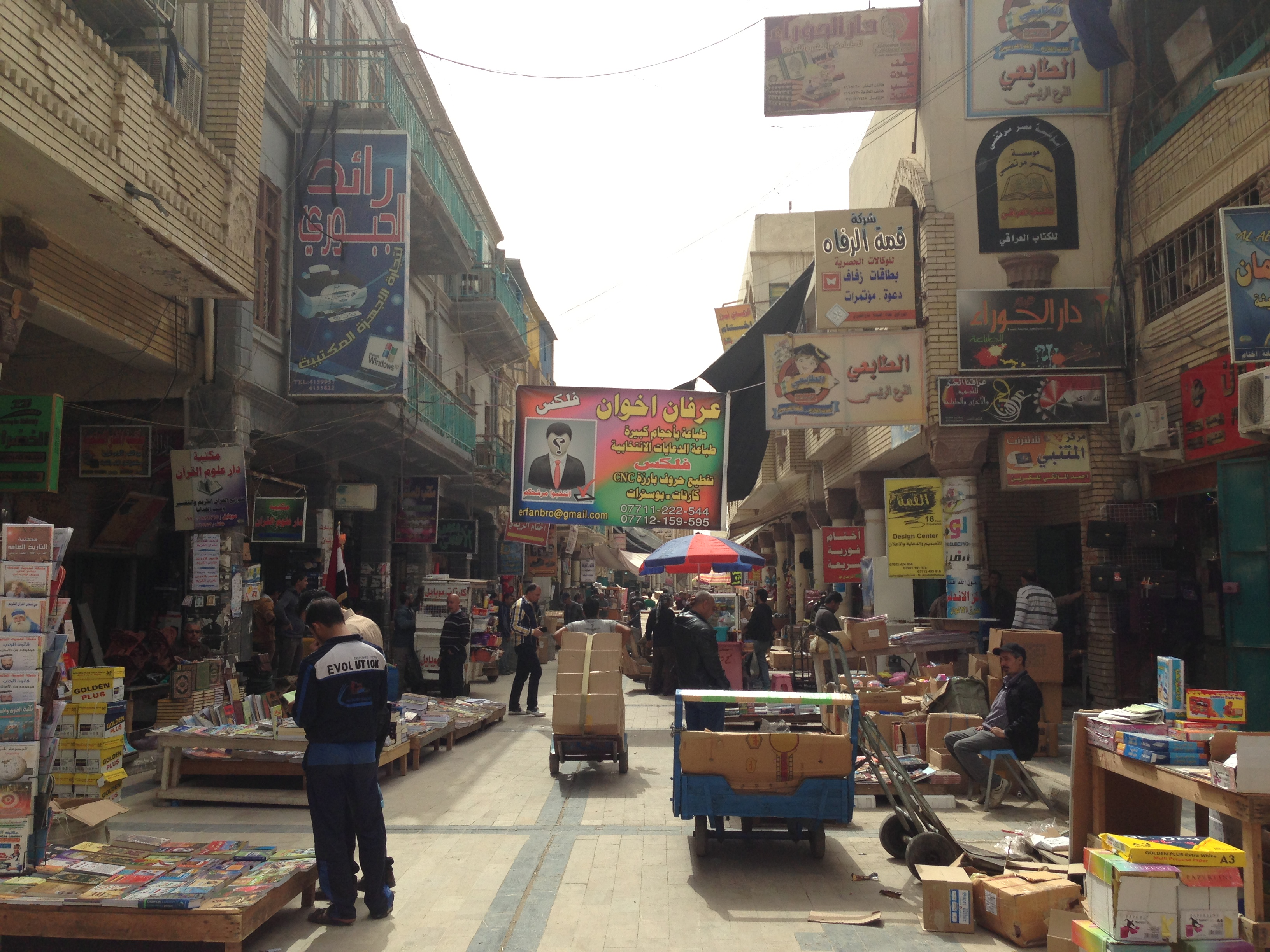
بازاری در بغداد، اسفند ۱۳۹۱

در سال ۲۰۱۱ استخدام تمام‌وقت در بخش عمومی نزدیک به ۶۰ درصد از کل استخدام‌ها را شامل می‌شد. بخش صادرات نفت شغل‌های بسیار کمی برای عراقی‌ها ایجاد کرده است. در حال حاضر درصد پایینی از خانم‌ها (بالاترین تخمین‌ها در سال ۲۰۱۱ حدود ۲۲٪ بوده) به‌طور رسمی کار می‌کنند.
اقتصاد دستوری عراق پیش از اشغال این کشور توسط آمریکا، هر گونه مالکیت تجاری در عراق توسط خارجی‌ها را ممنوع کرده‌بود، بسیاری از صنایع بزرگ را به شکل دولتی اداره می‌کرد و تعرفه‌های شدیدی بر کالاهای خارجی وارد می‌ساخت. اما بعد از اشغال عراق در سال ۱۳۸۲ حکومت ائتلاف موقت عراق به سرعت دستورهای الزام‌آوری پیرامون خصوصی‌سازی اقتصاد عراق و گشایش آن به روی سرمایه‌گذاران خارجی صادر کرد.
باشگاه پاریس در ۲۰ نوامبر ۲۰۰۴ قبول کرد تا ۸۰٪ (معادل ۳۳ میلیارد دلار) از بدهی ۴۲ میلیارد دلاری عراق به کشورهای عضو این باشگاه را ببخشد. کل بدهی خارجی عراق در سال ۲۰۰۳ معادل ۱۲۰ میلیارد دلار بود که تا سال ۲۰۰۴ پنج میلیارد دلار دیگر به آن اضافه شده بود.
بانک سیتی‌گروپ در فوریه ۲۰۱۱ عراق را در زمرهٔ کشورهای 3G قرار داد؛ یعنی کشورهایی که پتانسیل رشد اقتصاد جهانی در آینده را دارند و می‌توانند سود خوبی به سرمایه‌گذاران خارجی بدهند.
واحد پول رسمی عراق دینار است. حکومت ائتلاف موقت با کمک شرکت دلارو اسکناس و سکه‌های جدیدی بر اساس آخرین فنون ضد جعل چاپ و ضرب کرد.
تخمین‌ها حاکی از آن است که چهار سال بعد از حمله به عراق ۲٫۴ میلیون عراقی همچنان آواره بودند و دو میلیون پناهجو خارج از عراق وجود داشتند. چهار میلیون عراقی از امنیت غذایی برخوردار نبوده و یک چهارم کودکان دچار سوءتغذیه بودند. تنها یک سوم کودکان عراقی به آب آشامیدنی سالم دسترسی داشتند.
بنابر پژوهش مؤسسه توسعهٔ فرامرزی، سازمان‌های مردم‌نهاد بین‌المللی برای انجام فعالیت در عراق دچار چالش هستند. آن‌ها کمک‌های خود را اغلب به صورت پراکنده، مخفیانه و تحت شرایط ناامن انجام می‌دهند. تأمین مالی به صورت هماهنگ‌شده انجام نمی‌شود و ظرفیت عملیاتی پایین و اطلاعات ناقص آن‌ها را می‌آزارد. این سازمان‌ها مورد تهاجم گروه‌های پیکارجو قرار می‌گیرند و تا سال ۲۰۱۳، ۹۴ نفر از مددکاران آن‌ها کشته، ۲۴۸ نفر زخمی، ۲۴ نفر دستگیر یا بازداشت و ۸۹ نفر گروگان یا مفقود شده‌اند.
صنعت گردشگری در عراق نیز به خاطر وجود برخی اماکن مهم مذهبی شیعیان، نقش قابل توجهی را در اقتصاد عراق بر عهده دارد. سازمان حج و زیارت ایران در سال ۲۰۱۲ میلادی، با ذکر آمار گردشگران و زائران ایرانی اعلام کرد که هر ساله بیش از یک میلیون و دویست هزار ایرانی، از طریق مرز زمینی و هوایی به کشور عراق اعزام می‌شوند.

### نفت و انرژی

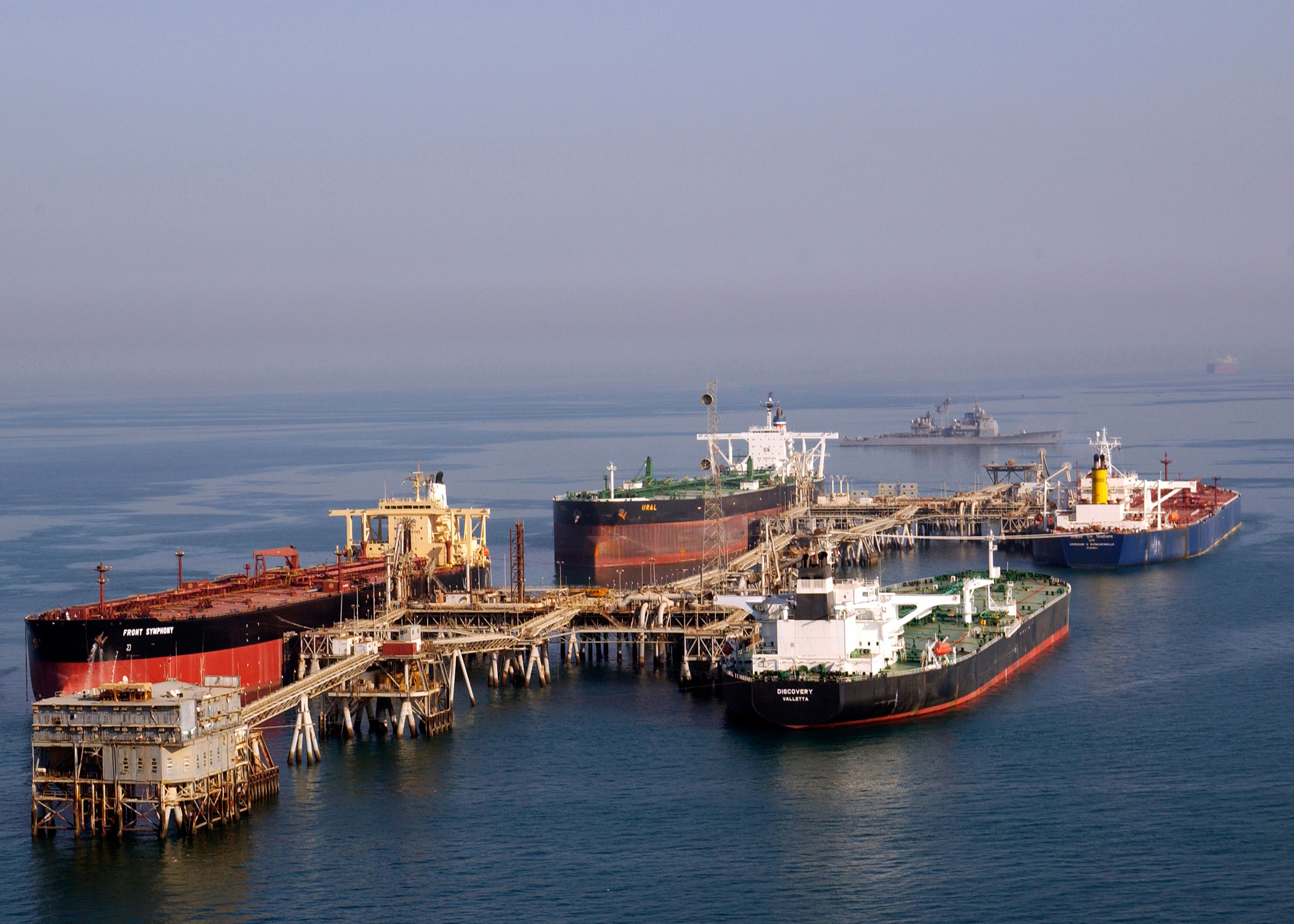
تانکرهای نفتی در پایانهٔ نفتی بصره

بر اساس برخی تخمین‌ها عراق با داشتن ۱۴۰٫۳ میلیارد بشکه نفت ذخیره در میدان‌های نفتی خود پس از ایران در ردهٔ پنجم جهان قرار دارد. این اطلاعات بر اساس تخمین‌های زلزله‌نگاری دوبعدی در سه دهه پیش به دست آمده و احتمال اینکه این کشور میدان‌های نفتی بیشتری داشته باشد بسیار زیاد است. تولید نفت این کشور در سال ۱۳۹۱ به ۳٫۴ میلیون بشکه در روز رسید. در عراق تا سال ۱۳۸۹ تنها ۲ هزار حلقه چاه نفت حفر شده بود در حالی که تنها در تکزاس حدود ۱ میلیون چاه حفر شده است. این در حالی است که عراق خود یکی از مؤسسان اوپک به‌شمار می‌رود.
با وجود درآمدهای میلیاردی عراق از محل صادرات نفت خام، این کشور همچنان توان تولید برق برای نیمی از مردم خویش را ندارد. این مسئله بارها موجب اعتراضات مردمی در فصل تابستان شده است.
بنابر پژوهشی که در اردیبهشت ۱۳۸۶ در آمریکا انجام شد احتمالاً رقمی بین ۱۰۰٬۰۰۰ تا ۳۰۰٬۰۰۰ بشکه نفت در روز از میزان تولید اعلام شدهٔ عراق در طول چهار سال پیش از آن از طریق فساد یا قاچاق به یغما رفته است. شبکهٔ الجزیره در سال ۱۳۸۷ گزارشی در مورد اشکالات محاسباتی دربارهٔ ۱۳ میلیارد بشکه نفت عراق که تحت مراقبت آمریکایی‌ها بوده ارائه داده و مدعی شد ۲٫۶ میلیارد بشکه از این نفت کلاً به حساب نیامده است. برخی گزارش‌ها از کاهش آمار فساد توسط دولت در حوزهٔ نفت حکایت دارند اما همچنان گزارش‌های معتبر و قابل اتکایی مبنی بر ارتشای مقامات دولتی منتشر می‌شوند.
عراق دارای سه پالایشگاه مهم است. پالایشگاه بیجی بزرگ‌ترین پالایشگاه عراق است که در حوالی شهر بیجی در استان صلاح‌الدین واقع شده است. دو پالایشگاه دیگر در بغداد و بصره قرار دارند.

### زیرساخت‌ها
سد حدیثه، دومین سد بزرگ عراق است.

### دامپروری
تعداد دام زنده بر اساس گزارش فائو
| نوع دام | تعداد در سال ۲۰۱۸ |
| ------- | ----------------- |
| گوسفند  | ۶٬۵۰۱٬۰۰۰         |
| گاو     | ۱٬۹۹۶٬۰۰۰         |
| بز      | ۱٬۲۳۰٬۰۰۰         |
| گاومیش  | ۲۱۵٬۶۰۰           |
| شتر     | ۷۹٬۰۰۰            |

## مردم

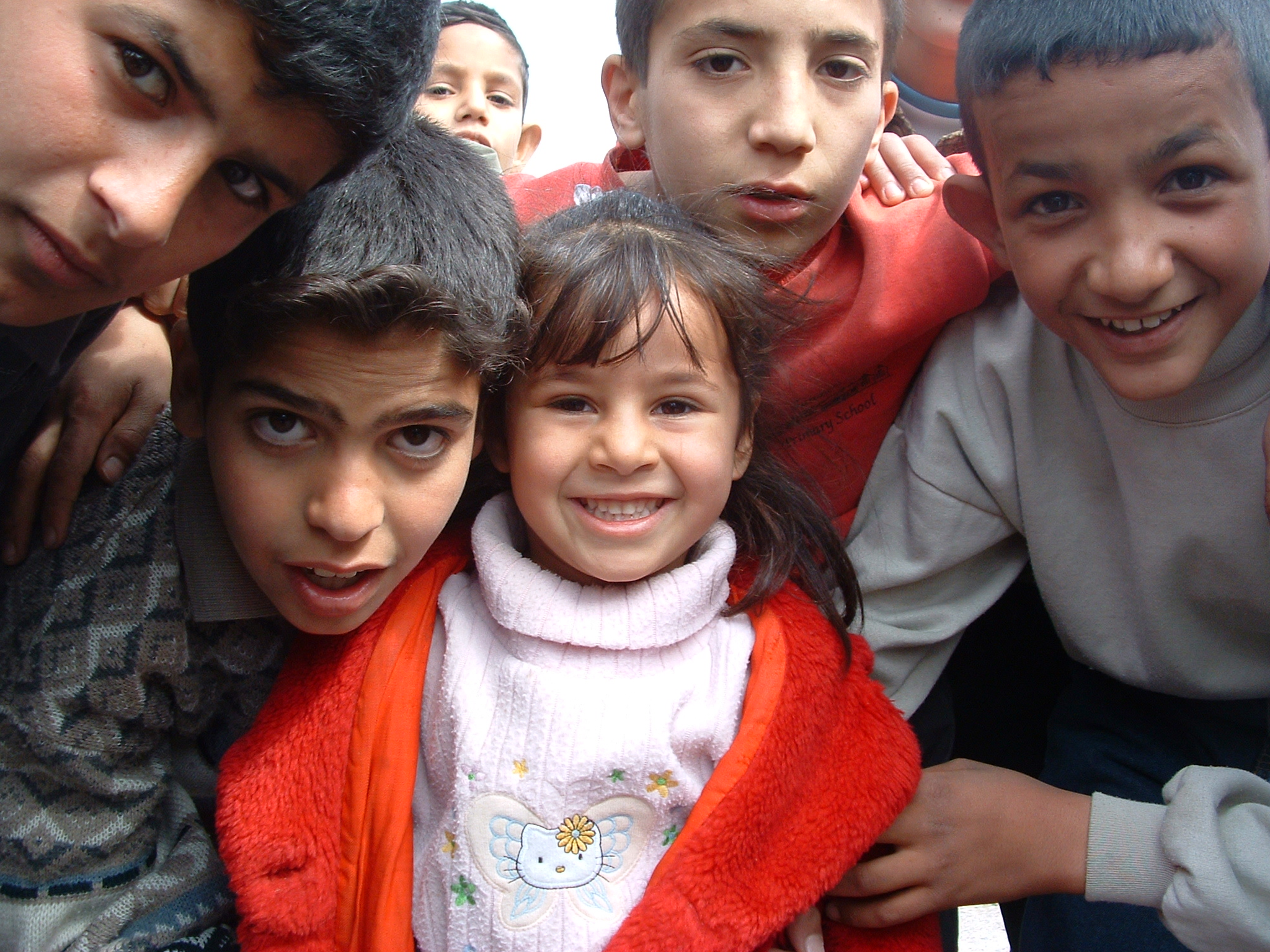
عراق جمعیتی جوان را در خود جای داده است

اعراب شیعه
اعراب سنی
کردهای سنی
آشوری‌ها
کُردهای ایزدی
ترکمن‌های عراقی

عراق کشوری است با قومیت‌های گوناگون و ساکنان آن را عرب، کرد، ترکمن، آشوری، کلدانی، مندایی و غیره تشکیل می‌دهند. کُردها در نواحی شمال و شمال شرقی عراق که به کردستان عراق مشهور است و استان‌های واسط، استان دیاله و میسان زندگی می‌کنند آنها از لحاظ فرهنگی، زبانی و طرز پوشش با عرب‌ها متفاوت‌اند. ۵۹٪ عراقی‌ها مسلمان شیعه، ۴۰٪ مسلمان سنی و باقی آن‌ها مسیحی، مندایی، ایزدی، یارسان، شبک و ... هستند.
کشور عراق از نظر ساختار اجتماعی فرهنگی به سه حوزۀ اصلی کاملاً متفاوت قابل تقسیم است. در حوزۀ مرکزی عراق عرب‌های سنی، در شمال و شرق کردهای مسلمان و در جنوب عرب‌های شیعیان سکونت دارند و هر کدام از این گروه‌ها دارای شاخصه‌های فرهنگی و اجتماعی خاص خود هستند. در کنار و در درون این سه گروه اصلی، هویت‌های فرهنگی اجتماعی کوچک‌تری نظیر ترکمن‌ها، آشوری‌ها، مندایی‌ها و کُردهای ایزیدی، یارسان و شبک نیز وجود دارند که دارای فرهنگ و عقاید متفاوتی می‌باشند.
شیعیان که اکثریت جمعیت عراق را تشکیل می‌دهند، بیشتر در مناطق جنوبی و مرکزی عراق سکونت دارند. وجود مقبره امامان شیعی در شهرهای مقدس عراق همچون کربلا و نجف، و همچنین وجود حوزه علمیه نجف و در نتیجه حضور دایمی علمای شیعی در این شهرها باعث تقویت فرهنگ شیعی شده است و این امر شیعیان عراق را از نظر فرهنگی به ایرانیان شیعی‌مذهب نزدیک ساخته است.
عرب‌های سنی بخش دیگری از ساختار فرهنگی اجتماعی عراق را تشکیل می‌دهند. این بخش از ساختار فرهنگی عراق براساس قومیت عربی و مذهب سنی ایجاد شده و به دلیل حاکمیت اقلیت اعراب سنی در طول دهه‌های گذشته در عراق تقویت شده است. گرایش‌ها و عصبیت عربی این بخش از فرهنگ عراق بسیار قدرتمند بوده و پان عربیسم به عنوان یک ایدئولوژی سیاسی فعال در عراق و حتی جهان عرب در این فرهنگ ریشه داشته است. این بخش از ساختار فرهنگی عراق به دلیل حمایت‌های نظام سیاسی در پی تسلط بر سایر بخش‌ها و همسان‌سازی فرهنگی بوده است.
کردها عموماً در مناطق بلند شمالی، دره‌ها و دشت‌های مجاور آن و در چهار استان سلیمانیه، اربیل، دهوک و کرکوک (تمیم) دیاله و واسط زندگی می‌کنند. به غیر از این مناطق که اکثریت قریب به اتفاق کرد هستند، کردها در مناطق مجاور نیز پراکنده‌اند و جمعیت انبوهی از آنان تا حدود کوت هم پخش شده‌اند. پیوند و همبستگی قبیله‌ای همچنان در میان کُردها باقی مانده و قبایلی چون هرکی، سورچی و زیباری توانسته‌اند زندگی سنتی خود را حفظ کنند.
پس از جنگ کویت و عراق و وضع ممنوعیت پرواز بر فراز مدار ۲۳ درجه در سال ۱۹۹۱، کردهای عراق عملاً توانستند در منطقۀ کردستان عراق قدرت را در دست گرفته و با حل اختلافات درونی و قیام علیه حکومت بعث دولتی منطقه‌ای تأسیس نمایند. این خیزش در فرهنگ سیاسی کردها «راپه‌رین» نامیده می‌شود. پس از دوازده سال و با حملۀ آمریکا به عراق در سال ۲۰۰۳، حکومت خودمختار کردستان در چارچوب جمهوری فدرال عراق به‌طور رسمی تشکیل شد. از سال ۲۰۰۵ و ۲۰۰۶ ریاست جمهوری و وزارت امور خارجه عراق توسط کردها اداره می‌گردد.

## زبان

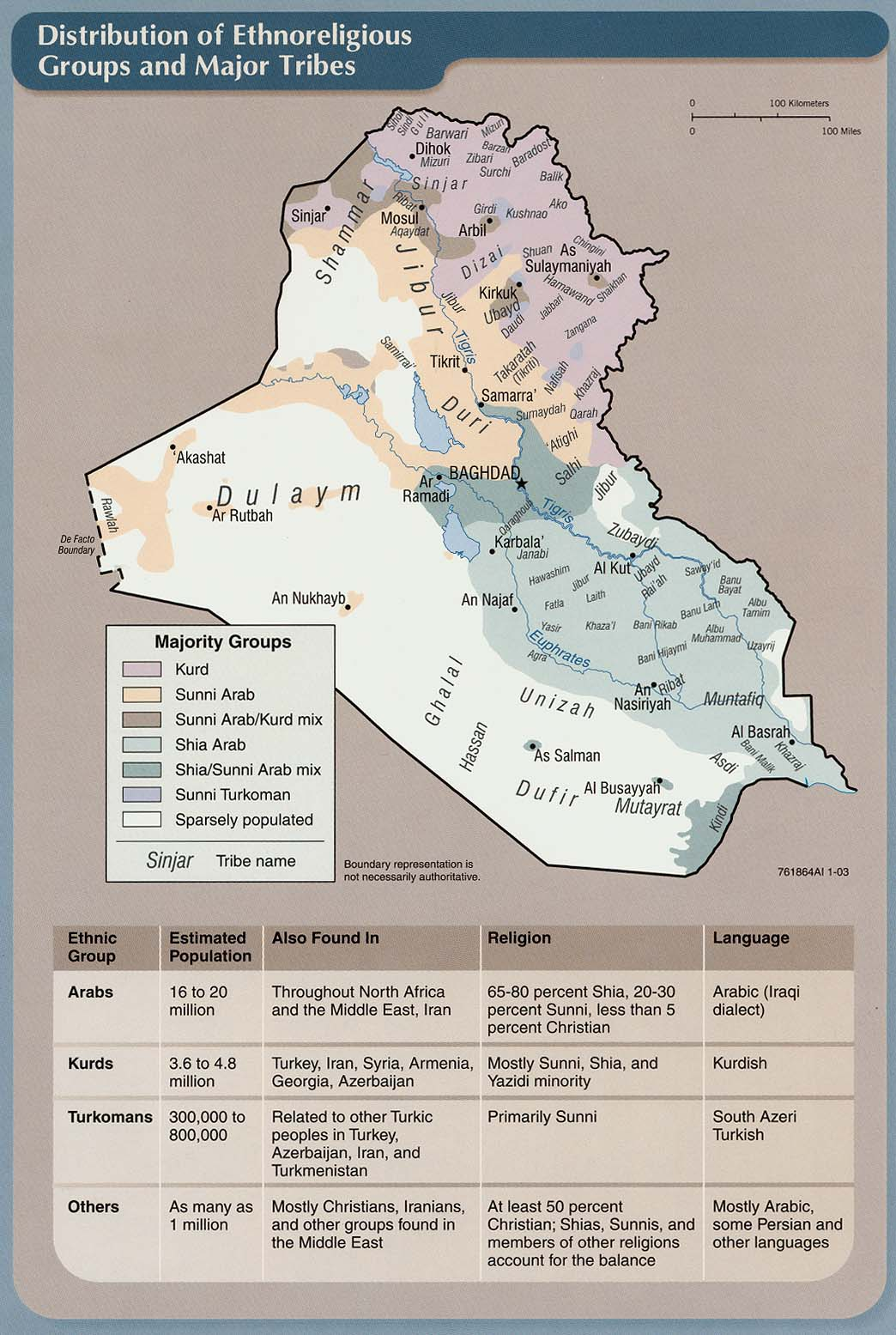
نقشه قومی-مذهبی عراق

عربی و کردی زبان‌های رسمی عراق هستند. میزان باسوادی بین ۶۰٪ تا ۷۰٪ است.
آشوری‌ها، سریانی‌ها و کلدانی‌های عراق به گویش‌های مختلف آرامی تکلم می‌کنند:
- کلدانی‌نو (از زبان‌های آرامی): ۱۱۰ هزار نفر (۱۹۹۴) (موصل، بغداد، بصره، جنوب شرقی کردستان)
  - آشوری (از زبان‌های آرامی): ۳۰ هزار نفر (۱۹۹۴) (شمال عراق، بغداد، بصره، کرکوک، اربیل)
  - کوی سنجق (از زبان آرامی): ۸۰۰ تا ۱۰۰۰ نفر (۱۹۹۵) (کوی سنجق، شمال عراق)

کُردهای عراق علاوه بر دو شاخۀ سورانی و کرمانجی، به دیگر گویش‌های کُردی و گورانی نیز تکلم می‌‌کنند:
- کُردی جنوبی:
  - فَیلی (از شاخه‌های جنوبی زبان‌های کردی) ۵۰۰ هزار نفر (۲۰۱۴)
- گویش‌های گورانی:
  - هورامی (از شاخه شمال غربی زبان‌های کردی): ۲۱ هزار نفر (۲۰۰۰) (نزدیکی حلبچه، شرق سلیمانیه، پراکنده از موصل تا خانقین)
  - باجلانی (از شاخه شمال غربی زبان‌های کردی): ۲۰ هزار نفر (۱۹۷۶) (شمال خانقین، استان موصل، نواحی کردنشین)
  - سارلی (از شاخه شمال غربی زبان‌های کردی): کمتر از ۲۰ هزار نفر (۱۹۹۵) (شمال موصل، استان کرکوک)
  - شبکی (از شاخه شمال غربی زبان‌های کردی): ۱۰ تا ۲۰ هزار نفر (۱۹۸۹) (شمال موصل)

همچنین زبان‌های دیگری نیز در این کشور گویشورانی دارند:
- ترکی آذربایجانی (ترکمن‌های عراق):[۱۶۲] ۶۰۰ هزار نفر (۱۹۸۲) (شهر کرکوک، اربیل، رواندوز، از جنوب شرق کرکوک تا مقدادیه، خانقین، مندلی و ناحیه موصل)[نیازمند منبع]
- ارمنی: حدود ۶۰ هزار
- دوماری (زبان کولی‌ها) (از زبان‌های هندوآریایی): ۲۲٬۹۰۰ هزار نفر (۲۰۰۰)
- آیداغی (چرکسی) (از زبان‌های قفقازی): ۱۹ هزار نفر (۱۹۹۳)

## دین
جمعیت مسلمان عراق ۶۳٪-۶۱٪ شیعه و ۳۹٪-۳۷٪ سنی هستند، همچنین شماری از پیروان آئین ایزدی، یارسان، شبک، مندایی، مسیحی، یهودی نیز در این کشور زندگی می‌کنند.
| دین مردم عراق | دین مردم عراق | دین مردم عراق | دین مردم عراق | دین مردم عراق |
| ------------- | ------------- | ------------- | ------------- | ------------- |
|               |               |               |               |               |
| شیعه          | شیعه          |               | ۶۳٪           | ۶۳٪           |
| سنی           | سنی           |               | ۳۷٪           | ۳۷٪           |

## فرهنگ
در این کشور مناسبت‌های مختلف اسلامی چون رمضان و عید قربان برگزار می‌گردد و مراسم‌های مذهبی تاسوعا، عاشورا و اربعین حسینی در میان شیعیان عراق که بیش از نیمی از مسلمانان این کشور را تشکیل می‌دهند برگزار می‌شوند.
سرزمینی که امروزه کشور عراق نامیده می‌شود در طول تاریخ جزئی از قلمروی امپراتوری‌های باستانی ایران چون ماد، هخامنشیان، اشکانیان و ساسانیان بوده است و همچنین در تعدادی از حکومت‌های ایرانی بعد از اسلام تا زمان صفوی بخشی از ایران محسوب می‌شد؛ در زمان امپراتوری صفوی این سرزمین بین ایران و عثمانی دست بدست می‌شد؛ در مناطقی از عراق نظیر کردستان عراق که مردم ایرانی‌تبار سکونت دارند، جشن‌های ایرانی چون نوروز، شب چله، چهارشنبه سوری و… همه ساله برگزار می‌گردد.
علاوه بر عربی و کردی، زبانهای ترکمانی، کلدانی، ارمنی، آشوری و… در عراق صحبت می‌شود.

## نگارخانه

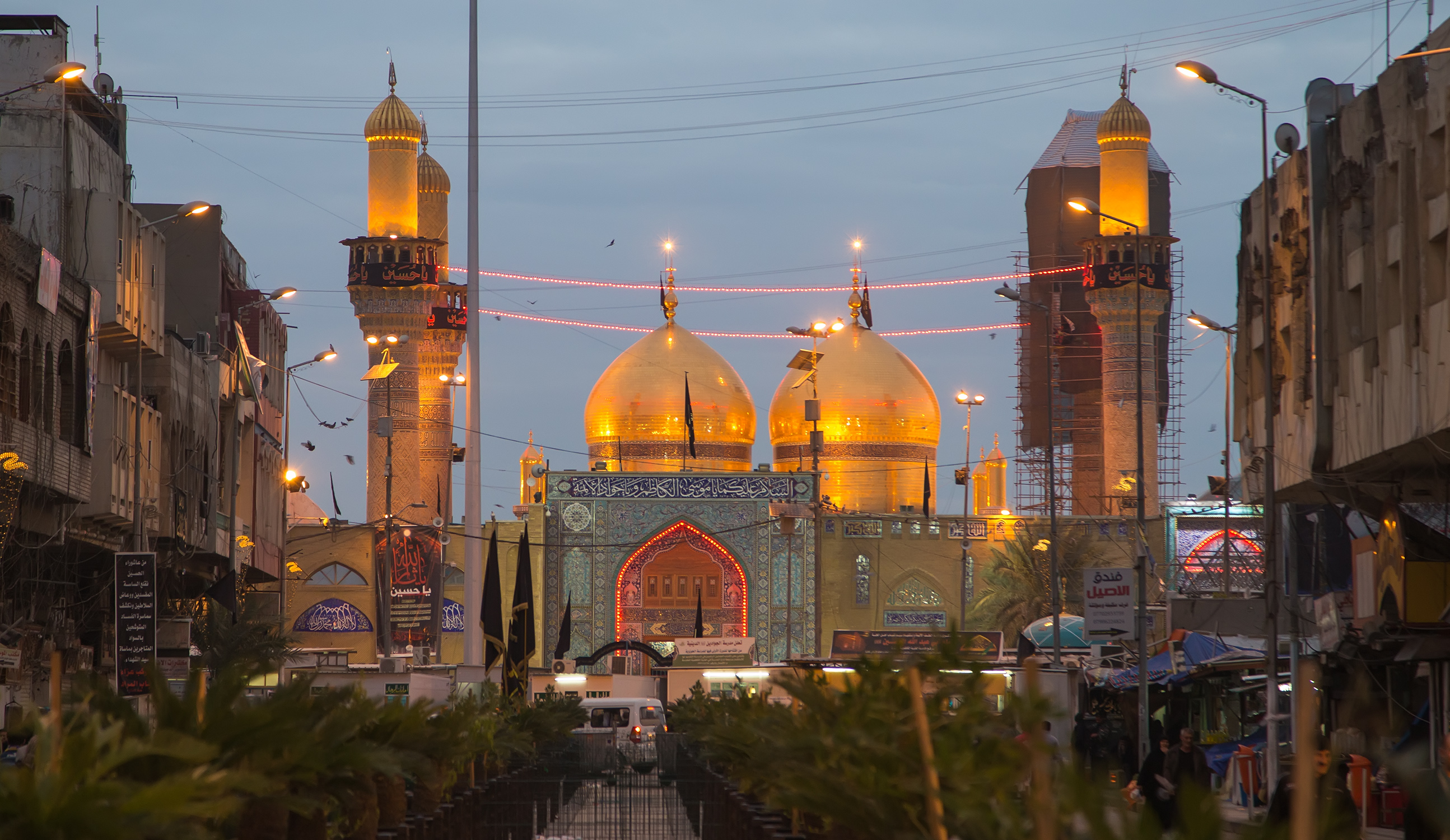
حرم کاظمین
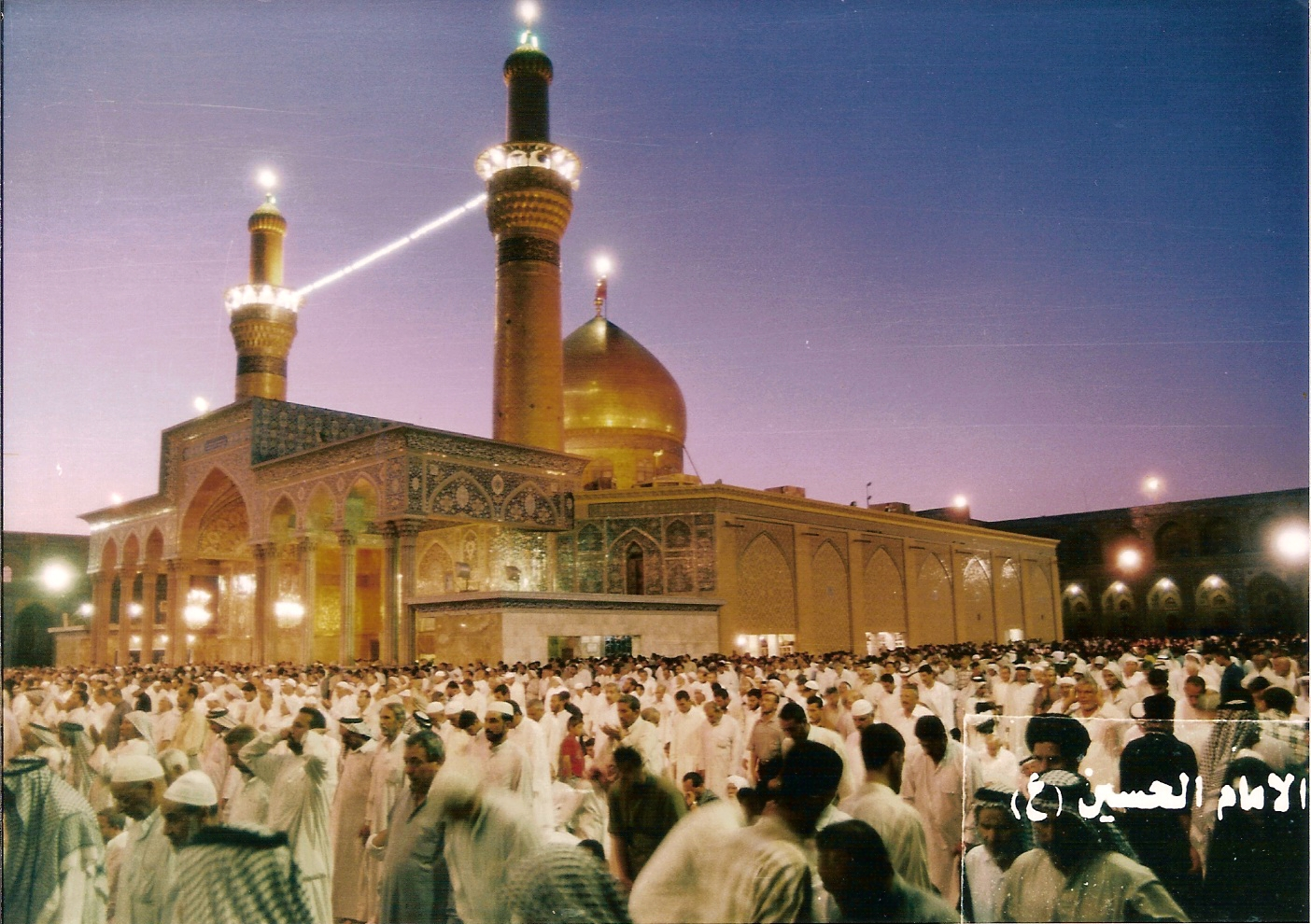
آرامگاه حسین بن علی و یارانش در کربلا
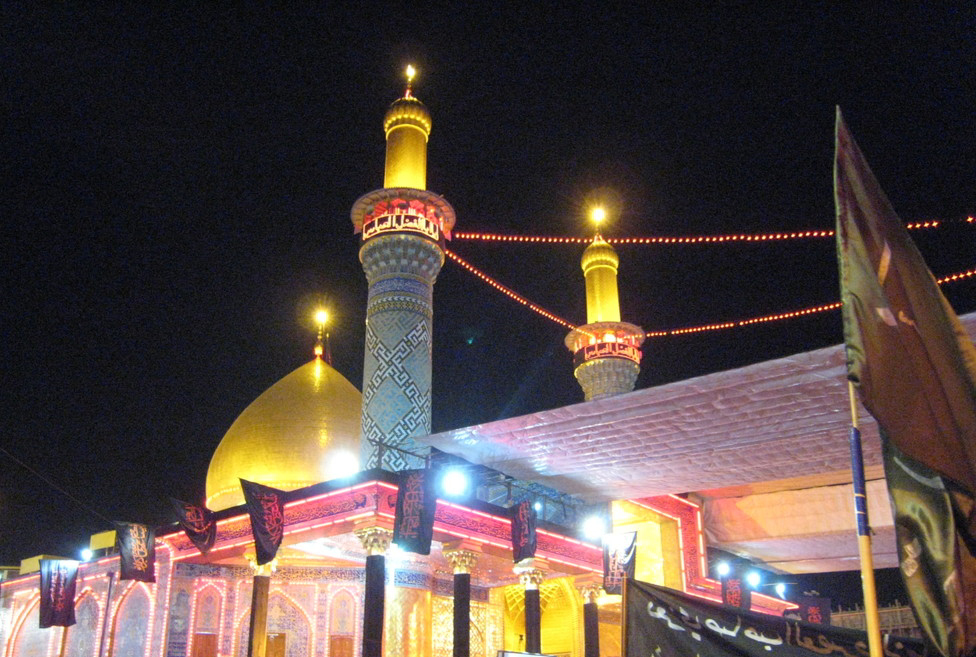
آرامگاه عباس بن علی در کربلا
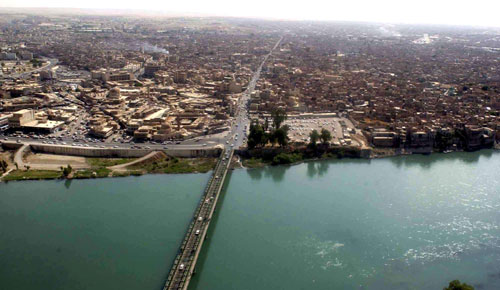
دجله در نزدیکی موصل
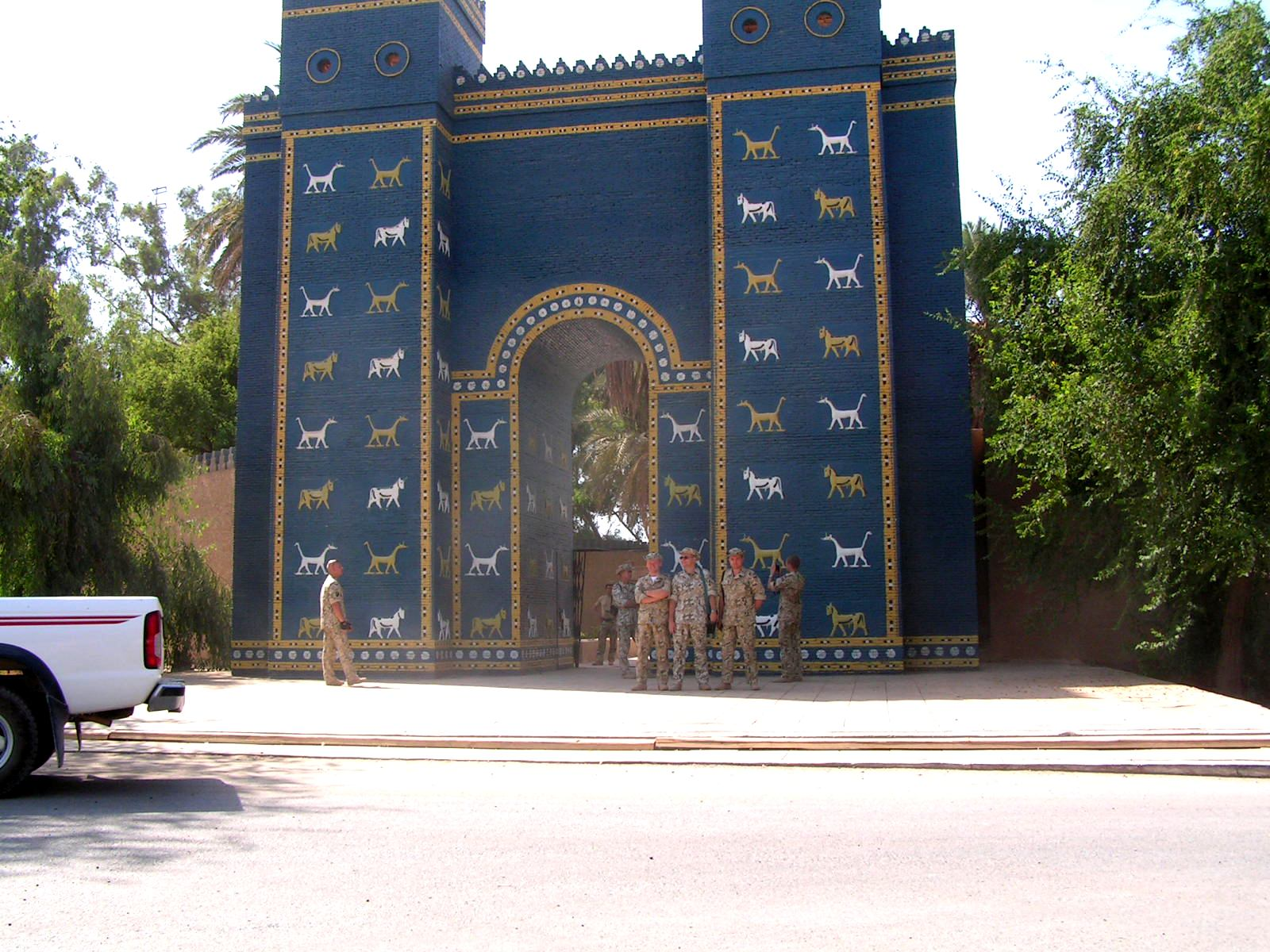
ورودی موزه‌ای در بغداد که به شکل دروازه ایشتار ساخته شده
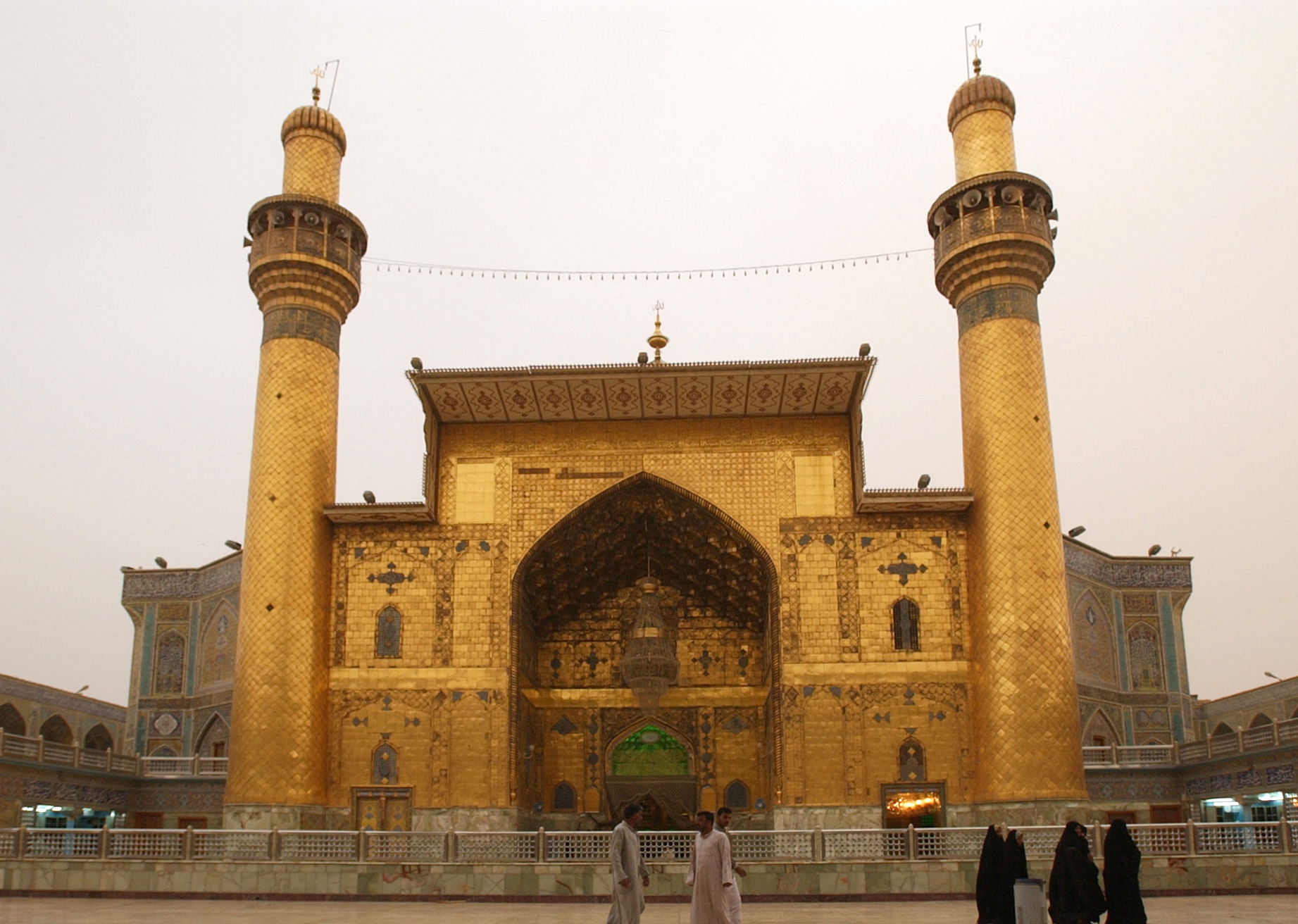
آرامگاه علی بن ابی‌طالب در نجف
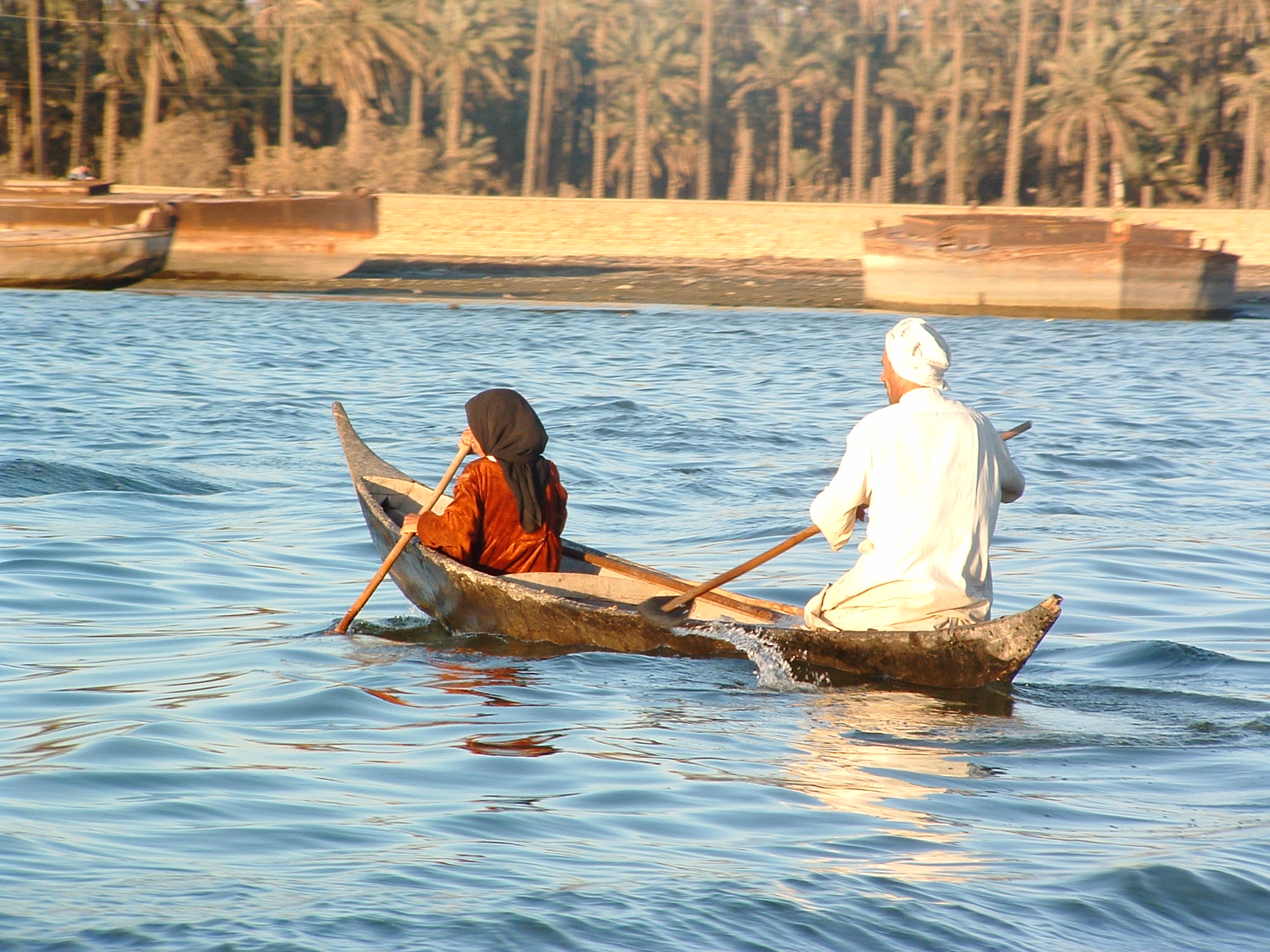
اروندرود
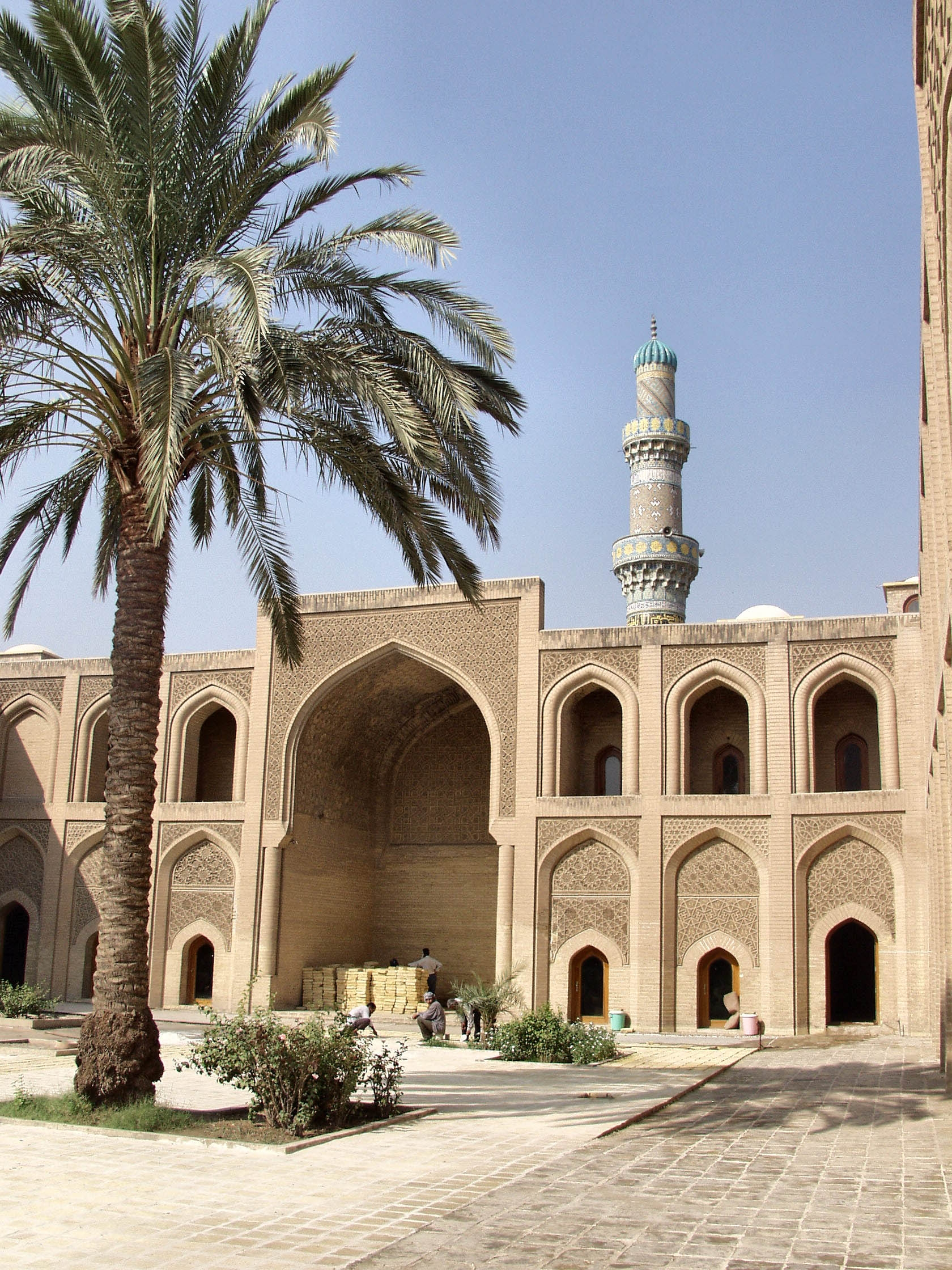
مدرسه مستنصریه در بغداد
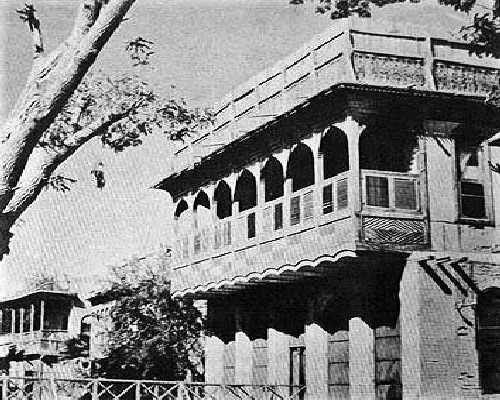
شناشیل بصره
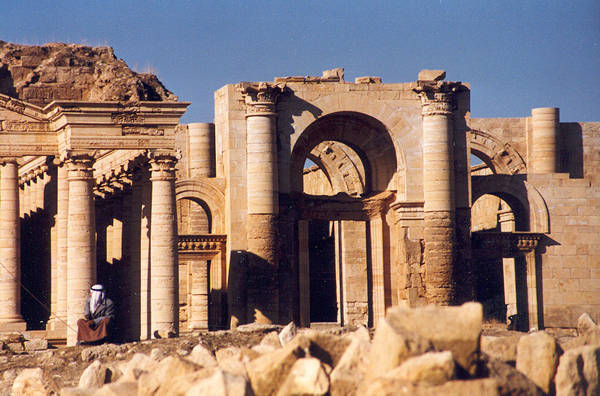
آثار باستانی حضر

## یادداشت
1. ↑  مجلس فدرال طبق ماده ۶۵ قانون اساسی به عنوان مجلس علیا پیش‌بینی شده است اما هرگز تشکیل نشده است، به این معنی که قوه مقننه عملاً به صورت تک‌مجلسی صرفاً تحت نظر مجلس نمایندگان عمل می‌کند.[۸][۹][۱۰]